# Donald Trump
Donald John Trump (pronunciación en inglés: /ˈdɑnəld ˈdʒɑːn trʌmp/ (escucharⓘ); Queens, Nueva York, 14 de junio de 1946) es un empresario, personalidad televisiva y político conservador estadounidense. Miembro del Partido Republicano, es el 47.º presidente de los Estados Unidos desde el 20 de enero de 2025. Anteriormente desempeñó el mismo cargo desde el 20 de enero de 2017 hasta el 20 de enero de 2021 como el 45.º presidente. 
En 2020 se convirtió en el primer presidente estadounidense que no ganó la reelección inmediata desde George H. W. Bush (1992), tras perder las elecciones presidenciales de 2020 ante Joe Biden. Sin embargo, cuatro años después, ganó las elecciones de 2024 venciendo a su rival Kamala Harris, convirtiéndose así en el segundo presidente en ejercer durante dos mandatos no consecutivos junto con Grover Cleveland (1892). Asimismo, Trump es la primera persona que ejerce la presidencia en la historia de Estados Unidos siendo condenado penalmente por el sistema judicial.
Nacido y criado en un barrio del distrito neoyorquino de Queens llamado «Jamaica», Trump obtuvo el título de bachiller en economía en la Wharton School de la Universidad de Pensilvania en 1968. En 1971, se hizo cargo de la empresa familiar de bienes inmuebles y construcción Elizabeth Trump & Son, que más tarde sería renombrada como Trump Organization. Durante su carrera empresarial, Trump construyó, renovó y gestionó numerosas torres de oficinas, hoteles, casinos y campos de golf. Fue accionista principal de los concursos de belleza Miss USA y Miss Universo desde 1996 hasta 2015, y prestó el uso de su nombre en la marca de varios productos. De 2004 a 2015, participó en The Apprentice, un reality show de la NBC. En 2016, la revista Forbes lo enumeró como la 324.ª persona más rica del mundo (la 113.ª de los Estados Unidos), con un valor neto de 4500 millones de dólares. Según las estimaciones de Forbes en febrero de 2018, Trump se encuentra entre las personas más ricas del mundo en el puesto 766, con un valor neto de 3600 millones de dólares, aunque varias de sus empresas se han declarado en bancarrota, sigue estando entre las personas más ricas de la actualidad.
Trump buscó la nominación presidencial del Partido Reformista en 2000, pero se retiró antes de que comenzara la votación. Consideró postularse para el cargo como republicano para las elecciones de 2012, pero finalmente decidió no hacerlo. En junio de 2015, anunció oficialmente su candidatura para las elecciones de 2016, y se convirtió rápidamente en el favorito entre los diecisiete candidatos en las primarias republicanas. Sus rivales hacia el final suspendieron sus campañas en mayo de 2016, y en julio fue nominado en la Convención Republicana junto con Mike Pence como su compañero de fórmula. Su campaña recibió una cobertura mediática sin precedentes y gran atención internacional. Muchas de sus declaraciones en las entrevistas, en las redes sociales y en las manifestaciones de la campaña eran polémicas o falsas.
A pesar de que Trump perdió el voto popular por aproximadamente tres millones de votos, logró ganar las elecciones generales del 8 de noviembre de 2016 contra la rival demócrata Hillary Clinton, debido a su victoria en el sistema del Colegio Electoral, y accedió a la presidencia el 20 de enero de 2017 a la edad de 70 años, por lo que en su momento fue el presidente de más edad en asumir este cargo en su país (superado por Joe Biden, con 78 años al momento de su investidura en 2021); asimismo, fue el presidente más rico al tomar posesión, el primero sin servicio militar ni cargo político ejercido anteriormente y el quinto en haber ganado la elección pese a haber perdido en número total de votos (igual que J. Q. Adams en 1824, R. B. Hayes en 1876, B. Harrison en 1888 y G. W. Bush en el 2000). Ya en 2024, logró ganar el voto popular por primera vez, siendo así el primer candidato republicano en lograrlo en dos décadas.
En política interna, Trump ordenó permitir la extracción de petróleo en el Ártico de Alaska, causando el rechazo de científicos y grupos ambientalistas. También aprobó el proyecto del Oleoducto Keystone XL, criticado por sus riesgos ambientales, aunque posteriormente dicho proyecto fue cancelado por la administración de Joe Biden. Trump dice no creer en la existencia del calentamiento global.
En materia migratoria, Trump redujo de manera significativa los asilos y la cantidad de solicitudes y admisiones de refugiados que permite Estados Unidos; intentó eliminar la ciudadanía estadounidense automática que adquieren los hijos de personas extranjeras que nacen en suelo estadounidense, aunque no logró llevarlo a cabo debido a que no tuvo el apoyo necesario, sin embargo en su campaña presidencial de 2024 prometió volver a intentarlo; amplió el muro fronterizo entre México y Estados Unidos; y ordenó una prohibición de viajar a ciudadanos de varios países de mayoría musulmana, citando preocupaciones relativas a la seguridad, aunque una versión modificada de la prohibición fue implementada después de desafíos legales.
En materia de salud, Trump dejó sin efecto legal la disposición del mandato de seguro individual de la Ley de Protección al Paciente y Cuidado de Salud Asequible y su manejo de la pandemia de COVID-19 fue ampliamente criticado; se le acusó de haber minimizado la amenaza y la gravedad de la pandemia, así como de haber promovido la desinformación y dar recomendaciones contrarias a la de las organizaciones científicas y médicas. Durante su gestión de la pandemia del COVID-19, Estados Unidos alcanzó la tasa de desempleo más alta desde la Gran Depresión de la década de 1930, aunque previo a la pandemia se había registrado la menor tasa de desempleo en 50 años.
Trump hizo docenas de nombramientos judiciales, incluidos Neil Gorsuch, Brett Kavanaugh y Amy Coney Barrett a la Corte Suprema. Los tres jueces conservadores designados durante el mandato de Trump fueron cruciales para la derogación de la sentencia Roe vs. Wade de 1973 que establecía el aborto como derecho constitucional y que garantizaba su práctica a nivel nacional.
Después de que Trump destituyese al director del FBI James Comey, el Departamento de Justicia nombró a Robert Mueller asesor especial para investigar la coordinación o los vínculos entre la campaña de Trump y el gobierno ruso en su interferencia electoral; a lo que Trump negó repetidamente las acusaciones.
En política exterior, Trump siguió su agenda de America First («América Primero»), una política populista que enfatizó el nacionalismo estadounidense. Retiró a los Estados Unidos de las negociaciones comerciales del Acuerdo Transpacífico de Cooperación Económica y el Acuerdo de París sobre cambio climático, revirtió parcialmente el deshielo cubano, reconoció a Jerusalén como la capital de Israel y retiró a Estados Unidos del Acuerdo sobre el programa nuclear de Irán. Impuso aranceles de importación a diversos productos de China, Canadá, México y la Unión Europea. El 1 de febrero de 2019, Estados Unidos anunció que abandonaba el Tratado sobre Fuerzas Nucleares de Rango Intermedio, tratado bilateral con Rusia, acordado en 1987 con la URSS. Tuvo acercamientos con Kim Jong-un de Corea del Norte, aunque no logró avances en la desnuclearización de dicho país, y ha sido la única vez que un presidente del país norteamericano pisó suelo norcoreano. También rechazó públicamente la gobernabilidad de la administración presidencial de Nicolás Maduro en Venezuela. Indultó a cinco personas que fueron condenadas como resultado de la investigación de Rusia. Después de que Trump solicitase a Ucrania que investigara a su rival político Joe Biden, la Cámara de Representantes lo acusó en diciembre de 2019 por abuso de poder y obstrucción al Congreso. El Senado, después de negarse a escuchar el testimonio de los testigos, lo absolvió de ambos cargos en febrero de 2020.
Trump perdió las elecciones presidenciales de 2020 tras ser derrotado en el colegio electoral y haber obtenido siete millones de votos menos que su rival Joe Biden. Sin embargo, Trump se negó a admitir su derrota afirmando falsamente que el demócrata había ganado gracias a un fraude electoral, presionando a funcionarios del gobierno, planteando docenas de impugnaciones legales infructuosas y obstruyendo la transición presidencial. Durante el recuento de los votos electorales el 6 de enero de 2021, Trump instó a sus seguidores a marchar hacia el Capitolio, que luego asaltaron, lo que obligó a evacuar el Congreso temporalmente y resultó en la muerte de cinco personas y numerosos heridos. Trump finalmente se vio obligado a retirar su apoyo a los asaltantes. Horas antes de la toma de posesión de Joe Biden, Trump prometió «volver», además de haber realizado 73 indultos, y haber conmutado 70 sentencias.
Donald Trump y algunos medios afirman que ha sido el primer presidente de Estados Unidos desde los años ochenta en terminar su mandato sin haber creado una nueva guerra, aunque durante su gobierno se realizaron ataques bélicos y bombardeos a Siria, Irán, y Yemen. Entre enero de 2017 y enero de 2021, el medio The Washington Post contabilizó más de 29,000 declaraciones falsas, engañosas o inexactas por parte de Trump.

## Vida personal

### Primeros años y educación

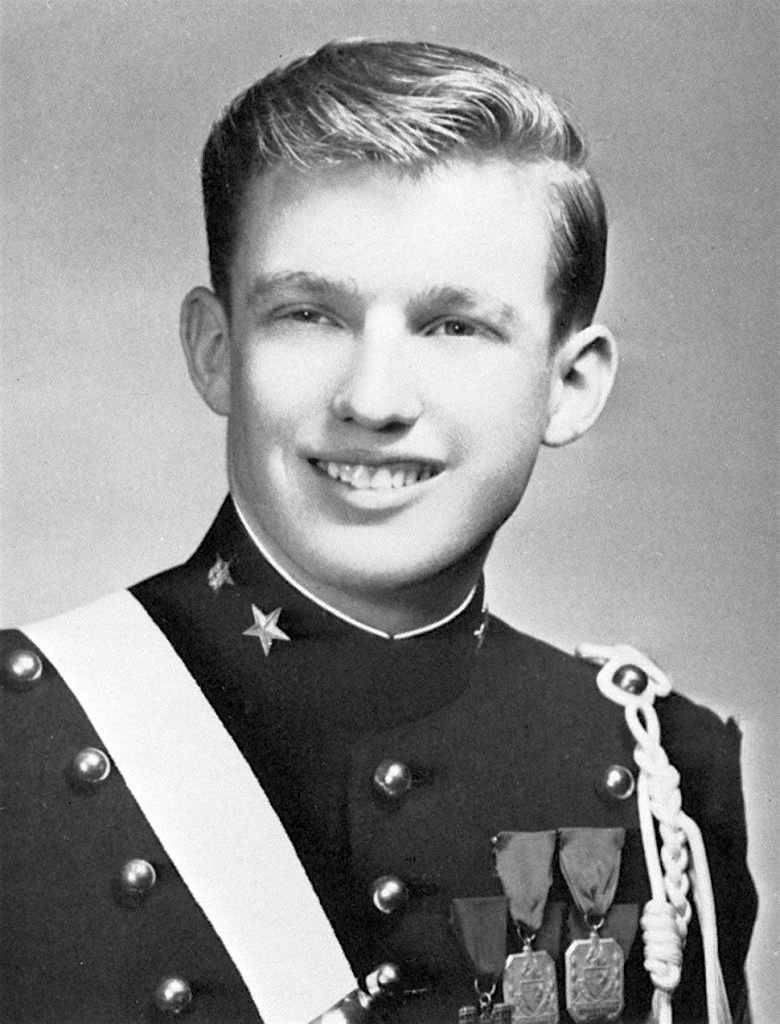
Fotografiado en 1964 como cadete de la NYMA.

Trump nació el 14 de junio de 1946 en el barrio neoyorquino de Queens. Fue uno de los cinco hijos de Mary Anne MacLeod y de Fred Trump, que se casaron en 1936. Su hermano mayor, Fred, murió en 1981 a los 43 años. Su madre era una inmigrante escocesa nacida en la isla de Lewis, en el norte de las Hébridas Exteriores, y sus abuelos paternos eran inmigrantes alemanes. Su abuelo, Frederick Trump (de nacimiento Friedrich Drumpf), llegó de Alemania a Estados Unidos en 1885, y adquirió la nacionalidad en 1892. Se casó con la abuela de Donald, Elisabeth Christ, en Kallstadt, con quien tuvo tres hijos. Uno de ellos fue el inventor, físico e ingeniero eléctrico John G. Trump.
Mientras vivía en Jamaica Estates, asistió al the Kew-Forest School en Forest Hills, Queens, junto con algunos de sus hermanos. A los 13 años, tras tener problemas de conducta que llevaron a su salida de la escuela, sus padres lo enviaron a la Academia Militar de Nueva York (NYMA).
Trump fue a la Universidad de Fordham en el Bronx durante dos años, continuando sus estudios en la Escuela de Negocios Wharton de la Universidad de Pensilvania, porque Wharton tenía uno de los pocos programas de estudio dedicados al sector inmobiliario, donde se graduó en 1968 con un grado en Economía.

### Familia

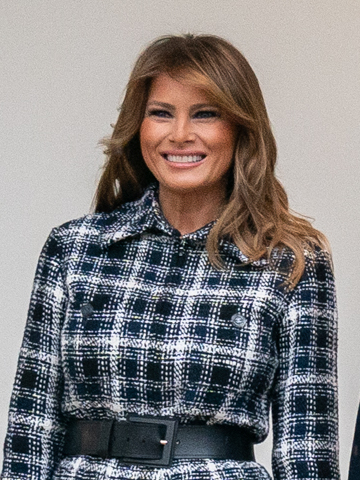
Melania Trump.

La madre de Trump, Mary Anne, nació en 1912 en Tong en la isla de Lewis, en la costa de Escocia. En 1930, con 18 años, en unas vacaciones en Nueva York, conoció a Fred Trump y se quedó en esa ciudad. Trump nació en Queens, Nueva York, y tiene cuatro hermanos: Maryanne, Frederick Crist Jr., Elizabeth Joan y Robert Stewart.
En 1977 Trump se casó con Ivana Zelníčková, con quien tuvo tres hijos: Donald, Jr. (31 de diciembre de 1977), Ivanka (30 de octubre de 1981) y Eric (6 de enero de 1984). El matrimonio se divorció en 1992. En 1993 se casó con Marla Maples, con quien tuvo una hija, Tiffany (13 de octubre de 1993). Se divorciaron el 8 de junio de 1999. En febrero de 2008 en una entrevista en el programa Nightline, Trump comentó sobre sus exesposas: «Sé que competir es muy difícil para ellas (Ivana y Marla), porque amo lo que hago, de veras lo amo». El 22 de enero de 2005 se casó con Melania Knauss (nacida en Eslovenia), en Palm Beach, en Florida. Melania tuvo un hijo llamado Barron William Trump, el quinto de Trump, el 20 de marzo de 2006.
Trump tiene diez nietos: cinco de su hijo Donald Jr. (Kai Madison, Donald John III, Tristán Milos, Spencer Frederick y Chloe Sophia), tres de su hija Ivanka (Arabella Rose, Joseph Frederick y Theodore James), y dos de su hijo Eric (Eric Luke y Carolina Dorothy).

### Religión
Trump fue presbiteriano hasta 2020. En una entrevista en abril de 2011, en el programa 700 Club, dijo, «soy protestante, soy presbiteriano. He tenido una buena relación con la Iglesia cristiana. Creo que la religión es algo maravilloso. Creo que la mía es una religión maravillosa». En 2020 Trump afirmó ser un cristiano no denominacional, dejando de lado su fe anterior, siendo el segundo presidente en cambiar de fe durante la presidencia, después de Eisenhower. La esposa de Trump, Melania, es católica. Sobre la conversión de su hija Ivanka al judaísmo dijo sentirse orgulloso: «No solo tengo nietos judíos; tengo una hija judía y estoy muy orgulloso de eso». Durante su campaña de 2024, Trump publicó imágenes y mensajes católicos. En la misma campaña Trump dijo «Dios me perdonó la vida por una razón», tras haber sufrido dos intentos de asesinato.

### Salud
Trump asegura que nunca en su vida ha consumido alcohol, tabaco u otras drogas recreativas. Sus hábitos alimentarios, con alto contenido de comida basura, han sido calificados como poco saludables.
En diciembre de 2015, el médico personal de Trump, Harold Bornstein, lanzó una carta de salud superlativa que alababa a Trump por su «extraordinaria fuerza física y resistencia». Bornstein dijo más tarde que el propio Trump había dictado el contenido de la misma. Un informe médico de seguimiento mostró que la presión arterial, el hígado y las funciones tiroideas de Trump están en rangos normales, y que toma estatina. En enero de 2018, Trump fue examinado por el médico de la Casa Blanca, Ronny Jackson, que afirmó que gozaba de buena salud, aunque su peso y nivel de colesterol eran más altos que los recomendados, y que su evaluación cardíaca no reveló problemas médicos. Varios cardiólogos externos comentaron que el peso, el estilo de vida y el colesterol LDL de Trump deberían haber planteado serias preocupaciones sobre su salud cardíaca.
En octubre de 2020, Donald y Melania Trump dieron positivo en el test de coronavirus tras surgir un brote de COVID-19 en la Casa Blanca después del acto político que tuvo en el jardín de rosas de la Casa Blanca. Posteriormente, Trump fue trasladado al hospital Walter Reed como medida de precaución. Trump fue dado de alta del hospital el 5 de octubre de 2020.

## Carrera en los negocios
Comenzó en la empresa de bienes inmuebles de su padre, Elizabeth Trump and Son, focalizada en la vivienda de clase media para arrendar en Brooklyn, Queens y Staten Island. Uno de sus primeros proyectos, todavía en la universidad, fue la revitalización del complejo de apartamentos de Swifton Village en Cincinnati, en el estado de Ohio, que su padre había comprado por 5.7 millones de dólares estadounidenses en 1962.

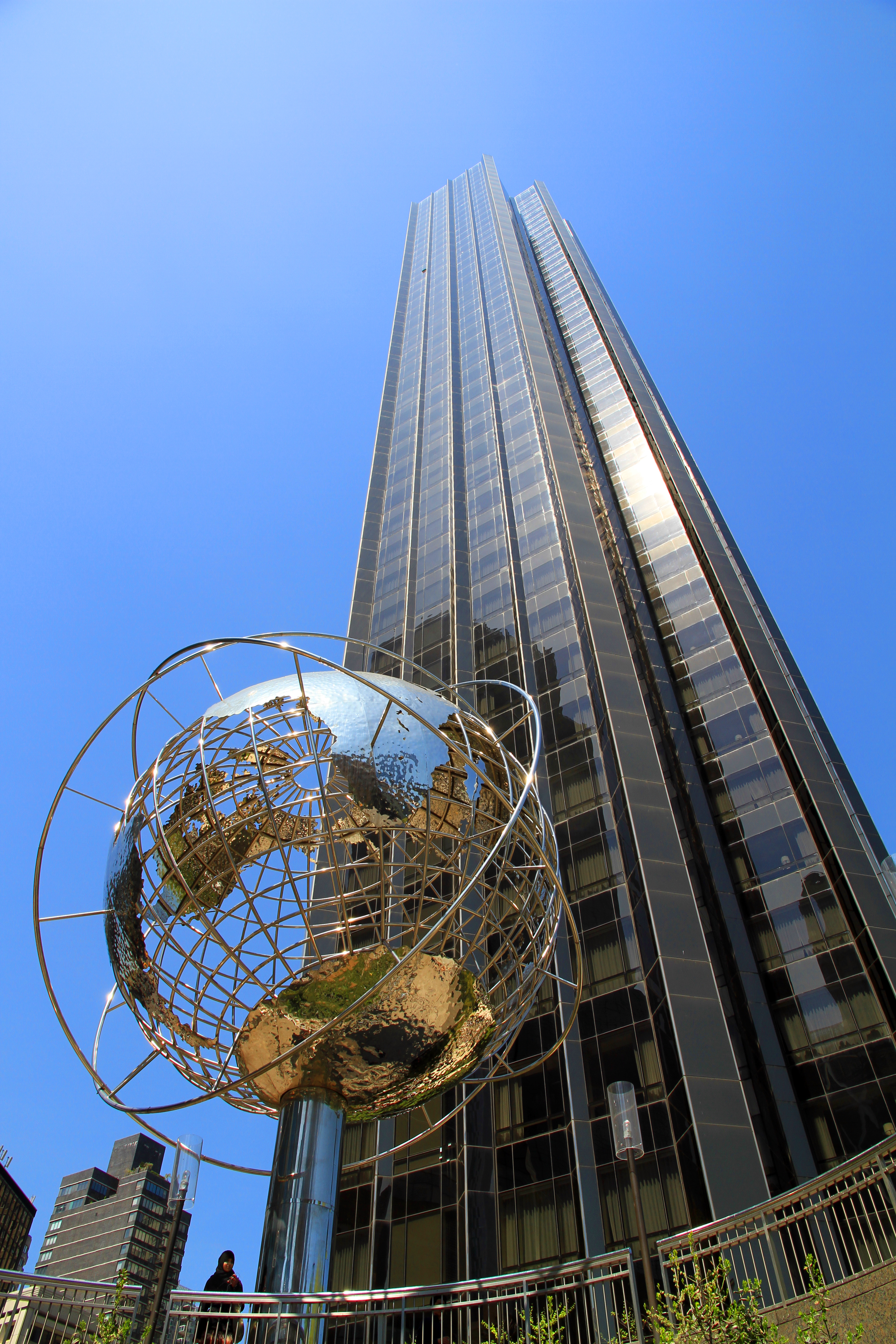
Trump International Hotel

Los Trump participaron en el proyecto con una inversión de 500 000 dólares. En dos años, el complejo de 1200 unidades con un 66 % de desocupación pasó a estar lleno. En 1972, lo vendió por 6.7 millones de dólares.
En 1971, se instaló en Manhattan, donde participó en grandes proyectos inmobiliarios y usó una arquitectura vistosa para ganar reconocimiento entre el público. Hizo planes para adquirir y desarrollar el Penn Central por 60 millones de dólares. Luego, con la ayuda de una deducción fiscal de 40 años del gobierno de Nueva York, sacó de la bancarrota al Hotel Commodore del Grand Hyatt y creó la Trump Organization.
La ciudad de Nueva York tenía planeado construir el Centro de Convenciones Jacob K. Javits en una propiedad para la que Trump tenía opción de compra. Este calculó que su compañía habría podido terminar el proyecto por 110 millones de dólares, pero la ciudad rechazó su oferta.

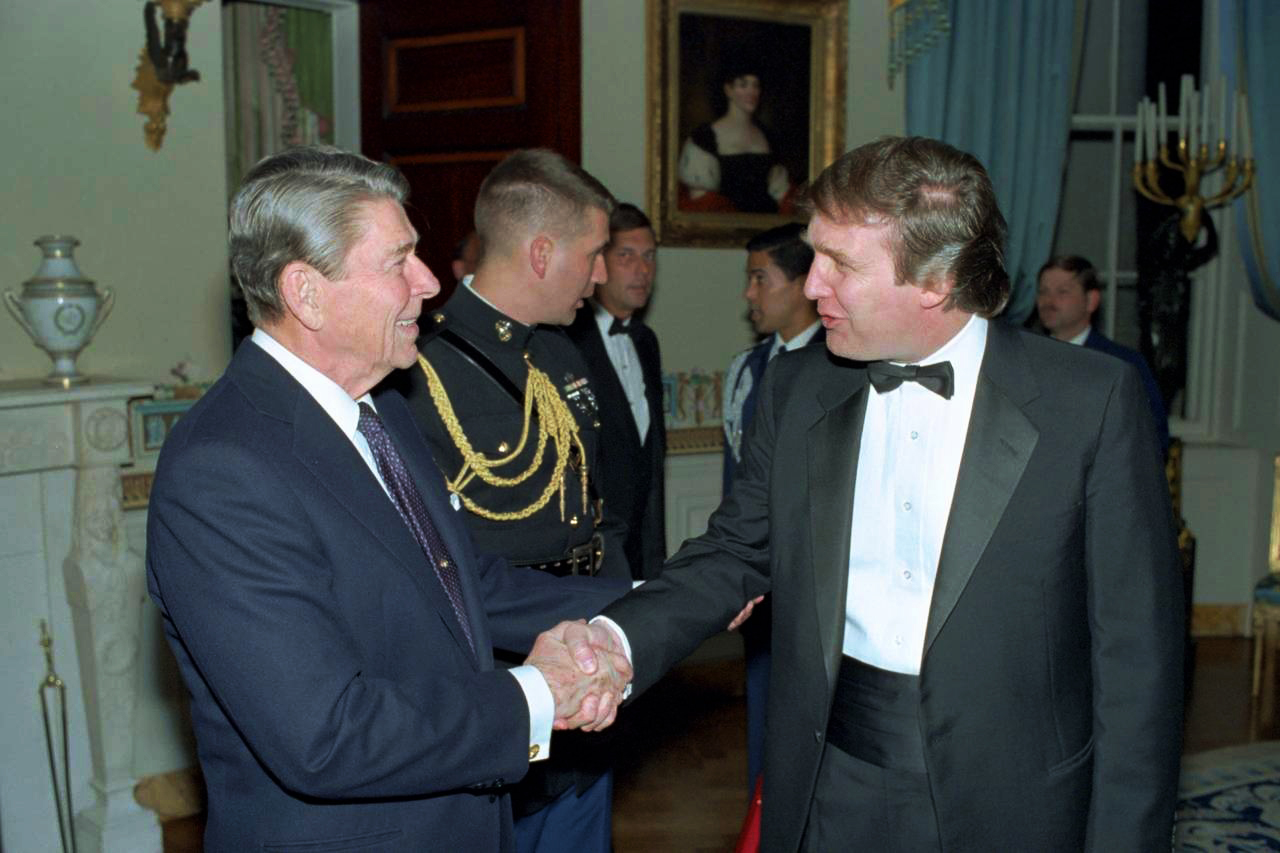
Donald Trump es recibido por el presidente Ronald Reagan en la recepción de la Casa Blanca en 1987.

En 1988, adquirió el Taj Mahal Casino en una transacción con Merv Griffin y Resorts International. Esa expansión, tanto personal como comercial, aumentó su deuda considerablemente.

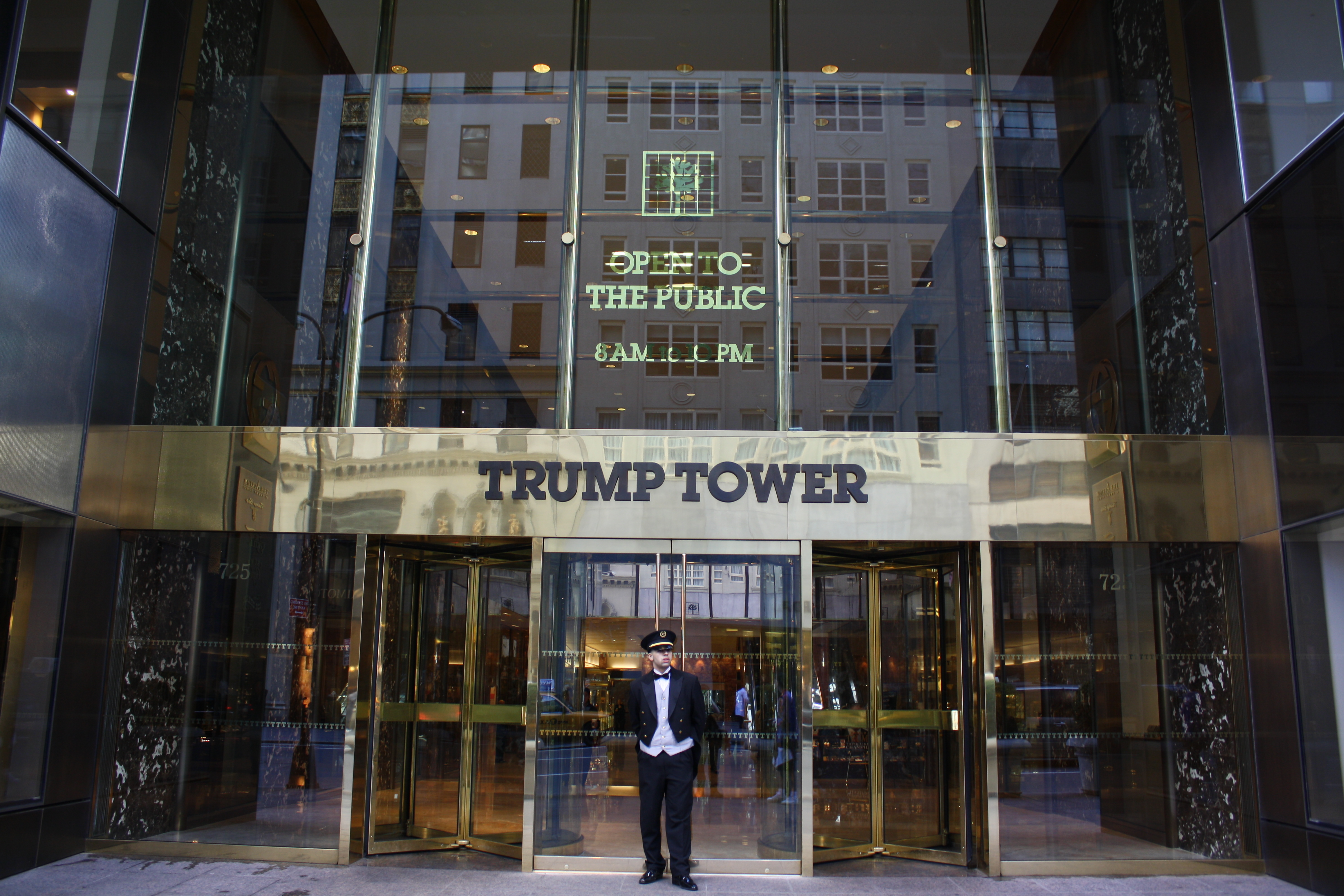
La entrada de la Trump Tower de Manhattan, en Nueva York.

Hacia 1989, algunas malas decisiones comerciales lo llevaron a la cesación de pagos. Trump financió la construcción de un tercer casino, también llamado Taj Mahal, sobre todo con bonos basura. Aunque reforzó sus negocios con préstamos adicionales y pospuso el pago de intereses, hacia 1991, la creciente deuda lo llevó a la bancarrota comercial y cerca de la personal.
Los bancos y los propietarios de bonos perdieron millones de dólares, pero optaron por reestructurar la deuda para evitar perder más dinero en juicios. El Taj Mahal salió de la bancarrota el 5 de octubre de 1991, con Trump cediendo el 50 % de la propiedad en acciones a los propietarios originales de los bonos, a cambio de bajar las tasas de interés de los préstamos y de conceder más tiempo para cancelar la deuda.
A finales de los años 1990, su situación financiera mejoró. Entre sus primeras acciones estuvo la construcción de una serie de propiedades, diversificándose a clubes y construyendo numerosos hoteles y casinos. Además, compró acciones sobre la Organización Miss Universo, organización que realiza los concursos de Miss Universo, Miss Estados Unidos y Miss Estados Unidos Adolescente, siendo la cadena televisiva NBC quien posee el resto de las acciones. En 2001, terminó la Trump World Tower, un edificio residencial de 72 plantas cerca de la Sede de la Organización de las Naciones Unidas. También, comenzó a construir el Trump Place, un desarrollo inmobiliario con varias unidades a lo largo del río Hudson. Trump tiene propiedades en la Trump International Hotel and Tower, un edificio de 44 plantas de uso mixto (hotel y condominio) en Columbus Circle. Posee además varios cientos de miles de metros cuadrados en Manhattan.
Trump ha desarrollado varios proyectos inmobiliarios, como la Trump International Hotel and Tower de Honolulu, Trump International Hotel and Tower de Chicago, Trump International Hotel and Tower de Toronto, y Trump Tower de Tampa. Mientras tanto, se desarrolló la Trump Towers Atlanta One en un mercado de vivienda que tiene el segundo mayor inventario de ese tipo de propiedades sin vender.

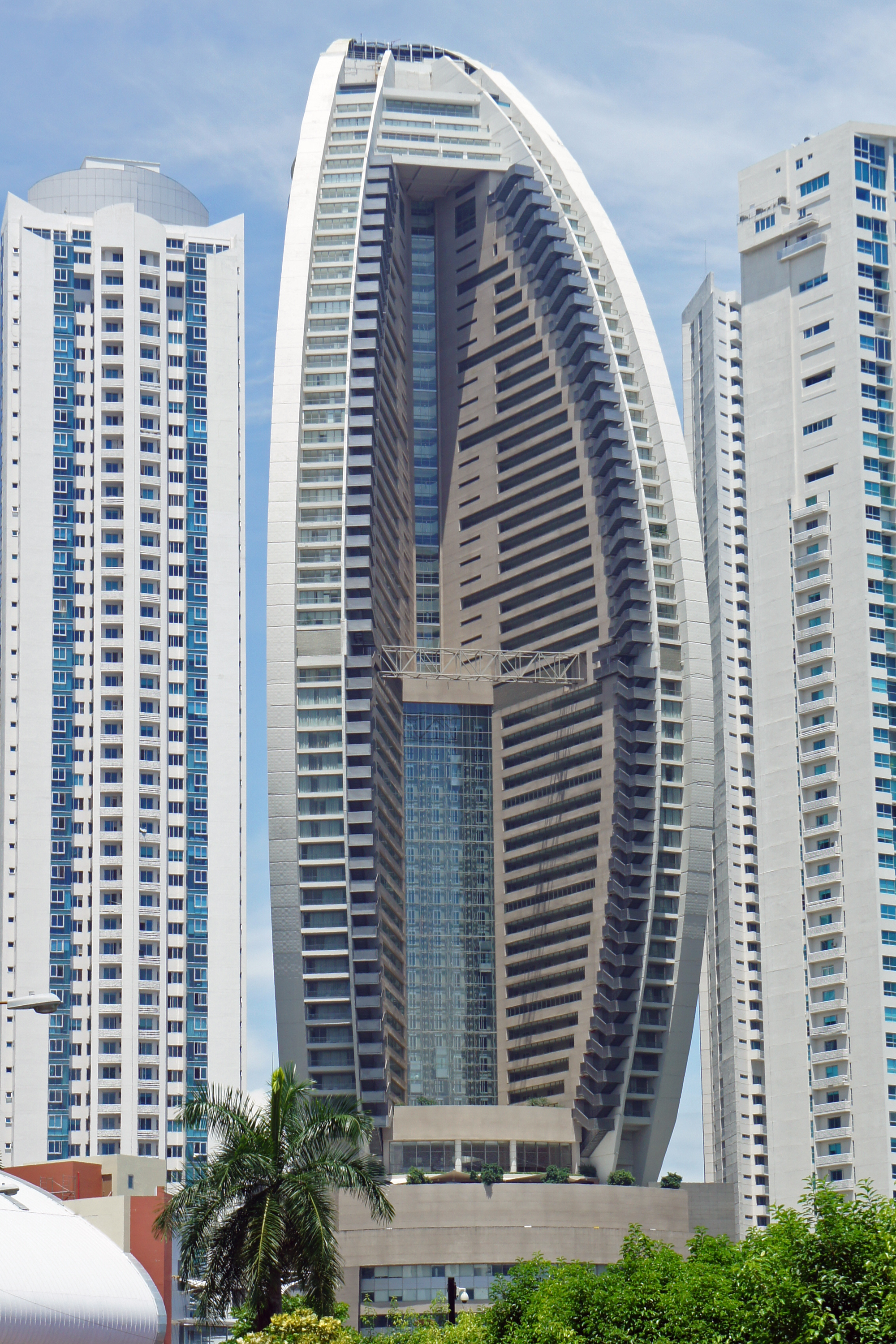
La Trump Ocean Club International Hotel & Tower en la Ciudad de Panamá.

Posteriormente, se divorció de Marla. Ese divorcio fue mucho menos costoso y tuvo una cobertura mucho menor que el anterior en los medios de comunicación, dado que solo tuvo que pagarle dos millones de dólares a su exmujer. Tras divorciarse, se casó con la también modelo Melania, quien es su actual esposa.

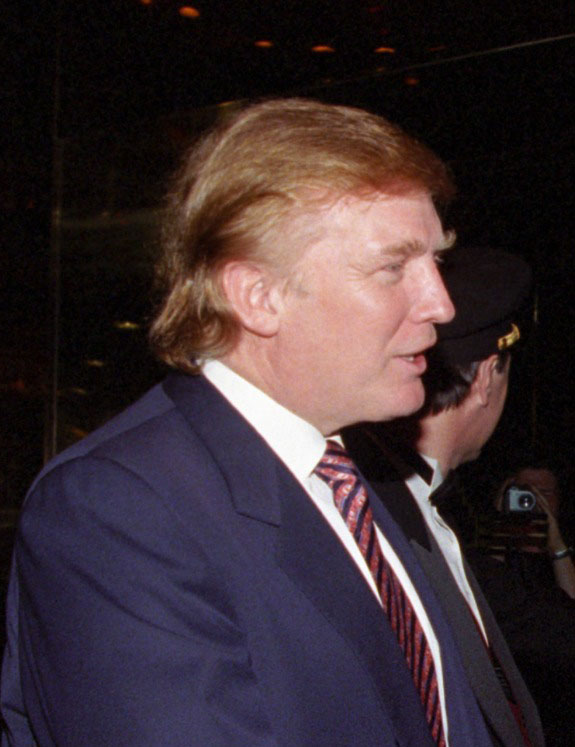
Donald Trump en junio de 2000.

Para comienzos del nuevo milenio, Trump había reconstruido su imperio, ahora era dueño de una serie de propiedades como la Trump World Tower, Trump Hotel Las Vegas, Trump Ocean Club International Hotel & Tower, la serie de hoteles Trump International Tower & Hotel, en varias ciudades, además de los antiguos casinos y un nuevo hotel en una de las islas palmera de Dubái.
Actualmente, la Trump Organization administra una serie de propiedades ubicadas en diversos países, como Panamá, Brasil, el Caribe y en diferentes zonas de Estados Unidos y la Trump Entertainment ha expandido el número de sus casinos. Trump además publicó el libro El arte de la negociación (aunque lo escribió un encargado), en el que narra sus experiencias durante la debacle que sufrió en los años 90 y cómo logró sobreponerse.
Trump posee también un equipo de fútbol en Nueva Jersey y patrocina combates de boxeo, además de una carrera ciclista denominada Tour de Trump. Su conglomerado empresarial incluye campos de golf y reputadas compañías como Trump Enterprises Incorporation, The Trump Corporation, Trump Development, Wembley Realty, Park South y Land Corp. de California.

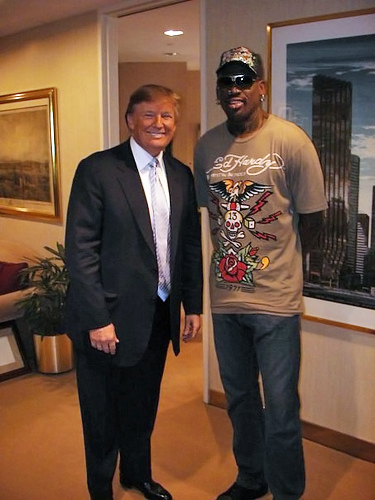
Trump y Dennis Rodman, The Celebrity Apprentice, 2009.

En 2005, estrenó el reality show The Apprentice (El aprendiz), que emitió la cadena NBC. Es un show emitido en horario de máxima audiencia, en el que participan de 16 a 18 empresarios que compiten por un premio de 250 000 dólares y un contrato para dirigir una de sus empresas. En 2007, anunció que llevaría su programa a otra cadena pero, posteriormente, NBC anunció que volvería a sus pantallas. Es coautor de un libro llamado Por qué queremos que tú seas rico, el cual lo escribió en sociedad y de acuerdo con su amigo Robert Kiyosaki, un escritor de libros de ayuda financiera. A finales del 2007 publicó Piensa en grande y patea traseros en los negocios y la vida. Según las estimaciones de Forbes en febrero del 2018, Trump ocupa el puesto 766 entre las personas más ricas del mundo, con un valor neto de 3100 millones de dólares.

### Asuntos legales y bancarrotas
Al mes de julio de 2018, Trump y sus negocios habían participado en más de 4000 acciones legales tanto estatales como federales. A partir de 2016, él o una de sus compañías había sido el demandante en 1900 casos y el demandado, en 1450. Con Trump o su compañía como demandante, más de la mitad de los casos han sido en contra de los jugadores en sus casinos que no habían podido pagar sus deudas. Con Trump o su compañía como demandada, el tipo de caso más común involucraba casos de lesiones personales en sus hoteles. En los casos en que hubo una resolución clara, el grupo de Trump ganó 451 veces y perdió 38.
Trump nunca se ha declarado en bancarrota personal, pero sus negocios de hoteles y casinos se declararon en bancarrota seis veces entre 1991 y 2009 para renegociar la deuda con bancos y propietarios de acciones y bonos. Debido a que las empresas utilizaron la bancarrota del Capítulo 11, se les permitió operar mientras se llevaban a cabo las negociaciones. Trump fue citado por Newsweek en 2011 diciendo: «Juego con las leyes de bancarrota, son muy buenas para mí» como una herramienta para reducir la deuda.
Un análisis de 2016 de la carrera empresarial de Trump por The Economist concluyó que su «... desempeño [de 1985 a 2016] ha sido mediocre en comparación con el mercado bursátil y la propiedad en Nueva York», teniendo en cuenta tanto sus éxitos como sus quiebras. Un análisis posterior de The Washington Post concluyó que «Trump es una mezcla de fanfarronería, fracasos comerciales y verdadero éxito», y calificó las quiebras de su casino como el «fracaso más infame» de su carrera comercial.

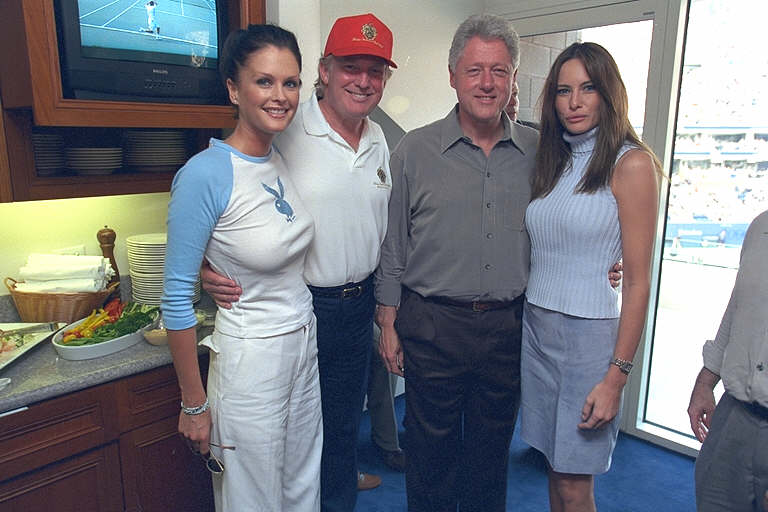
Trump, Bill Clinton, Karen McDougal y Melania Knauss

#### Escándalo Stormy Daniels
La actriz de cine pornográfico Stormy Daniels ha alegado que ella y Trump tuvieron una aventura en 2006, que Trump negó. Justo antes de las elecciones presidenciales de 2016, Daniels recibió 130 000 dólares estadounidenses del abogado de Trump, Michael Cohen, como parte de un acuerdo de confidencialidad (NDA); Cohen dijo que le pagó con su propio dinero. En febrero de 2018, Daniels demandó a la compañía de Cohen pidiendo ser liberada de la NDA y que se le permitiese contar su historia. Cohen obtuvo una orden de alejamiento para evitar que discutiera el caso, y afirmó que Daniels podría deber 20 millones de dólares en daños y perjuicios por incumplir el acuerdo. En marzo de 2018, Daniels afirmó en el tribunal que la NDA nunca entró en vigencia porque Trump no la firmó personalmente. En mayo de 2018, la divulgación financiera anual de Trump reveló que reembolsó a Cohen en 2017 por los pagos relacionados con Daniels.
Michael Avenatti, el abogado de Daniels fue declarado culpable posteriormente de estafa y de suplantar la identidad de la intérprete para robarle dinero de un anticipo editorial siendo condenado a cuatro años de cárcel. En marzo de 2023 el gran jurado de Nueva York votó por imputar a Trump. El martes 4 de abril se presentó ante el tribunal en Manhattan en el que se le leyeron los 34 delitos por los que es acusado, Trump se declaró «inocente». El 23 de mayo de 2023, en una nueva audiencia, se fijó el inicio del juicio para el 25 de marzo de 2024.

## Trayectoria política

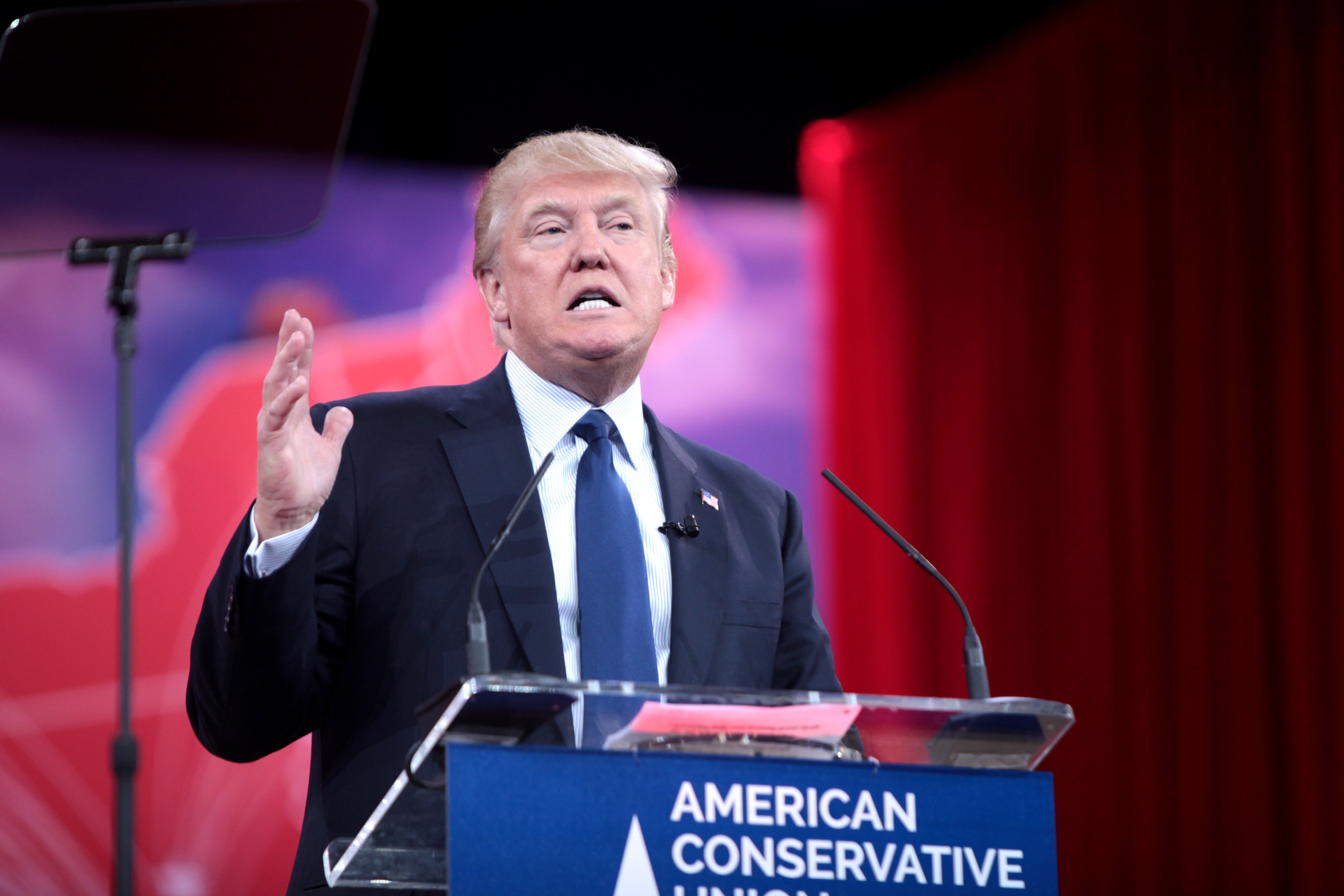
Trump hablando el 7 de febrero de 2015 en la decimocuarta Conservative Political Action Conference de la American Conservative Union, en Maryland.

En 2011, un informe del Center for Responsive Politics mostró que durante dos décadas de elecciones en Estados Unidos, Trump contribuyó a las candidaturas tanto de candidatos republicanos como demócratas. En las elecciones presidenciales de 2012, apoyó a Mitt Romney. En los años 1980 apoyó a Ronald Reagan. Trump jugó un papel principal en las teorías de conspiración sobre el lugar de nacimiento de Obama que habían estado circulando desde la campaña presidencial de 2008.
Se refirió a candidaturas presidenciales propias en 1988, 2004 y 2012 y para gobernador del estado de Nueva York en 2006 y 2014, sin que ninguna de ellas se concretara. En 2000, participó en la candidatura presidencial del Partido de la Reforma, y ganó las primarias de ese partido en California.
Mientras se especulaba con una candidatura republicana suya a las elecciones de 2012, una encuesta del Wall Street Journal y NBC News de marzo de 2011 lo puso como líder, y un punto incluso por encima del exgobernador de Massachusetts, Mitt Romney. Una encuesta realizada por la revista Newsweek en febrero de 2011 lo mostró a pocos puntos de Barack Obama, con muchos votantes sin decidirse en las elecciones presidenciales de 2012. Una encuesta de Public Policy Polling publicada en abril de 2011 le daba nueve puntos de ventaja en una futura candidatura republicana. Algunos medios entendieron esos proyectos como una estrategia promocional para su show The Apprentice.
El 16 de mayo de 2011, anunció que no lanzaría su candidatura a las elecciones de 2012. Public Policy Polling describió los hechos de mayo de 2011 como «una de las subidas y caídas más rápidas de las elecciones presidenciales». En diciembre de 2011, fue uno de los diez hombres y mujeres vivos más admirados, según una encuesta de USA Today y Gallup. En enero de 2013, Trump publicó un vídeo respaldando al primer ministro de Israel, Benjamin Netanyahu, durante las elecciones parlamentarias de ese año, y dijo que «Un primer ministro fuerte es un Israel fuerte».
En 2013, fue un orador central en la Conservative Political Action Conference. La asistencia de público fue escasa. Gastó más de un millón de dólares para explorar una futura candidatura presidencial. En octubre de 2013, los republicanos de Nueva York circularon un documento que sugería que se lanzaría como candidato a gobernador del estado en 2014 contra Andrew Cuomo. Dijo que, aunque Nueva York tenía problemas y los impuestos eran demasiado altos, no estaba interesado en ser candidato a gobernador. En febrero de 2015, decidió no renovar su contrato de The Apprentice, lo que provocó especulaciones sobre una futura candidatura presidencial.

### Campaña presidencial de 2016

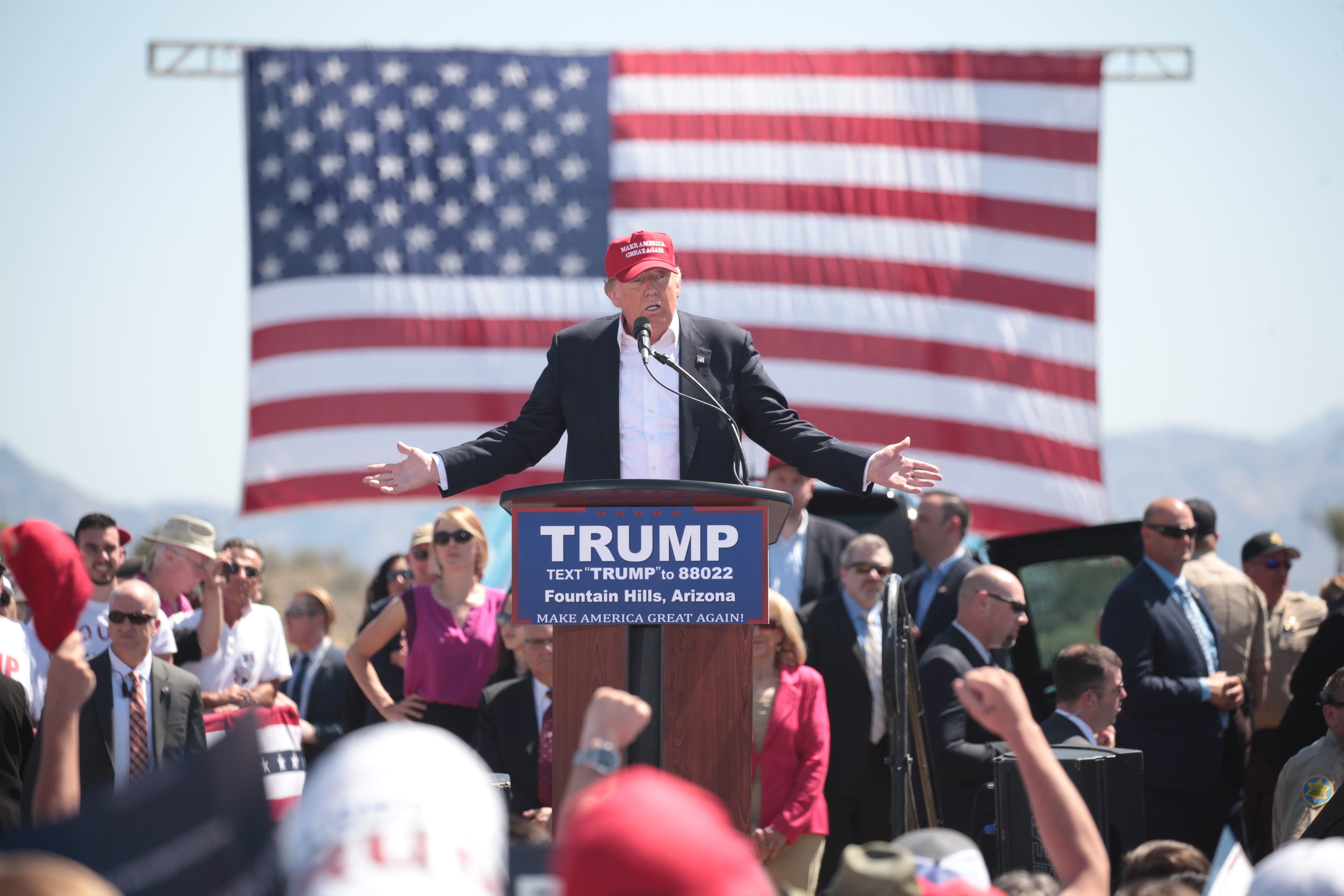
Trump hablando en un acto en Arizona, marzo de 2016.

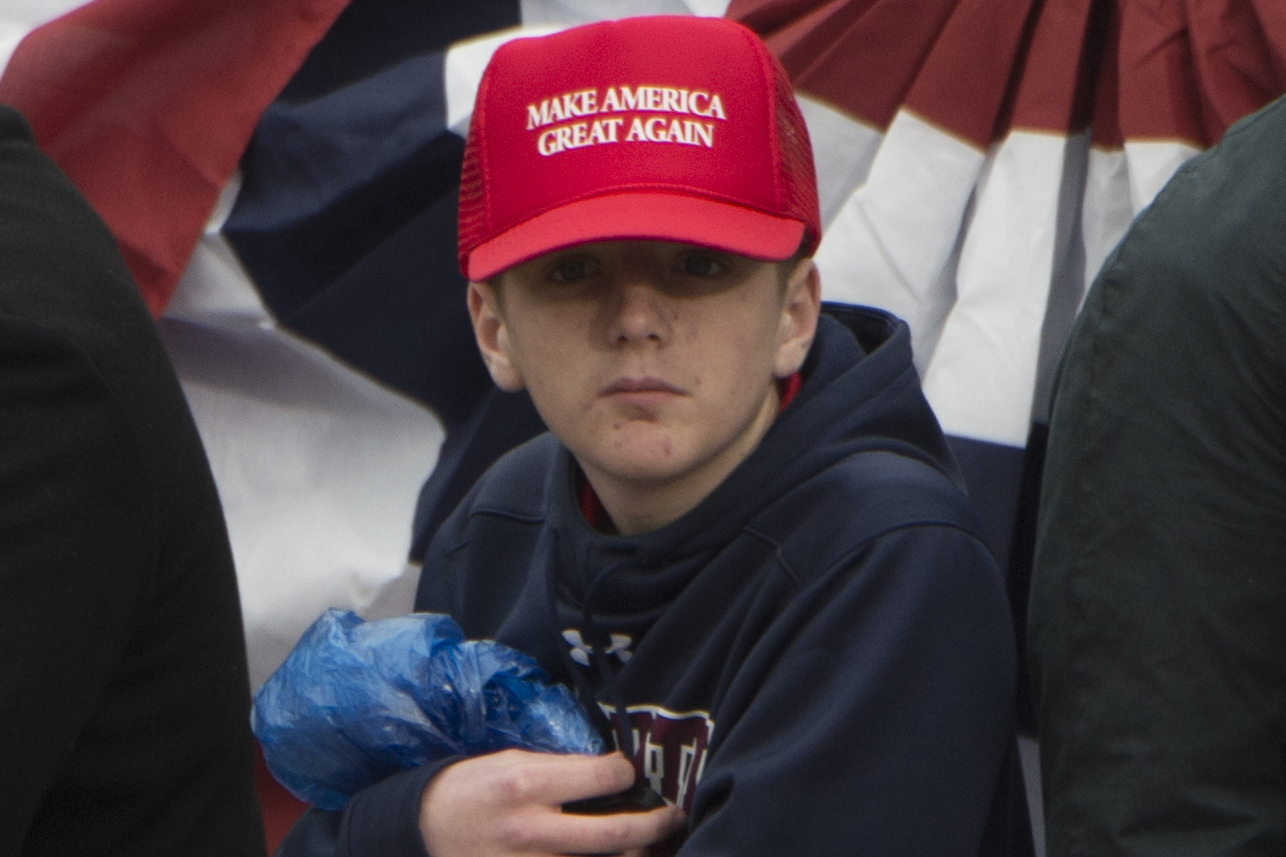
La gorra roja y el eslogan «Make America Great Again», símbolos políticos estadounidenses, se originaron en la elección de 2016.

El 16 de junio de 2015, en la ciudad estadounidense de Nueva York, Trump anunció su precandidatura para las elecciones de 2016, por el Partido Republicano, bajo el eslogan «We are going to make our country great again» (Vamos a hacer a nuestro país grande de nuevo). En su presentación, Trump criticó el avance de China en la economía mundial y también la presencia de inmigrantes mexicanos en Estados Unidos.
Su discurso generó controversia, ya que hizo comentarios despectivos hacia los inmigrantes mexicanos ilegales, calificándolos como «corruptos, delincuentes y violadores», indicando además su deseo de construir un muro en la frontera entre Estados Unidos y México, que tendría que ser pagado por México. Estas declaraciones causaron el enojo de parte de la comunidad latina de Estados Unidos y que varias empresas (como NBC, Macy's, y Univisión) cortaran relaciones comerciales con Trump.
En el primer debate de los precandidatos republicanos a la presidencia de los Estados Unidos, que fue organizado y emitido por la cadena estadounidense FOX News el 7 de diciembre de 2015, el precandidato Donald Trump mantuvo una postura que fue objeto de una gran polémica. Destacó que el sistema político de su país se encuentra presuntamente «roto» y que él y los Estados Unidos «no tienen tiempo para ser políticamente correctos», argumento sustentado en que el país ha perdido protagonismo y competitividad en el escenario global, esto según declaraciones del propio empresario. Trump también destacó que no descartaría la posibilidad de ser un candidato independiente a la presidencia del referido país si no llegaba a ser nominado formalmente como «candidato presidencial por el Partido Republicano», lo cual fue objeto de críticas dentro de las filas de dicho partido.
La campaña presidencial de Trump tuvo su primer éxito en enero de 2016 al recibir el apoyo de Jerry Falwell, presidente de la Liberty University y líder de la derecha religiosa estadounidense. Tres años después se supo que el abogado de Trump Michael Cohen había ayudado previamente a Falwell con un asunto de chantaje por conducta sexual.
Varios de los actos de la campaña de Trump estuvieron acompañados por incidentes de violencia, siendo el más importante el ocurrido en Chicago, donde partidarios y detractores se enfrentaron violentamente después de que el encuentro se cancelara por medidas de seguridad.

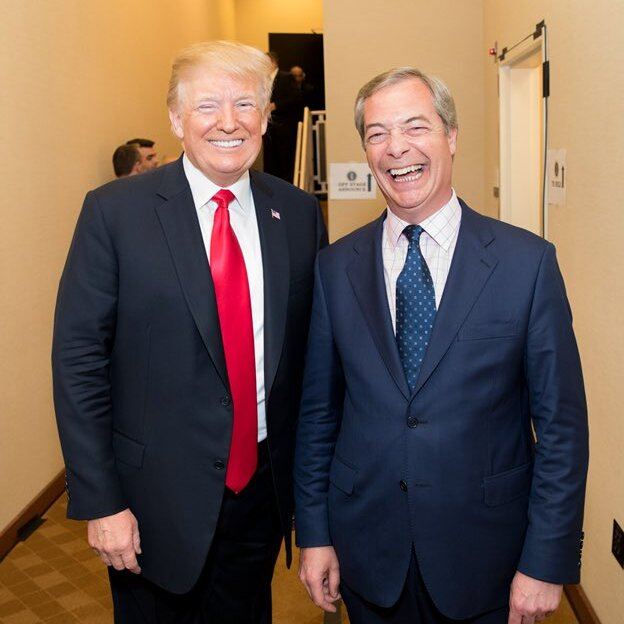
Trump junto al «arquitecto» del Brexit, Nigel Farage, causa victoriosa durante un referéndum ese mismo año.

El 23 de junio en el referéndum sobre la pertenencia del Reino Unido a la Unión Europea ganó la opción del Brexit contra el pronóstico de las encuestas, Nigel Farage, ideólogo de la opción fue cercano a Trump durante la campaña y posteriormente.
Trump consiguió vencer en las elecciones primarias tras la retirada de todos sus adversarios, y se convirtió oficialmente en el candidato republicano a la presidencia en la Convención Nacional Republicana celebrada entre el 18 y el 21 de julio de 2016.
La campaña se caracterizó por el uso de las redes sociales en donde los memes políticos cobraron relevancia entre estos la Rana Pepe usada por el mismo Trump en un tuit.
Trump logró canalizar el descontento de gran parte de los estadounidenses.

### Elección a la presidencia

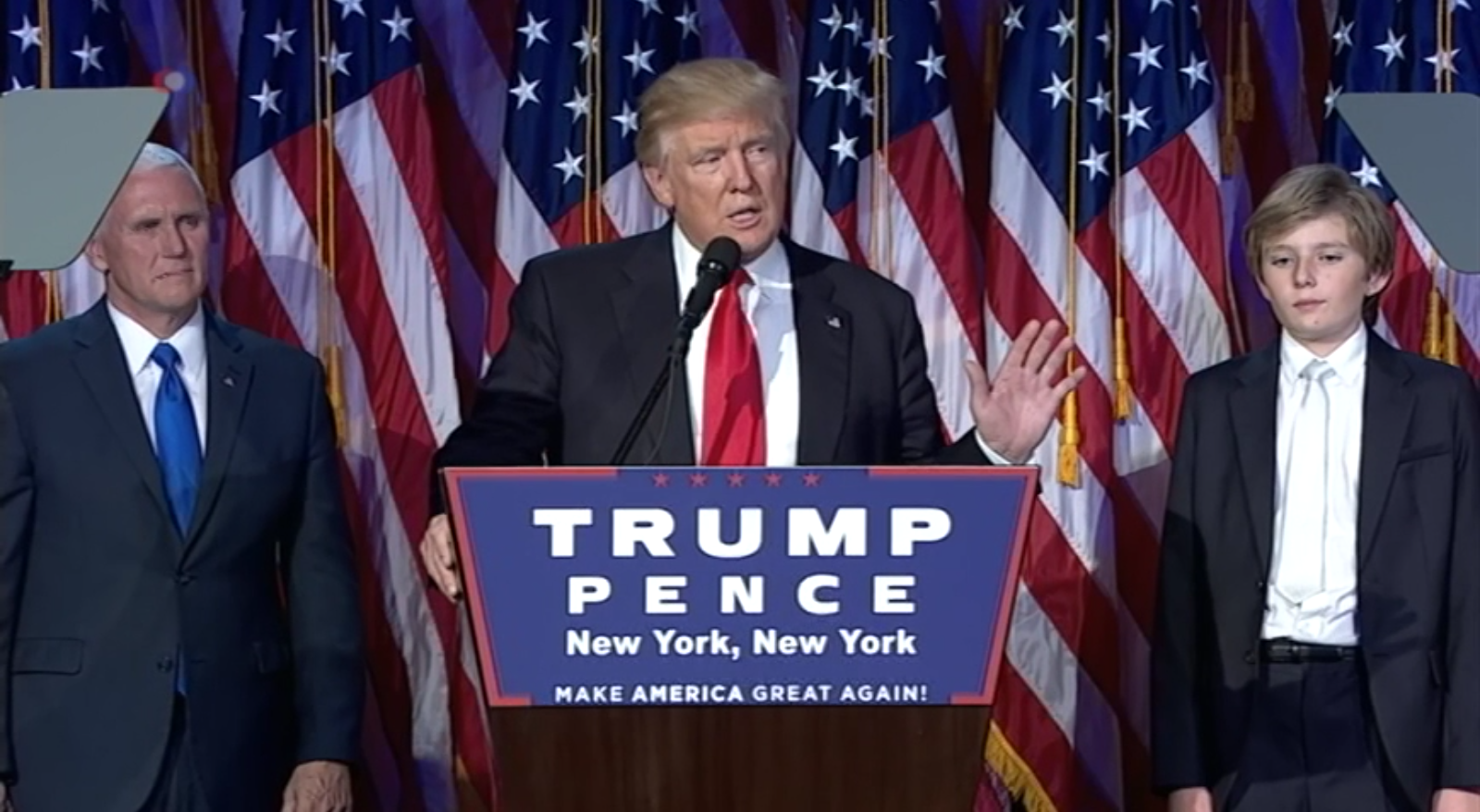
Trump dando su discurso de victoria el 8 de noviembre de 2016.

El 8 de noviembre de 2016, Donald Trump recibió 306 votos electorales prometidos frente a los 232 que Hillary Clinton consiguió. Los recuentos oficiales fueron 304 y 227, respectivamente, después de las deserciones en ambos lados. Trump recibió una porción menor del voto popular que Clinton, lo que lo convirtió en la quinta persona en ser elegido presidente mientras perdía el voto popular. Clinton se adelantó a nivel nacional en 2.1 puntos porcentuales, con 65 853 514 votos (48.18 %) a 62 984 828 votos (46.09 %); ninguno de los candidatos alcanzó la mayoría.
La mayoría de los observadores consideraron que la victoria de Trump fue una sorpresa política deslumbrante, ya que las encuestas habían mantenido a Hillary Clinton con una ventaja nacional, aunque decreciente, y una ventaja favorable en la mayoría de los estados competitivos. El apoyo de Trump había sido subestimado durante su campaña, y muchos observadores culparon errores en las encuestas, parcialmente atribuidos a encuestadores que sobrestimaban el apoyo de Clinton entre votantes bien educados y no blancos, mientras subestimaban el apoyo de Trump entre los votantes blancos de clase trabajadora. Sin embargo, las encuestas fueron relativamente precisas, pero los medios de comunicación y los expertos mostraron una confianza excesiva en la victoria de Clinton a pesar de la gran cantidad de votantes indecisos y una concentración favorable de los principales electores de Trump en los estados donde Clinton se perfilaba como favorita.
Trump ganó en 30 estados, incluyendo Míchigan, Pensilvania y Wisconsin, que habían sido bastiones demócratas desde la década de 1990. Clinton ganó en 20 estados y en el Distrito de Columbia. La victoria de Trump marcó el regreso de una Casa Blanca republicana con el control de ambas cámaras del Congreso.
Trump es el presidente más rico de la historia de los Estados Unidos, incluso después de hacer ajustes por la inflación. También es el primer presidente sin servicio gubernamental ni militar previo. Trump renunció a aceptar salario presidencial en su primer mandato, siendo precedido en esa medida por Herbert Hoover y John F. Kennedy. De los 43 presidentes anteriores, 38 habían ocupado cargos electivos anteriores, dos no habían ocupado cargos electivos, pero habían prestado servicios en el Gabinete, y tres nunca habían ocupado cargos públicos, pero habían sido generales al mando.

### Primera transición presidencial

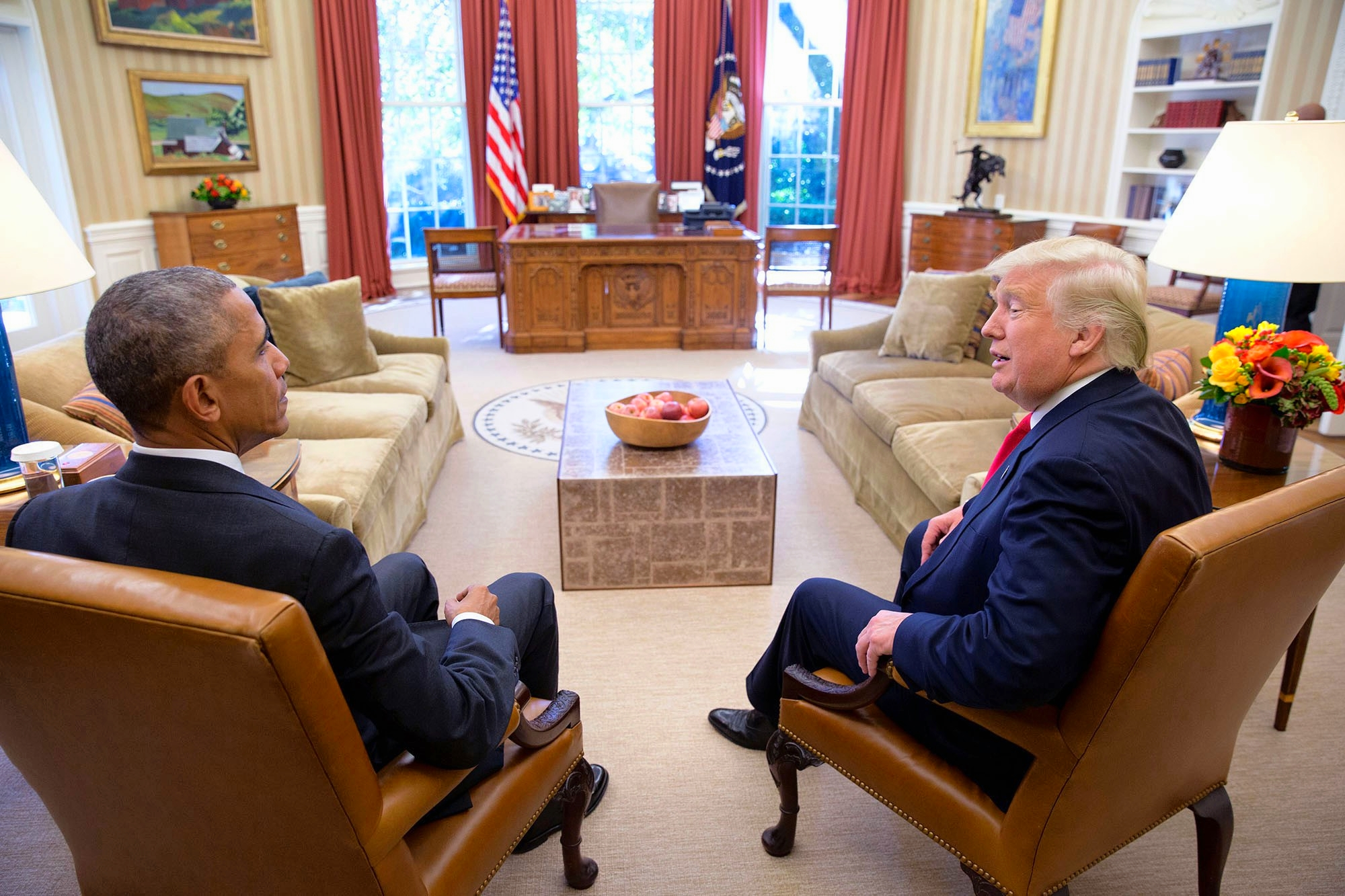
El presidente electo Trump y el presidente Obama en una reunión en el despacho oval, 10 de noviembre de 2016.

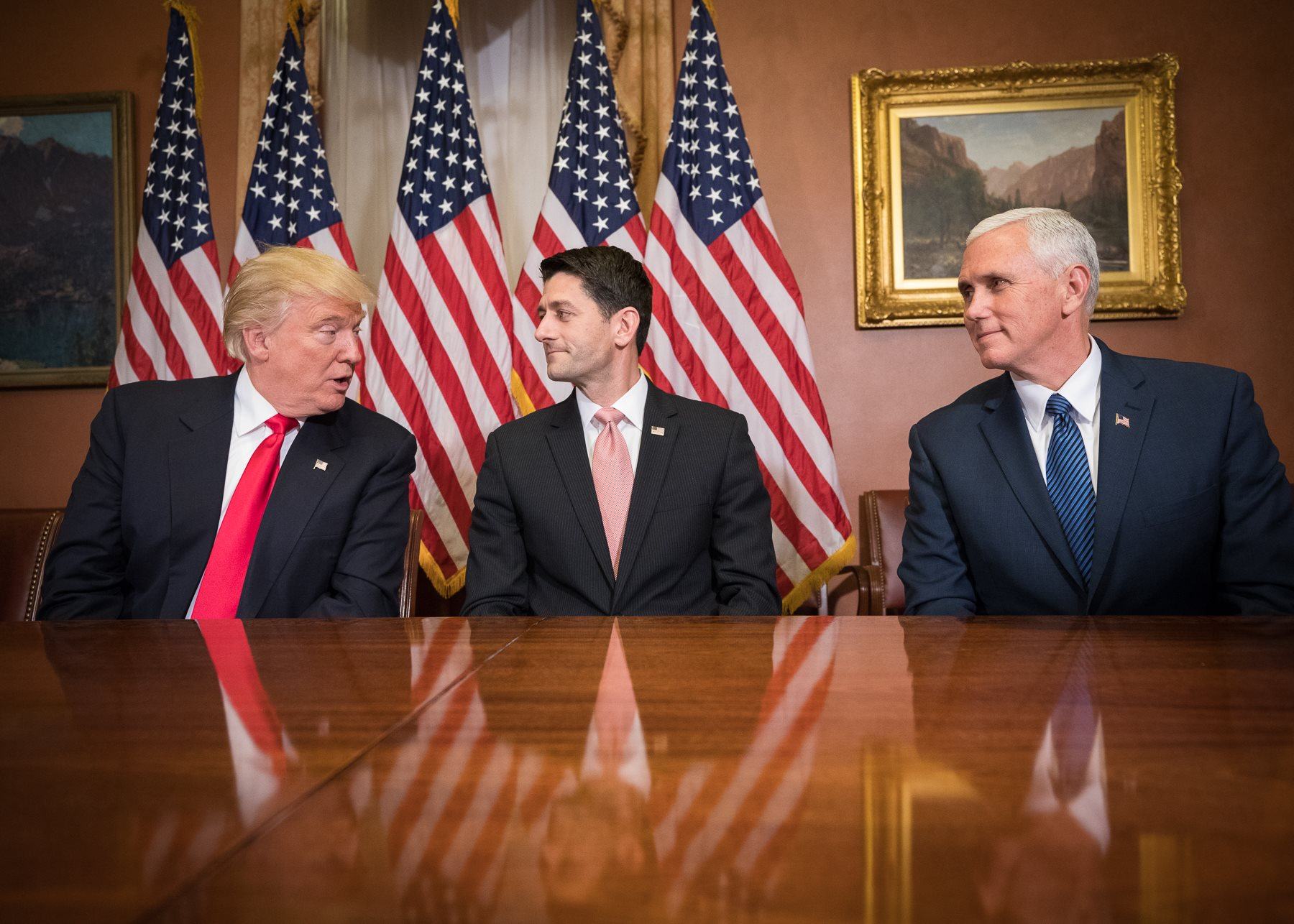
Paul Ryan, presidente de la Cámara de Representantes junto al presidente electo Donald Trump y el vicepresidente electo Mike Pence.

El 10 de noviembre, el presidente electo Trump tuvo su primera reunión con el presidente Obama para discutir los planes para una transición pacífica. El New York Times declaró que «fue una extraordinaria muestra de cordialidad y respeto entre dos hombres que han sido enemigos políticos y son opuestos estilísticos». La BBC afirmó que «su antipatía apenas se ocultaba» en «fotos incómodas» de la reunión.
El equipo de transición fue dirigido por Chris Christie hasta el 11 de noviembre de 2016, cuando fue reemplazado por el vicepresidente electo Mike Pence. Desde entonces, Trump ha elegido al presidente del Comité Nacional Republicano (RNC), Reince Priebus, como jefe de Gabinete de la Casa Blanca y al empresario Steve Bannon como consejero del presidente. Además, nombró al senador Jeff Sessions fiscal general (secretario de Justicia); al teniente general Michael Flynn, consejero de Seguridad Nacional; a la activista Betsy DeVos, secretaria de Educación; a la gobernadora Nikki Haley, embajadora ante las Naciones Unidas; a la exsecretaria de Trabajo Elaine Chao, secretaria de Transporte; al representante Tom Price, secretario de Salud; al exprecandidato presidencial Ben Carson, secretario de Vivienda; al banquero Steve Mnuchin, secretario del Tesoro; al inversor billonario Wilbur Ross, secretario de Comercio; al excomandante de marines James Mattis, secretario de Defensa; al excomandante de Marines John F. Kelly, secretario de Seguridad Interior; al empresario Andrew Puzder, secretario de Trabajo; al director ejecutivo de ExxonMobil Rex Tillerson como secretario de Estado; al gobernador Rick Perry, secretario de Energía y al representante Ryan Zinke, secretario del Interior.
El 22 de noviembre, en un vídeo publicado en YouTube, Trump describió su plan para sus primeros 100 días en el cargo. El plan incluía la salida de la Asociación Transpacífica (TPP) y pidió al Departamento de Defensa que desarrollara un plan para proteger a los Estados Unidos de ataques cibernéticos.
El 7 de diciembre, Time nombró a Trump «persona del año». En una entrevista en The Today Show, dijo que se sentía honrado por el premio, pero que se opuso a la revista por referirse a él como el «Presidente de los Estados Divididos de América». El 13 de diciembre, fue nombrado persona del año por Financial Times. En diciembre de 2016, Forbes clasificó a Trump como la segunda persona más poderosa del mundo, después de Vladímir Putin y antes de Angela Merkel.
En enero de 2017, medios estatales de China advirtieron del peligro de una «confrontación devastadora» si Estados Unidos bloqueaban el acceso a las islas artificiales que construye China en el mar de la China Meridional. Esto se produjo tras declaraciones del nominado para secretario de Estado Rex Tillerson.

### Protestas
Algunas manifestaciones durante la temporada de primarias estuvieron acompañadas de protestas o violencia, incluidos los ataques contra partidarios de Trump y viceversa, tanto dentro como fuera de los mítines. La victoria electoral de Trump desató protestas en todo Estados Unidos, en oposición a sus políticas y sus declaraciones incendiarias. Trump dijo inicialmente en Twitter que estos eran «manifestantes profesionales, incitados por los medios», y que fueron «injustos», pero luego tuiteó: «Me encanta el hecho de que los grupos pequeños de manifestantes anoche tengan pasión por nuestro gran país».
En las semanas posteriores a la toma de posesión de Trump, tuvieron lugar manifestaciones masivas contra Trump, como las Marchas de las Mujeres, que congregaron a 2 600 000 personas en todo el mundo, incluidas 500 000 solo en Washington.

## Primera presidencia (2017-2021)

### Primera Investidura presidencial

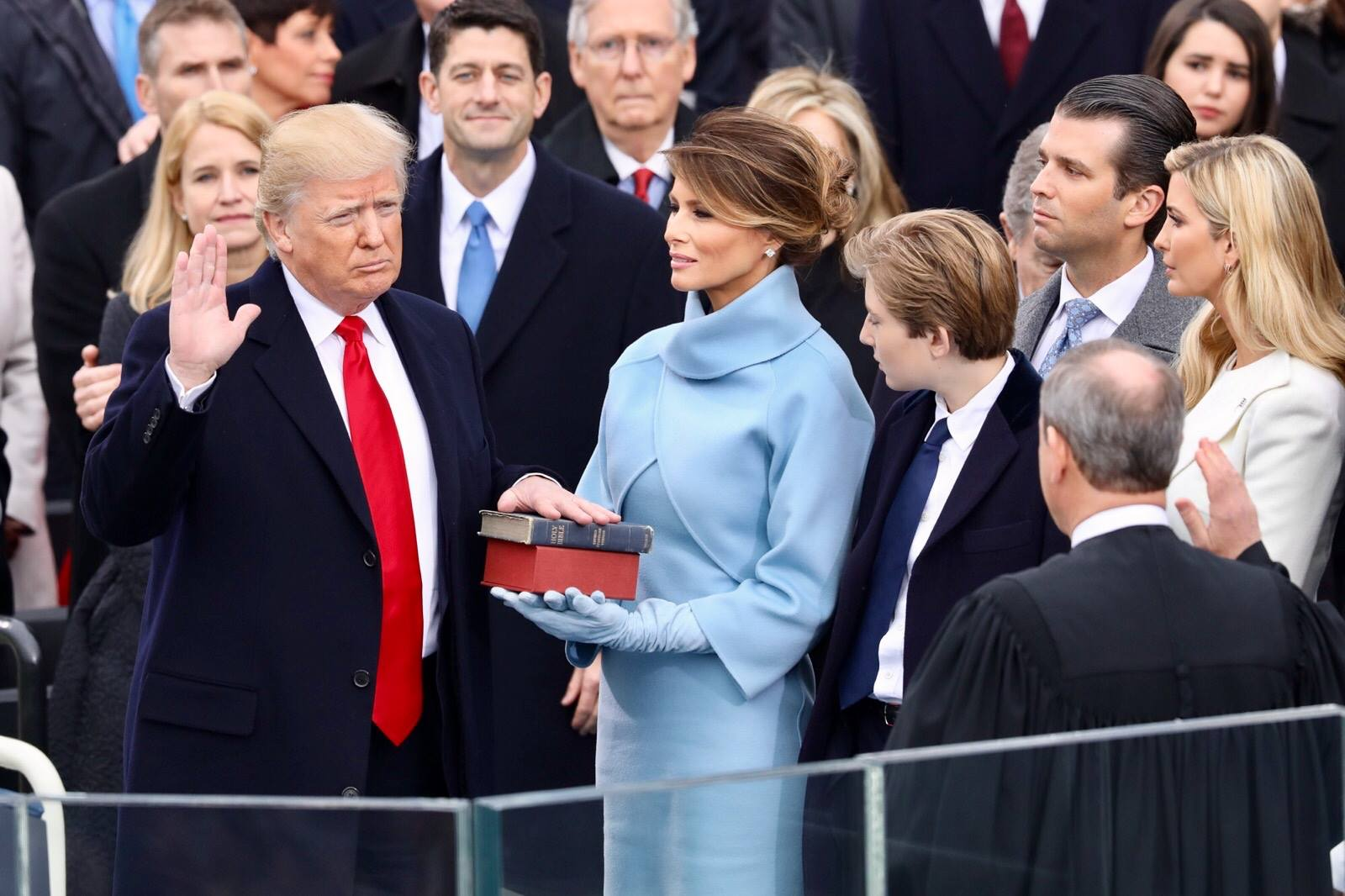
Trump jurando al cargo de presidente, el 20 de enero de 2017.

Trump fue investido como el 45.º presidente de los Estados Unidos el 20 de enero de 2017. Durante su primera semana en el cargo firmó seis órdenes ejecutivas: procedimientos provisionales en previsión de derogar la Ley de Protección al Paciente y Cuidado Médico Asequible (Obamacare), la retirada del Acuerdo Transpacífico de Cooperación Económica, restablecimiento de la Política de la Ciudad de México, desbloqueo de los proyectos de construcción Keystone XL y Dakota Access Pipeline, reforzando la seguridad fronteriza y comenzando el proceso de planificación y diseño para construir un muro a lo largo de la frontera con México.

### Política interior

#### Economía y comercio

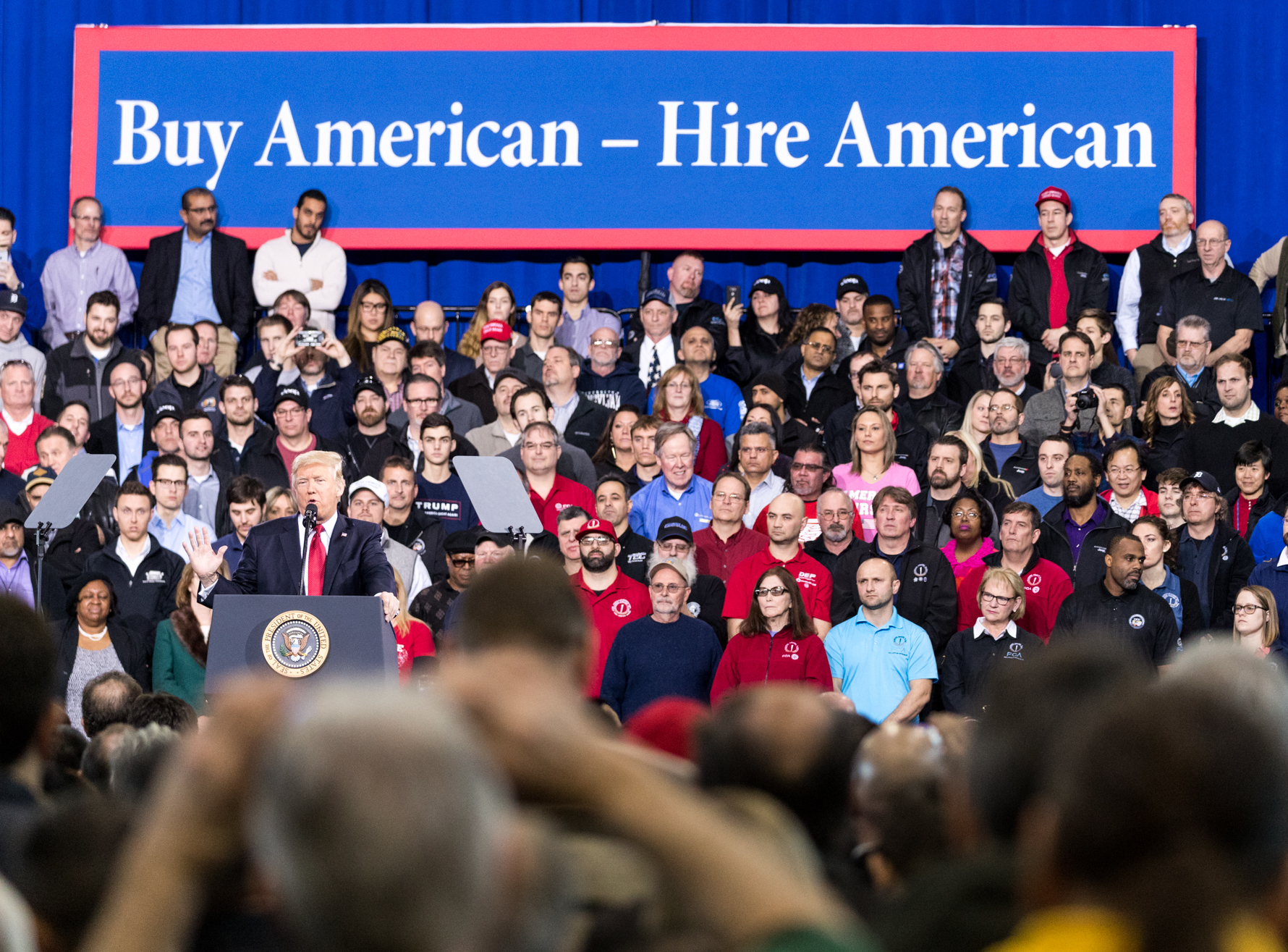
Trump hablando ante trabajadores de la industria automotriz en Míchigan, marzo de 2017.

Trump ha sido descrito como un proteccionista debido a su política arancelaria por el acero y el aluminio, críticas del TLCAN y del Acuerdo Transpacífico de Cooperación Económica y su propuesta de aumentar significativamente los aranceles a las exportaciones de China y México a los Estados Unidos. También ha criticado a la Organización Mundial del Comercio y amenazó con marcharse a menos que se aceptaran las tarifas propuestas. El 23 de enero de 2017, firmó una orden para retirar a los Estados Unidos del Acuerdo Transpacífico (TPP). El 8 de marzo de 2018 firmó una orden en la que imponía aranceles de importación del 25 % en el acero y el 10 % en el aluminio, con exenciones para Canadá, México y posiblemente otros países.
En diciembre de 2017, Trump firmó la Ley de recortes y empleos fiscales de 2017, que redujo la tasa del impuesto corporativo al 21 %, redujo los niveles de impuestos personales, aumentó el crédito tributario por número de hijos, duplicó el umbral del impuesto al patrimonio a 11.2 millones de dólares y limitó el estado y la deducción fiscal a 10 000 dólares. La reducción de las tasas impositivas individuales finaliza en 2025. Si bien las personas generalmente obtendrían un recorte de sus impuestos, aquellos con mayores ingresos verían el mayor beneficio. Los hogares de clase baja o media también verían un aumento de impuestos después de que expiren los recortes de impuestos, se estima que a largo plazo hasta un 53 % de los estadounidenses verán sus impuestos aumentar. Se estima que el proyecto de ley aumentará los déficits en billones de dólares en 10 años.
Horas después de que se aprobara la rebaja de los impuestos corporativos, varias empresas del sector privado reaccionaron a la medida. AT&T anunció que entregaría un dividendo de 1000 dólares a cada uno de sus 200 000 trabajadores en el país y despidió a 7000 de ellos. Wells Fargo elevó su salario mínimo a 1.5 dólares por hora. Harley-Davidson cerró su planta en Kansas City y aumentó el dinero que daba a sus accionistas. La reforma contempla que el impuesto a las sociedades pasó de ser 35 % a 25 %, el impuesto a los beneficios que se generan fuera del país pasa de ser 35 % a 10.5 %.
Durante su mandato el desempleo en afroamericanos e hispanos alcanzó un mínimo histórico en 2019. Además, antes de la pandemia de COVID-19, la economía había logrado crecer, siendo el tercer presidente de Estados Unidos que más empleos creó en su primer año. Incluso la actividad empresarial alcanzó en agosto de 2020 niveles de inicios de 2019. Sin embargo, la creación de empleos fue menor en los primeros 3 años de Trump (6.6 millones de trabajos) con respecto a los últimos 3 años de la presidencia de Obama (8.1 millones de empleos creados). El déficit presupuestario de EE. UU. fue mayor bajo Trump en sus primeros tres años (alrededor de $2.5 billones) en comparación con los $1.6 billones bajo Obama en sus últimos tres años. El crecimiento de los salarios reales disminuyó de forma relevante durante los primeros 3 años de Trump con respecto a Obama.

#### Respuesta al COVID-19

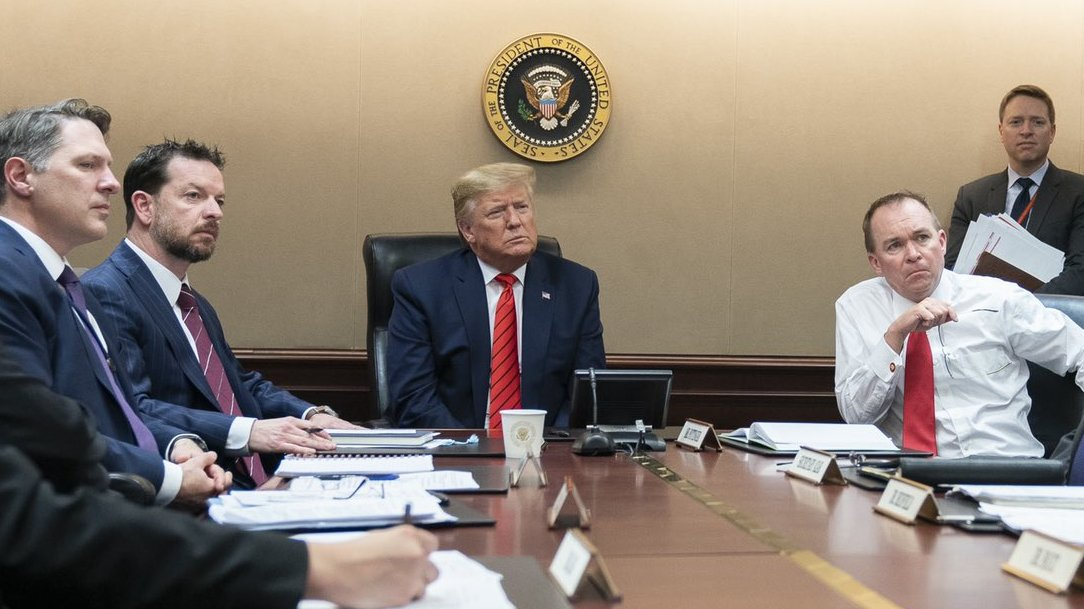
El presidente Donald Trump recibiendo una sesión informativa sobre el virus COVID-19 en la Casa Blanca el 30 de enero de 2020, antes de su llegada masiva a los Estados Unidos.

La pandemia impactó de forma importante a la economía estadounidense, generando un aumento del desempleo a niveles no vistos desde la Gran Depresión, la peor caída la actividad económica desde 1947 y la mayor caída de la producción industrial en la historia del país. Ante esta dramática situación, el presidente Donald Trump propuso la ley CARES (ayuda, alivio y seguridad económica por coronavirus en español), un paquete de estímulo económico de 2.1 billones de dólares que incluye 454 mil millones en préstamos a corporaciones, 349 mil millones en préstamos a pequeños negocios, 301 mil millones de dólares en cheques de estímulo individuales firmados por el presidente, entre otras ayudas.

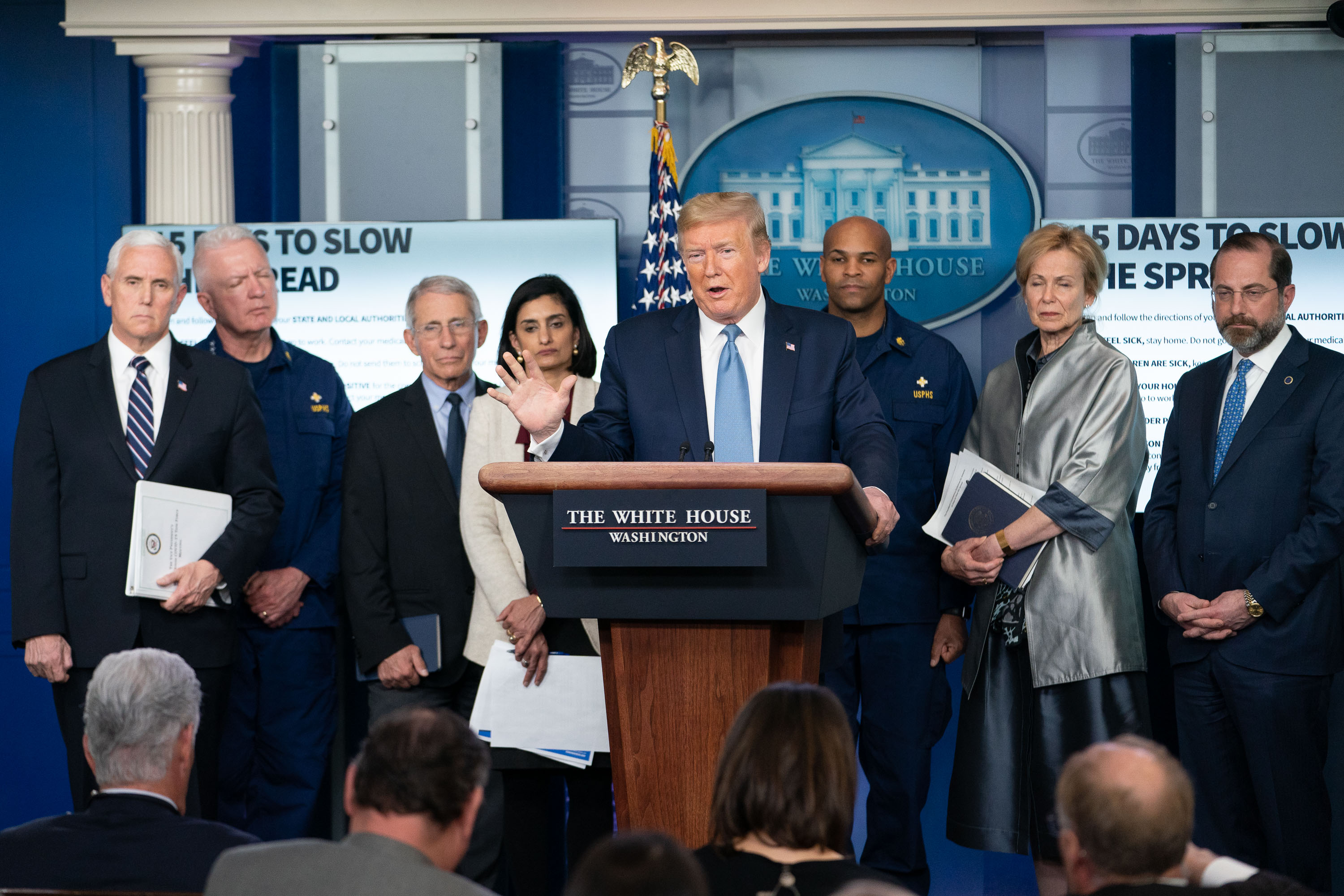
Trump con su equipo de respuesta al COVID-19 en la Casa Blanca, entre ellos el vicepresidente Mike Pence, el médico infectólogo Anthony Fauci, la inmunóloga Deborah Birx y el cirujano general Jerome Adams.

La ley CARES es el mayor paquete de estímulo económico de la historia de EE. UU. y equivale al 10 % del producto interno bruto (PIB) del país. Según la Oficina del Presupuesto del Congreso, la ley añadiría 1.7 billones de dólares al déficit fiscal estadounidense en un plazo de 10 años. Según el modelo Penn Wharton, la ley CARES evitó un colapso económico mayor y contribuyó a crear 1.5 millones de empleos nuevos para finales de 2020.
Según la Reserva Federal de San Francisco, la ley CARES (junto a otros proyectos de estímulo de la Administración Biden) aumentó de forma significativa la inflación estadounidense, provocando que sea mayor que el aumento de la inflación que sufrieron otros países.

#### Energía y cambio climático

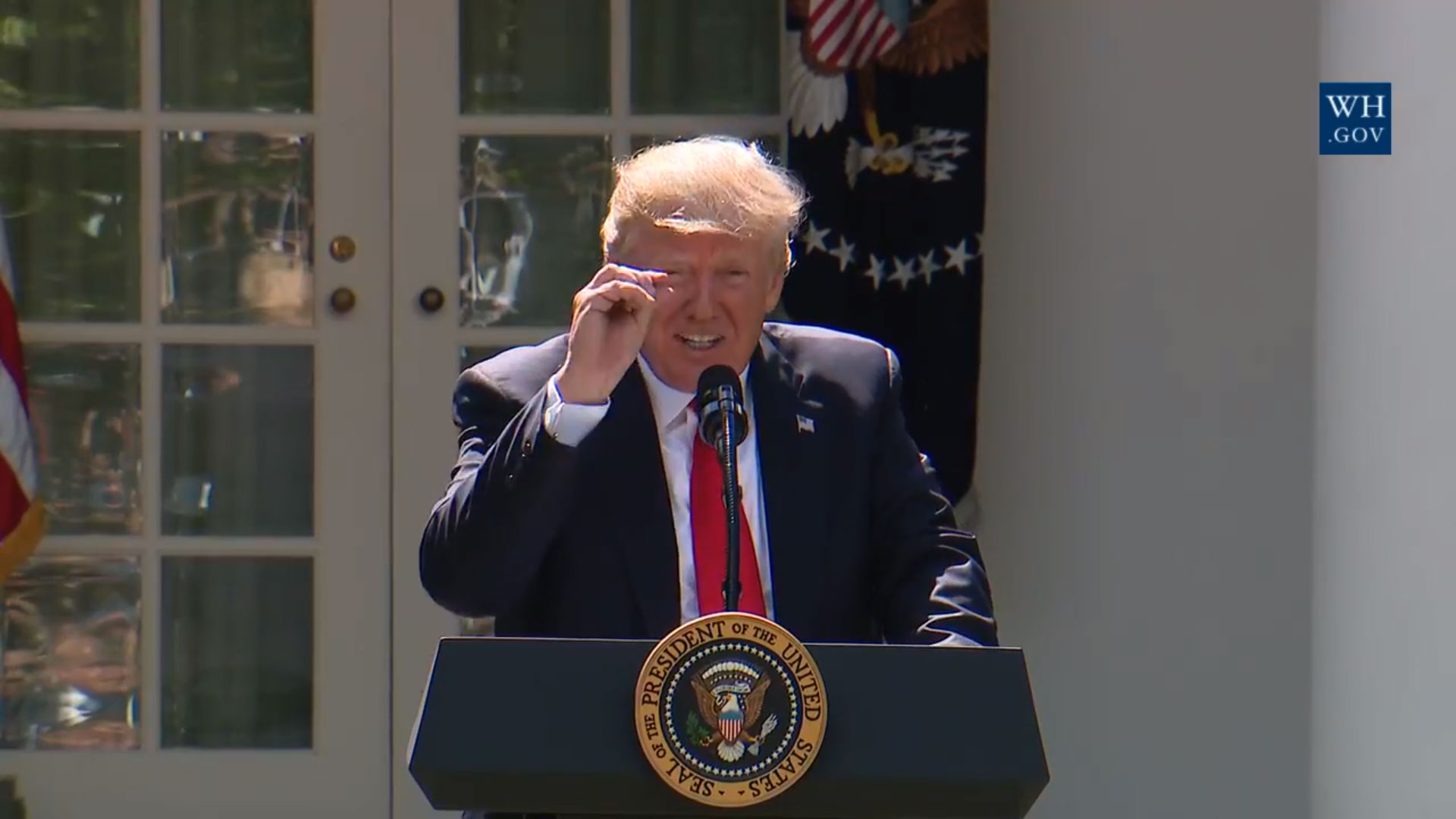
El presidente Trump anunciando la salida de los Estados Unidos del Acuerdo de París en junio de 2017.

Al hacer campaña, la política energética de Trump abogó por el apoyo interno a fuentes energéticas tanto fósiles como renovables a fin de frenar la dependencia del petróleo del Medio Oriente y convertir a Estados Unidos en un exportador neto de energía. Sin embargo, después de su elección, su Plan de Energía de América Primero no mencionó la energía renovable y en su lugar se centró en los combustibles fósiles. Los ambientalistas expresaron su preocupación porque Trump anunció planes para realizar grandes recortes presupuestarios en programas que investigan la energía renovable y para revertir las políticas de la era Obama, dirigidas a frenar el cambio climático y limitar la contaminación ambiental.
Trump fomentó argumentos que niegan la existencia del cambio climático producido por el hombre, diciendo que el calentamiento global como concepto es un «engaño», y que este fue «creado por y para los chinos para hacer que el sector industrial estadounidense pierda competitividad». Ha sido criticado por estas declaraciones, que son discordantes con la opinión de la comunidad científica. Trump rechaza el consenso científico sobre el cambio climático y su jefe de la Agencia de Protección Ambiental, Scott Pruitt, no cree que las emisiones de carbono sean la principal causa del calentamiento global. Aunque admite que el planeta se está calentando, Pruitt cree que el calentamiento no es necesariamente dañino y podría ser beneficioso. Según numerosos estudios, especialistas en medio ambiente no están de acuerdo con su postura. El 1 de junio de 2017, Trump anunció la retirada de Estados Unidos del Acuerdo de París, lo que lo convirtió en la única nación del mundo que no ratificó el acuerdo.
En concordancia con estas políticas, Trump autorizó la construcción del oleoducto Keystone XL en contra de la opinión de grupos ambientalistas y del partido Demócrata, creando así numerosos empleos en el sector energético. Además la administración autorizó la técnica conocida como Fracking aumentando la independencia energética del país.

#### Reforma sanitaria

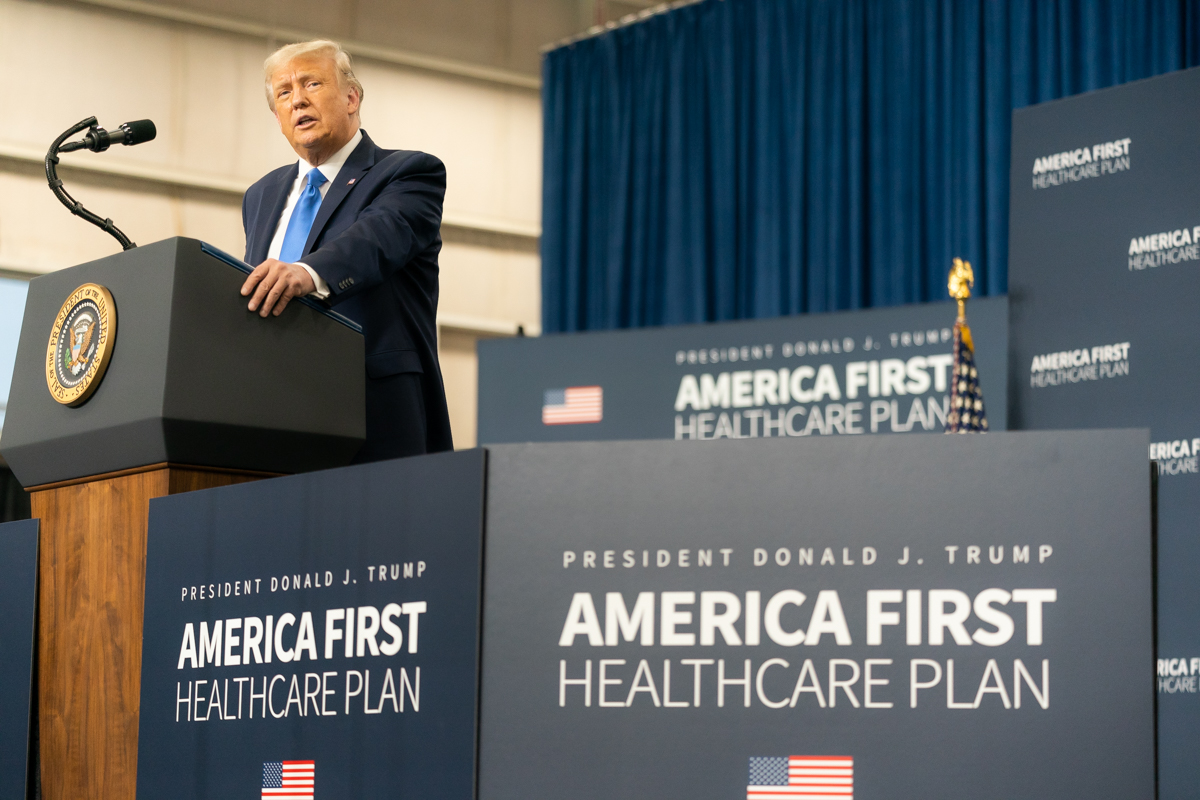
El presidente Trump hablando sobre el plan de salud de «América First».

Trump instó a la derogación y reemplazo de la reforma de salud de su predecesor, el «Obamacare», algo que se manifestó en su primera orden ejecutiva, horas después de su toma de posesión como presidente de los Estados Unidos, en la que estableció procedimientos en preparación para la consecución de dicho objetivo. Sin embargo, a pesar de intentarlo durante meses, el Senado no pudo aprobar ninguna de las versiones para una ley de derogación. El 28 de julio de 2017, una de ellas recibió 51 votos en contra y 49 a favor en el Senado. La reforma fiscal que Trump convirtió en ley al final de su primer año en la presidencia derogaría de hecho el mandato de seguro de salud individual al poner la multa por incumplirlo en cero dólares, este era un elemento importante del sistema de seguro de salud de Obamacare. La implementación de dicha derogación fue puesta en marcha en 2019.
En 2020, Estados Unidos se retiró de la Organización Mundial de la Salud.

#### Inmigración

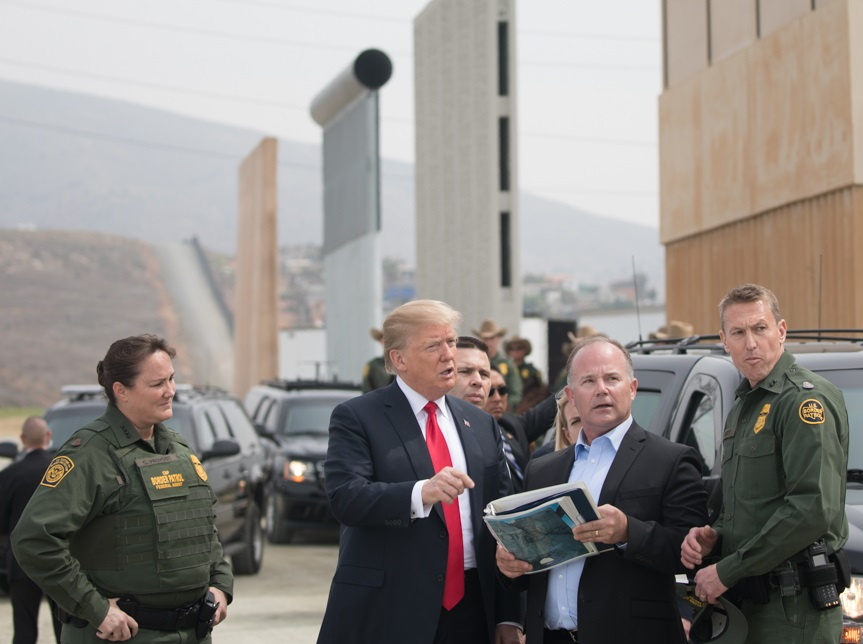
Trump examina los prototipos del muro fronterizo en Otay Mesa, California.

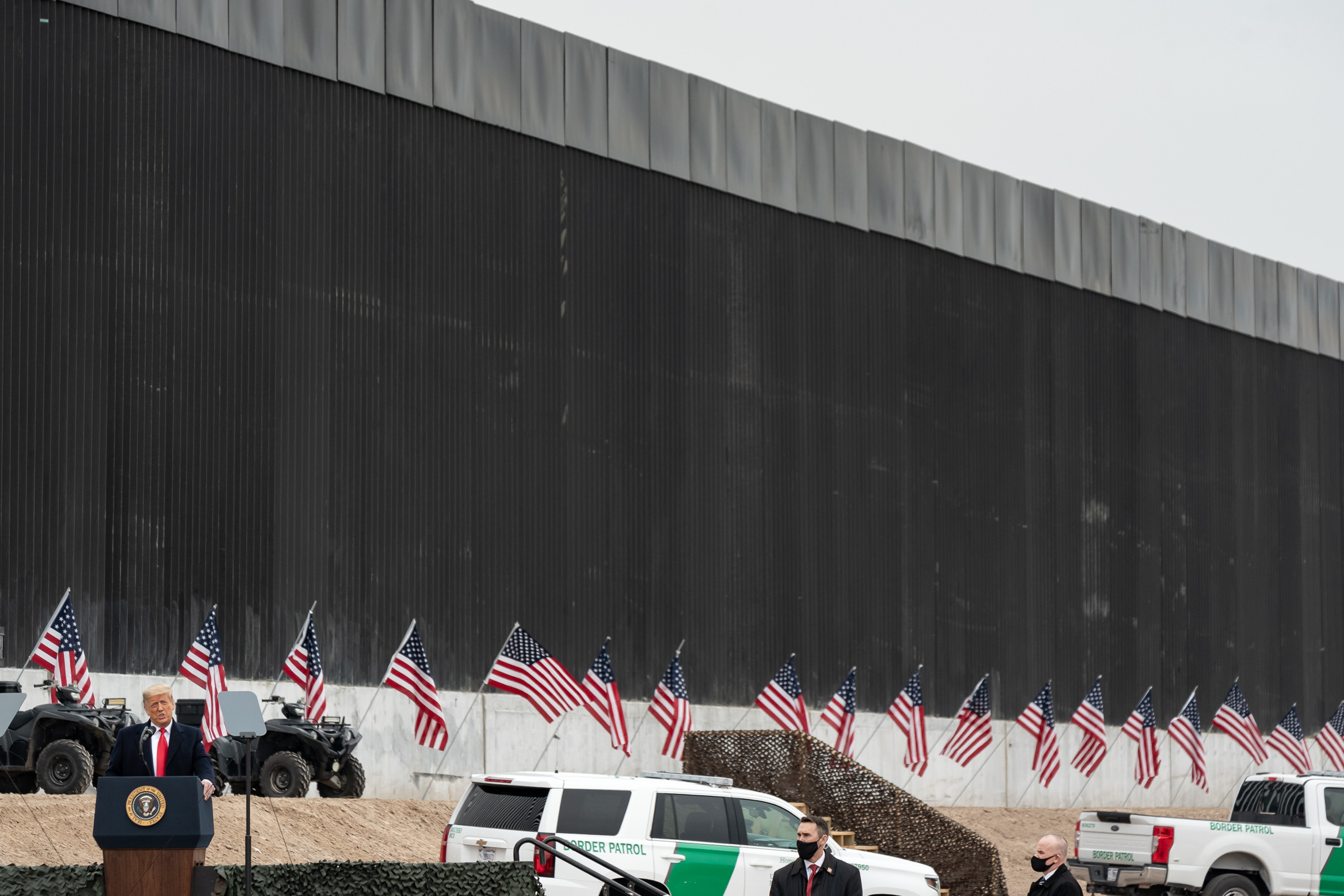
Trump visitando la milla 450 del muro en El Álamo, Texas.

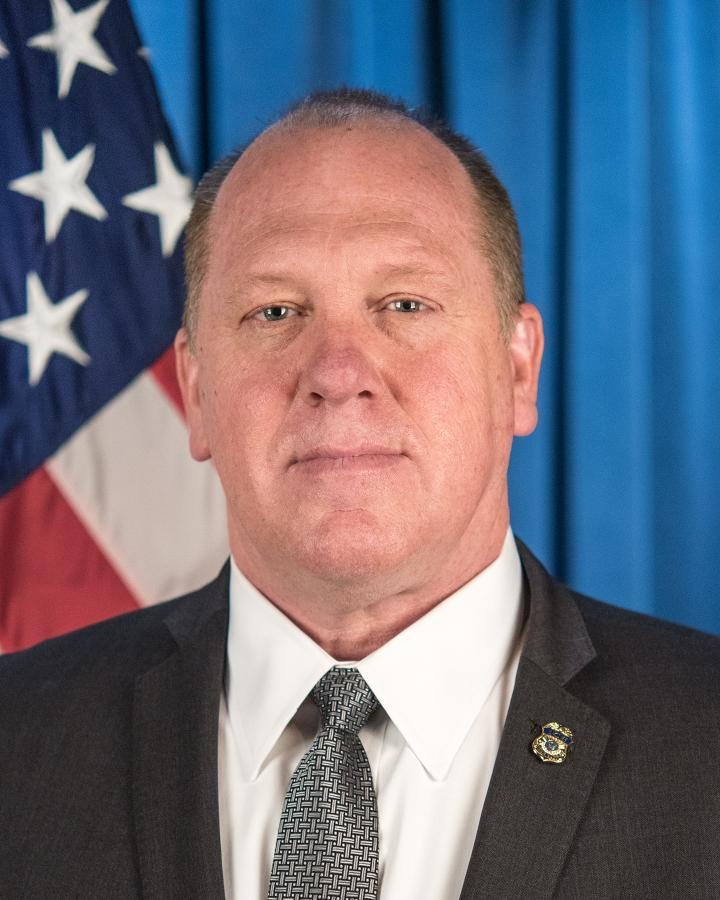
Tom Homan, «zar de la frontera» nominado por Trump

El 25 de enero de 2017, Trump ordenó la construcción de un muro en la frontera entre Estados Unidos y México para impedir la entrada de inmigrantes indocumentados procedentes de América Latina. Según la Oficina de Aduanas y Protección Fronteriza de Estados Unidos, al término del mandato de Trump se habían construido 727 kilómetros del llamado «nuevo sistema de muro fronterizo», si bien en su inmensa mayoría fueron sustituciones o reparaciones de estructuras preexistentes que estaban deterioradas, por lo que en realidad se habían construido unos 129 kilómetros de muro nuevo, de los que 53 corresponden a vallas secundarias y 76 a barreras primarias totalmente nuevas.
Dos días después del comienzo de la construcción del nuevo sistema de muro, el 27 de enero, Trump decretó un veto migratorio que suspendía la acogida de refugiados durante 120 días y negaba la entrada al país a ciudadanos de siete países que son mayoritariamente musulmanes (Siria, Irán, Sudán, Libia, Somalia, Yemen e Irak) durante 90 días. En marzo, Trump emitió una nueva orden revaluando la anterior. En septiembre, Corea del Norte, Venezuela y Chad fueron incluidas en dicho veto migratorio. Durante varios meses hubo modificaciones a la orden original (en las que se recogía, por ejemplo, la exclusión de Irak y Sudán del veto) y litigios en los tribunales por la aplicación de los decretos. El 4 de diciembre de 2017, la Corte Suprema habilitó la entrada en vigor de la tercera versión del veto migratorio.
A pesar de no haber podido finalizar el muro que había prometido en su campaña, la inmigración durante su gobierno sí se redujo en comparación a administraciones anteriores, sobre todo en 2019, periodo en el que se detuvo el doble de inmigrantes ilegales en la frontera sur. Además, el Departamento de Seguridad Nacional especificó que hubo una reducción de 155 330 personas en materia de visados para inmigrantes entre 2016 y 2019, una disminución de 86 894 personas en lo que respecta a permisos de residencia entre 2016 y 2018 y una caída de 62 583 personas en lo referido a la entrada de refugiados entre 2016 y 2018.
El programa Quédate en México fue creado bajo la administración Trump y ha sido defendido por tribunales del país.

#### DACA (Acción Diferida para los Llegados en la Infancia)
Durante su carrera al mandato de Estados Unidos, Trump dijo que tenía la intención de revocar la Acción Diferida para los Llegados en la Infancia o DACA (en inglés: Deferred Action for Childhood Arrivals) en el «primer día» de su presidencia. El programa, introducido en 2012, permitía que las personas que habían entrado o permanecido ilegalmente en Estados Unidos cuando eran aún menores recibieran permisos de trabajo renovables cada dos años, aplazando con esta acción la deportación de dichas personas.
En septiembre de 2017, el fiscal general Jeff Sessions anunció que el programa DACA sería derogado después de seis meses. Trump argumentó que los «principales expertos legales» creían que la DACA era inconstitucional, y le pidió al Congreso que en un plazo de seis meses aprobara la legislación, lo que vendría a resolver el problema de los «soñadores» de forma permanente. Cuando expiró el plazo en marzo de 2018, aún no se había acordado ninguna legislación sobre la DACA. Varios estados cuestionaron de inmediato la rescisión de la DACA en los tribunales. Dos medidas cautelares en enero y febrero de 2018 permitieron la renovación de solicitudes y detuvieron la supresión de la DACA, y en abril de 2018 un juez federal ordenó la aceptación de nuevas solicitudes, orden que entraría en vigor en los siguientes 90 días.

#### Política social

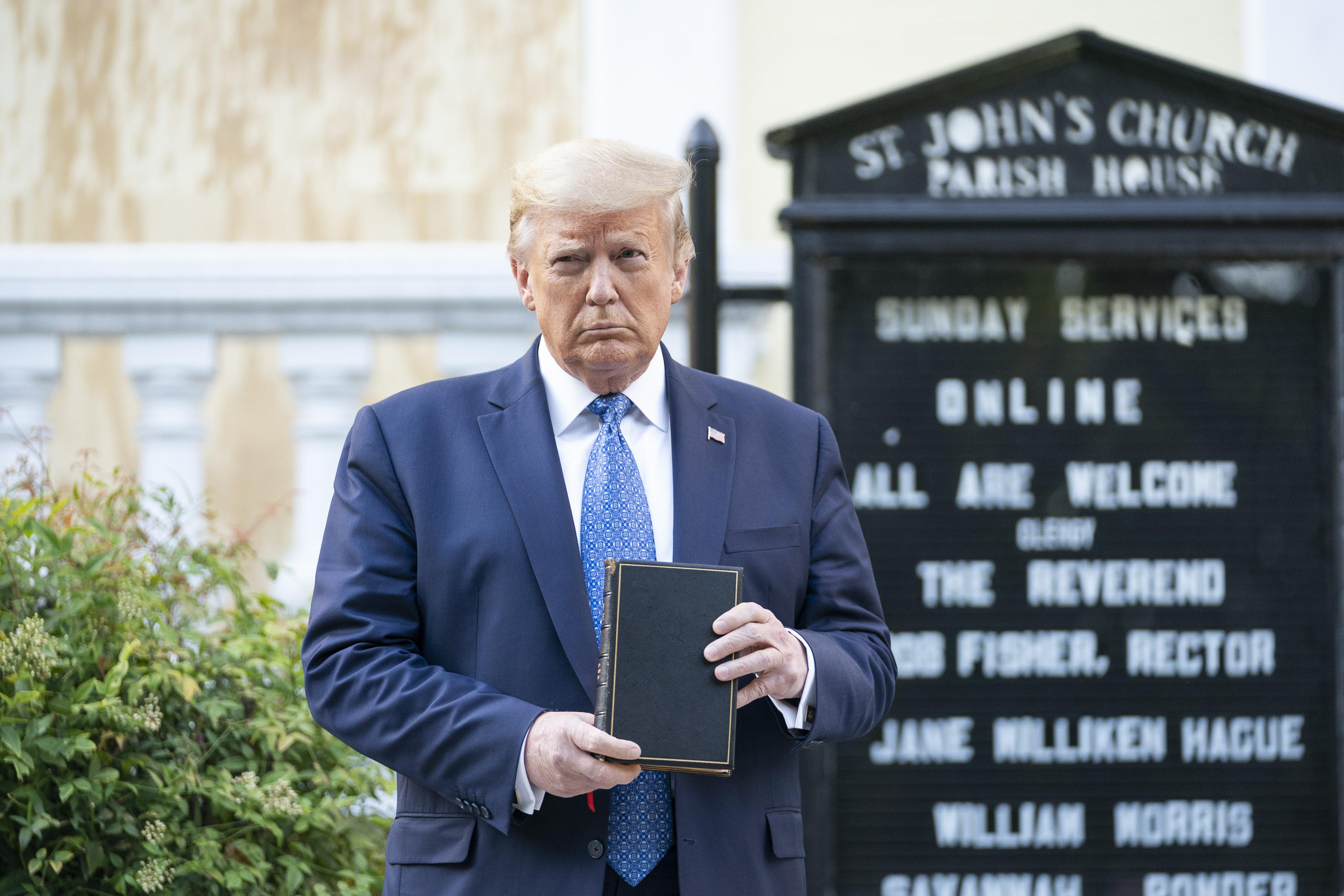
Trump sosteniendo una biblia durante su visita a la iglesia episcopal de St. John.

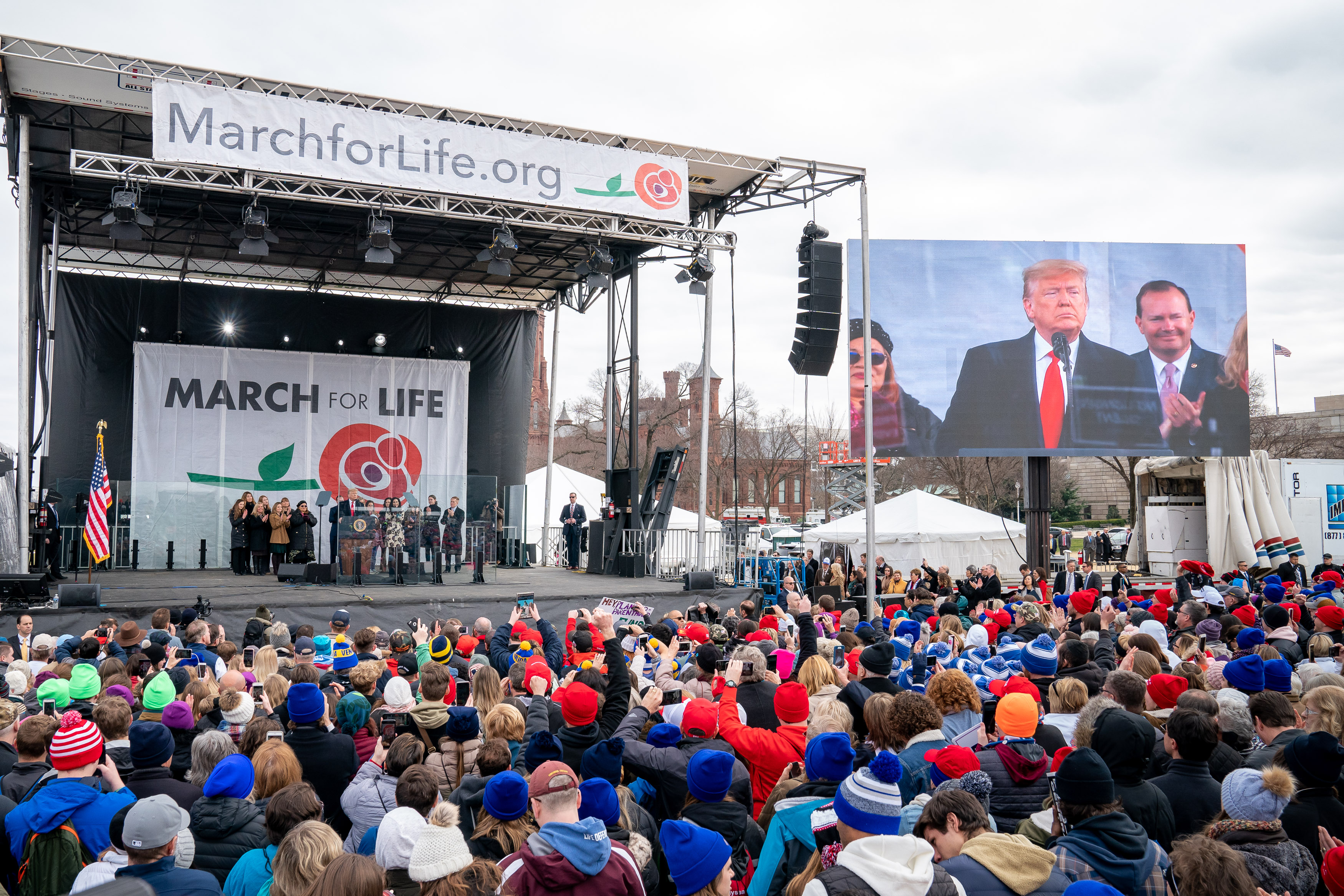
Trump en la «Marcha por la vida» de carácter provida (contraria al aborto).

Trump es conservador, se opone al aborto, excepto en casos de violación, incesto y circunstancias que ponen en peligro la salud de la madre. Se comprometió en designar a jueces que trataran de revocar el fallo en Roe v. Wade algo que consiguió ya que los jueces designados por él derogaron el fallo posteriormente a su presidencia. Trump apoya personalmente el «matrimonio tradicional», pero considera que la legalidad a nivel nacional del matrimonio entre personas del mismo sexo es un tema «resuelto».
Durante su administración se suspendieron las políticas públicas de identidad de género que habían sido impulsadas durante el gobierno de Obama, empezando por derogar el concepto legal de género de los programas federales, cuyas medidas apoyaban la implantación de baños, vestuarios y dormitorios transgénero en los colegios, la inclusión de mujeres transgénero en competiciones deportivas y equipos femeninos, el reclutamiento de hombres transgénero en el ejército, las cirugías de reasignación de sexo en hospitales, etc, medidas todas ellas duramente criticadas por movimientos evangélicos y católicos conservadores. Las nuevas políticas de Trump consideraban definir el género sobre la base de la biología fundamentada únicamente en la ciencia, y no en cualquier ideología. No obstante, estas políticas se toparon con la oposición de colectivos LGBT y organizaciones civiles y de derechos humanos, desencadenando numerosas marchas y movilizaciones.
Trump apoya una amplia interpretación de la Segunda Enmienda y dice que se opone al control de armas en general. Trump se opone a la legalización de la marihuana para fines recreativos, pero no si es para fines medicinales. Está a favor de la pena capital, así como el uso del «submarino» y métodos de tortura «muchísimo peores».
Durante la pandemia COVID-19 Trump cheques para los ciudadanos de $600 y $1200 dólares, proponiendo llegar a $2000, los cheques incluían su nombre. Durante el mismo período se mostró contrario a los confinamientos por la pandemia de COVID-19 y a la obligación del uso de mascarillas.
Trump fue el primer presidente en el cargo en asistir a una marcha provida.
Para las celebraciones del 4 de julio de 2019, el presidente Trump realizó una parada militar en Washington D. C., algo poco común en el país. En 2020 se realizó un desfile aéreo.

##### Protestas por la muerte de George Floyd
El 27 de mayo de 2020, el presidente Donald Trump tuiteó «A petición mía, el F.B.I. y el Departamento de Justicia ya están investigando la muerte muy triste y trágica en Minnesota de George Floyd ...». El 29 de mayo, el presidente Trump respondió a los disturbios amenazando con que «el muy débil alcalde de la izquierda radical, Jacob Frey actúe y ponga a la ciudad bajo control» o enviará a la Guardia Nacional, agregando que «cualquier dificultad y nosotros asumirá el control pero, cuando comience el saqueo, comenzará el tiroteo». El tuit fue interpretado como una cita del exjefe de policía de Miami Walter Headley, quien dijo «cuando comience el saqueo, el tiroteo comienza» en diciembre de 1967, cuando Miami vio tensiones crecientes y protestas raciales dirigidas a la Convención Nacional Republicana de 1968.

#### Cierre del gobierno federal 2018-2019

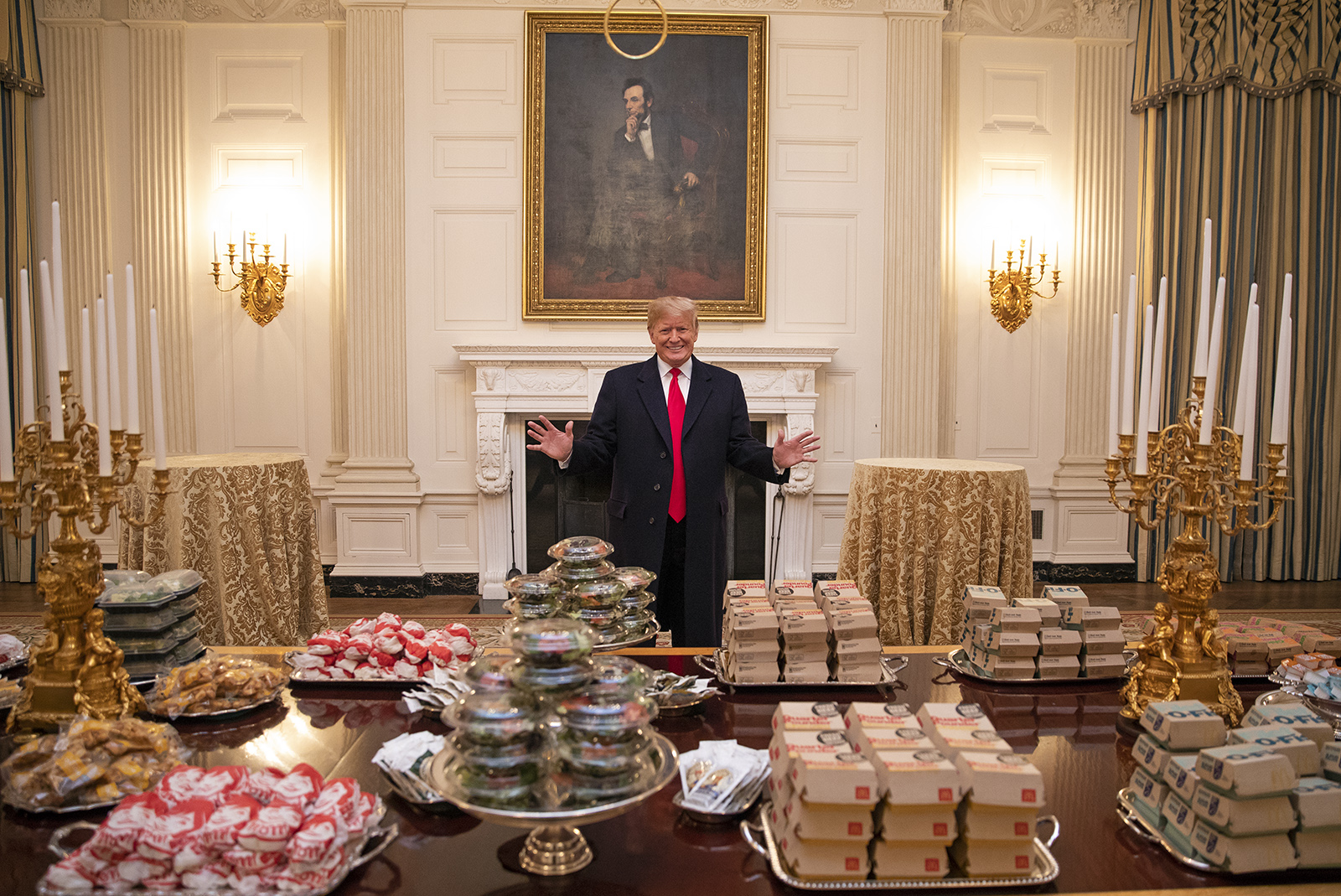
Trump dando la bienvenida con comida rápida al equipo de fútbol americano Clemson Tigers tras ganar la NCAA durante el cierre del gobierno federal.

El 22 de diciembre de 2018, el gobierno federal cerró parcialmente después de que Trump declarara que cualquier extensión de financiamiento debía incluir 5600 millones de dólares en fondos federales para la construcción del muro fronterizo entre Estados Unidos y México, una de sus principales promesas de campaña. El cierre fue causado por un lapso en la financiación de nueve departamentos federales, que afectó a cerca de una cuarta parte de las actividades del gobierno federal. Trump dijo que no aceptaría ningún proyecto de ley que no incluyese fondos para el muro, y los demócratas, que controlaban la Cámara, dijeron que no apoyarían ningún proyecto de ley que lo hiciera. Los republicanos del Senado dijeron que no promoverían ninguna legislación que Trump no firmase. En negociaciones anteriores con líderes demócratas, Trump comentó que estaría «orgulloso de cerrar el gobierno por la seguridad de la frontera».
El 25 de enero de 2019, el Congreso aprobó y Trump firmó un proyecto de ley de asignación de tres semanas para financiar al gobierno mientras se llevaban a cabo negociaciones sobre la financiación de la seguridad fronteriza. Esto puso fin a la parada de 31 días, la parada más larga en la historia de los Estados Unidos.

#### Poder judicial y Corte Suprema
Trump nombró a numerosos jueces por todo el país, y en la Corte Suprema logró inclinar la balanza a favor de los conservadores (6 contra 3) con el nombramiento de Neil Gorsuch, Brett Kavanaugh y Amy Coney Barrett. Esta última tras la muerte de Ruth Bader Ginsburg. Estos jueces posteriormente a la presidencia de Trump anularon el fallo del caso Roe contra Wade el cual consideraba el aborto como un «derecho constitucional».

### Política exterior
La política exterior de Estados Unidos durante la primera presidencia de Donald Trump (2017-2021) se destacó por su imprevisibilidad y por incumplir compromisos internacionales anteriores, trastocar convenciones diplomáticas y adoptar políticas arriesgadas con la mayoría de los adversarios, así como relaciones más sólidas con los aliados tradicionales. La política Estados Unidos primero de Trump perseguía objetivos nacionalistas de política exterior y priorizaba las relaciones bilaterales sobre los acuerdos multinacionales. Como presidente, Trump se describió a sí mismo como un nacionalista al tiempo que defendía puntos de vista que se han caracterizado como aislacionistas, no intervencionistas y proteccionistas, aunque la etiqueta de «aislacionista» ha sido cuestionada. Personalmente elogió a algunos gobiernos populistas, neonacionalistas, iliberales y autoritarios, al tiempo que se enfrentó a otros, incluso cuando los diplomáticos de la administración nominalmente continuaron persiguiendo ideales prodemocracia en el extranjero.
Al asumir el cargo, Trump se basó más en el personal militar para sus políticas que cualquier administración anterior desde la presidencia de Ronald Reagan, y tuvo más asesores de la Casa Blanca que del Departamento de Estado para asesorarlo en relaciones internacionales; por ejemplo, asignó las políticas relacionadas con el proceso de paz en Medio Oriente al asesor principal Jared Kushner. El exdirector ejecutivo de ExxonMobil, Rex Tillerson, fue el primer secretario de Estado de Trump, designado por su experiencia y contactos en muchos otros países, particularmente Rusia. Durante el mandato de Tillerson en el Departamento de Estado, los recortes presupuestarios y la dependencia de Trump de los asesores de la Casa Blanca llevaron a informes de los medios de que el Departamento de Estado había sido notablemente «marginado». El exdirector de la CIA Mike Pompeo sucedió a Tillerson como Secretario de Estado en abril de 2018.
Como parte de la política de Estados Unidos primero, la administración Trump revaluó muchos de los compromisos multinacionales anteriores de Estados Unidos, incluida la retirada del Acuerdo Transpacífico, el Tratado INF, el CDHNU y la UNESCO, y el Acuerdo de París, e instó a los aliados de la OTAN a contribuir más en el reparto de los gastos de la alianza. La administración Trump introdujo una prohibición de viajar desde ciertos países de mayoría musulmana y reconoció a Jerusalén como la capital de Israel. Buscó un acercamiento con el líder norcoreano Kim Jong-un como parte de los esfuerzos por desnuclearizar la península de Corea, aunque Corea del Norte siguió ampliando su arsenal nuclear. Trump retiró a Estados Unidos del acuerdo nuclear con Irán y aumentó las sanciones contra Irán, precipitando varios enfrentamientos entre los dos países. Aumentó la beligerancia contra Venezuela y Nicaragua mientras supervisaba la retirada de tropas estadounidenses de Siria, Irak, Somalia y Afganistán, al tiempo que acordaba con los talibanes una retirada total condicional de Afganistán en 2021. También incrementó los ataques con drones estadounidenses en África, y continuó la guerra contra el terrorismo y la campaña de Estados Unidos contra la organización terrorista Estado Islámico, incluida la supervisión de la muerte de su líder Abu Bakr al-Baghdadi en octubre de 2019. En enero de 2020, Trump ordenó un ataque con aviones no tripulados en Irak que asesinó al mayor general iraní Qasem Soleimani.

#### OTAN

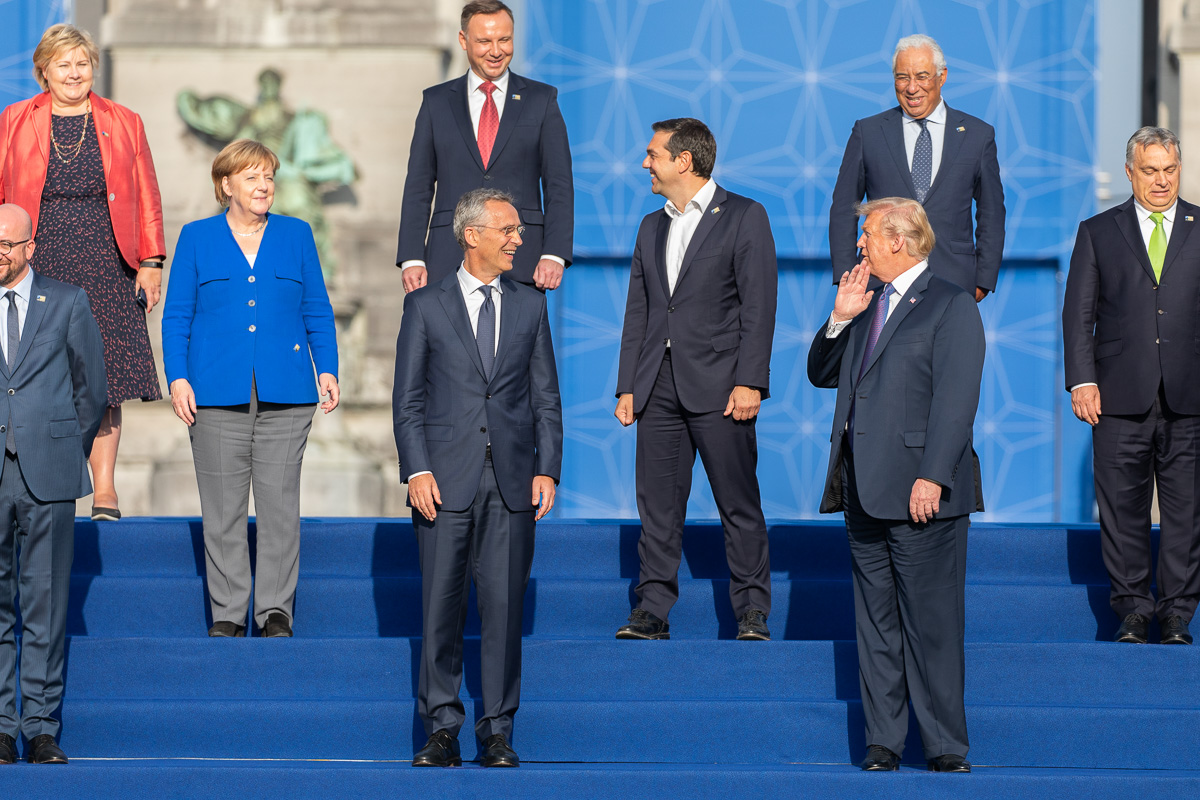
Trump hablando con Jens Stoltenberg en la Cumbre de la OTAN de 2018.

Como candidato, Trump se cuestionó si como presidente extendería automáticamente las garantías de seguridad a los miembros de la OTAN y sugirió que podría abandonar la OTAN a menos que se realicen cambios en la alianza. Como presidente, reafirmó el compromiso de los Estados Unidos con la OTAN en marzo de 2017. Sin embargo, él ha acusado repetidamente a sus compañeros miembros de la OTAN de pagar menos que su parte justa de los gastos de la alianza.
Trump advirtió a OTAN que autorizar la tecnología 5G de Huawei fue poner en riesgo a los países Occidentales por posible espionaje chino.

#### Siria

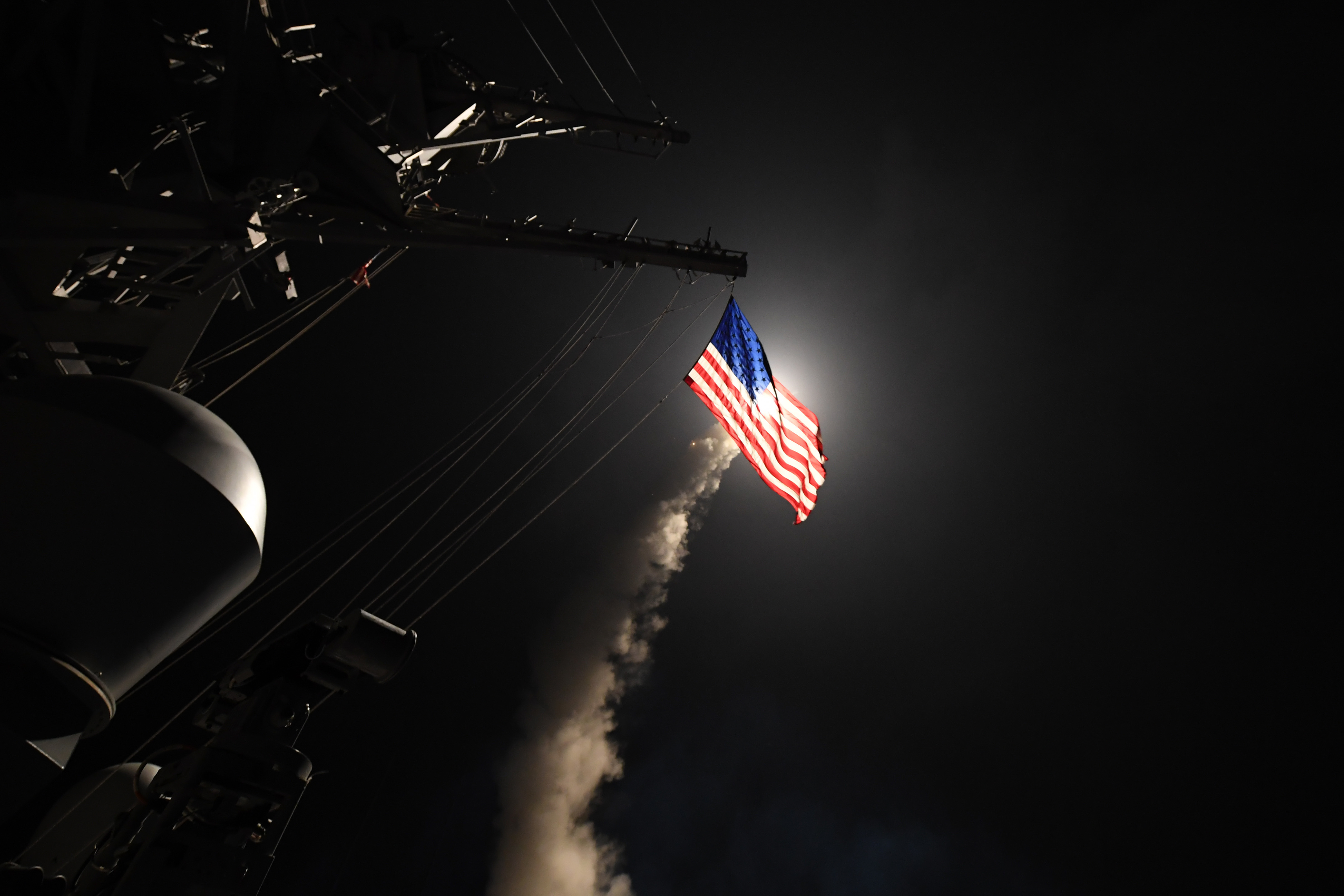
El USS Ross bombardeando la base aérea siria

Como respuesta al ataque químico de Jan Sheijun durante la guerra civil siria el 4 de abril de 2017 en el que más de 100 personas murieron, la administración Trump ordenó el ataque con 60 misiles Tomahawk contra el poblado de Shayrat de donde habría supuestamente partido el ataque. Fue la primera intervención estadounidense en dicha guerra, y no fue previamente autorizada ni por el Consejo de Seguridad de las Naciones Unidas ni por el Congreso de los Estados Unidos.
El 26 de octubre de 2019 el gobierno de Trump mató a Abu Bakr al-Baghdadi líder del Daesh (Estado Islámico de Irak y el Levante) colaborando con Rusia y Turquía debido a que controlaban ese espacio aéreo.

#### Cuba
El 16 de junio de 2017, Trump anunció que cancelaría el deshielo cubano iniciado por la administración Obama, al tiempo que expresó la esperanza de que se pueda negociar un nuevo acuerdo entre Cuba y Estados Unidos. El 8 de noviembre de 2017, la administración de Trump endureció las reglas sobre el comercio con Cuba, deshaciendo así las restricciones de la administración Obama. Estos cambios están «destinados a alejar las actividades económicas de los servicios militares, de inteligencia y de seguridad cubanos»; limitaron visitas individuales a Cuba.

#### Rusia

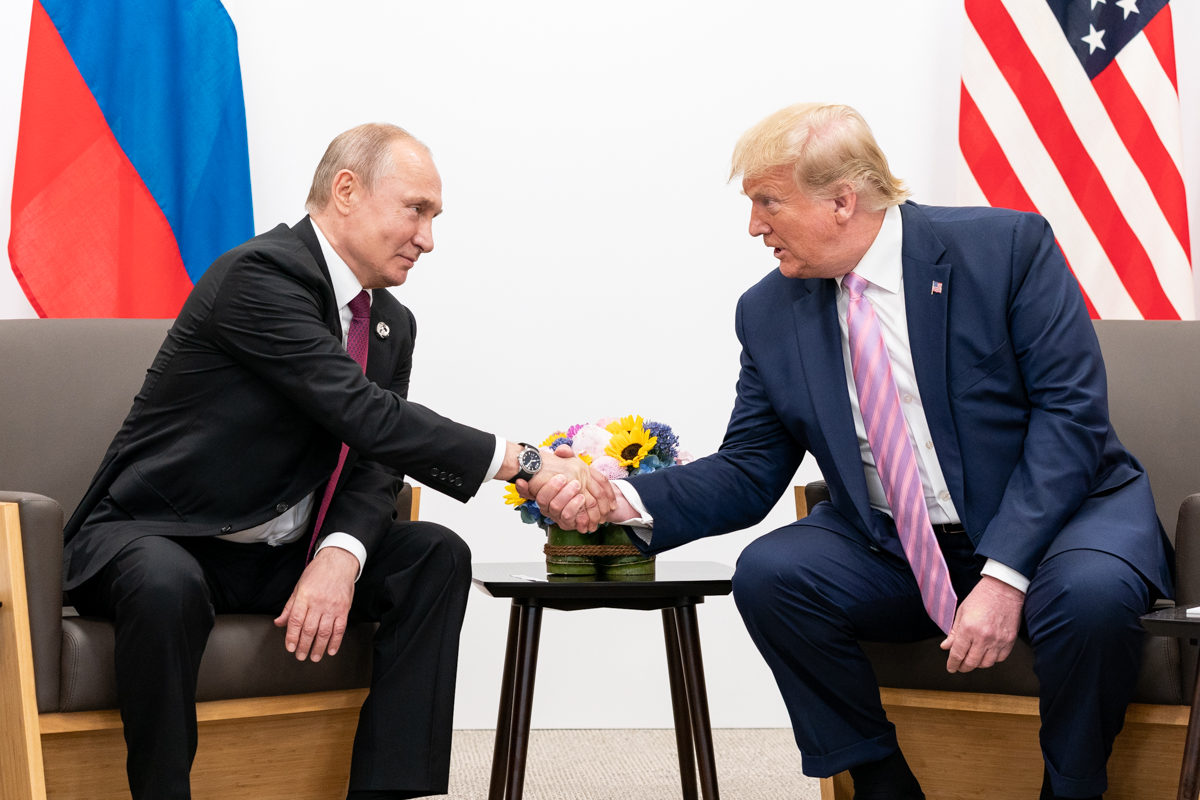
Putin y Trump estrechando manos en la Cumbre del G-20 de Osaka, junio de 2019.

Las conexiones de Trump con Rusia han sido escrutadas intensamente por los medios. Durante la campaña, Trump elogió repetidamente al presidente ruso Vladímir Putin como un líder fuerte y pidió mejores relaciones con Moscú. A los pocos días de la toma de posesión de Trump, a los empleados del Departamento de Estado se les ordenó desarrollar planes para revocar inmediatamente las sanciones contra Rusia, aunque los planes nunca se llevaron a cabo. Según Putin y algunos expertos y diplomáticos políticos, las relaciones ruso-estadounidenses, que ya estaban en el nivel más bajo desde el final de la Guerra Fría, se deterioraron aún más desde que Trump asumió el cargo en enero de 2017. Sin embargo, Trump se diferenció de sus antecesores por un trato menos duro con Rusia.
En 2019 Putin y Trump se comprometieron a mejorar las relaciones de ambos países y la relación personal entre ambos mandatarios fue buena. Trump presuntamente se habría mostrado abierto a reconocer la adhesión de Crimea a Rusia y supuestamente habría dicho que es territorio ruso por el habla de sus habitantes.

#### Ucrania
En su discurso en la conferencia de Estrategia Europea de Yalta en septiembre de 2015, Trump criticó a Alemania y otros países europeos por no hacer lo suficiente para apoyar a Ucrania en su conflicto con Rusia, diciendo que los ucranianos «no están siendo tratados bien». Sin embargo, al principio de la campaña, Trump se opuso a la participación de Estados Unidos en la crisis ucraniana, describiendo a Crimea como «el problema de Europa»; en un mitin en julio de 2016, dio a entender que esa participación podría haber llevado a la Tercera Guerra Mundial y criticó a Alemania y otros países europeos por no hacer más para apoyar a Ucrania. Sin embargo, más adelante en la campaña afirmó que consideraría reconocer Crimea como territorio ruso. En febrero de 2017, Trump explicó que Rusia había tomado Crimea por la fuerza y cuestionó si Obama estaba siendo demasiado blando con Rusia.
En agosto de 2015 Trump declaró que no tenía opinión sobre la membresía de Ucrania en la OTAN y dijo que tanto la membresía como la no membresía serían «excelentes».
Al menos desde mayo de 2019, el abogado personal de Trump, Rudy Giuliani, estuvo presionando para que Volodymyr Zelensky, el nuevo presidente electo de Ucrania, investigara a la compañía petrolera Burisma, en cuya junta directiva se encuentra el hijo de Joe Biden, Hunter, así como para comprobar si hubo irregularidades en la investigación ucraniana sobre Paul Manafort. Dijo que tales investigaciones serían beneficiosas para su cliente, Trump, y que sus esfuerzos contaban con el pleno apoyo de Trump. Giuliani se reunió con funcionarios ucranianos para presionar sobre este caso en junio de 2019 y agosto de 2019. Mientras tanto, la Casa Blanca suspendió la distribución de 250 millones de dólares en ayuda militar a Ucrania que el Congreso había autorizado. El 11 de septiembre, la administración dijo que había liberado el dinero, incluso cuando el Congreso estaba contemplando proyectos de ley para forzar su liberación.
En septiembre de 2019, cuando surgieron informes sobre una denuncia de un denunciante contra Trump que podría involucrar a Ucrania, Giuliani admitió que había estado presionando al gobierno ucraniano para que investigara la conexión con Biden. En un tuit posterior pareció confirmar los informes de que Trump había retenido los fondos de asistencia militar para Ucrania como una forma de obligarlos a llevar a cabo las investigaciones. Dijo: «La realidad es que el presidente de los Estados Unidos, quienquiera que sea, tiene todo el derecho a decirle al presidente de otro país que es mejor que solucione la corrupción en su país si quiere que le dé mucho dinero. Si eres tan corrupto que no puedes investigar las acusaciones, nuestro dinero se desperdiciará».

#### Afganistán

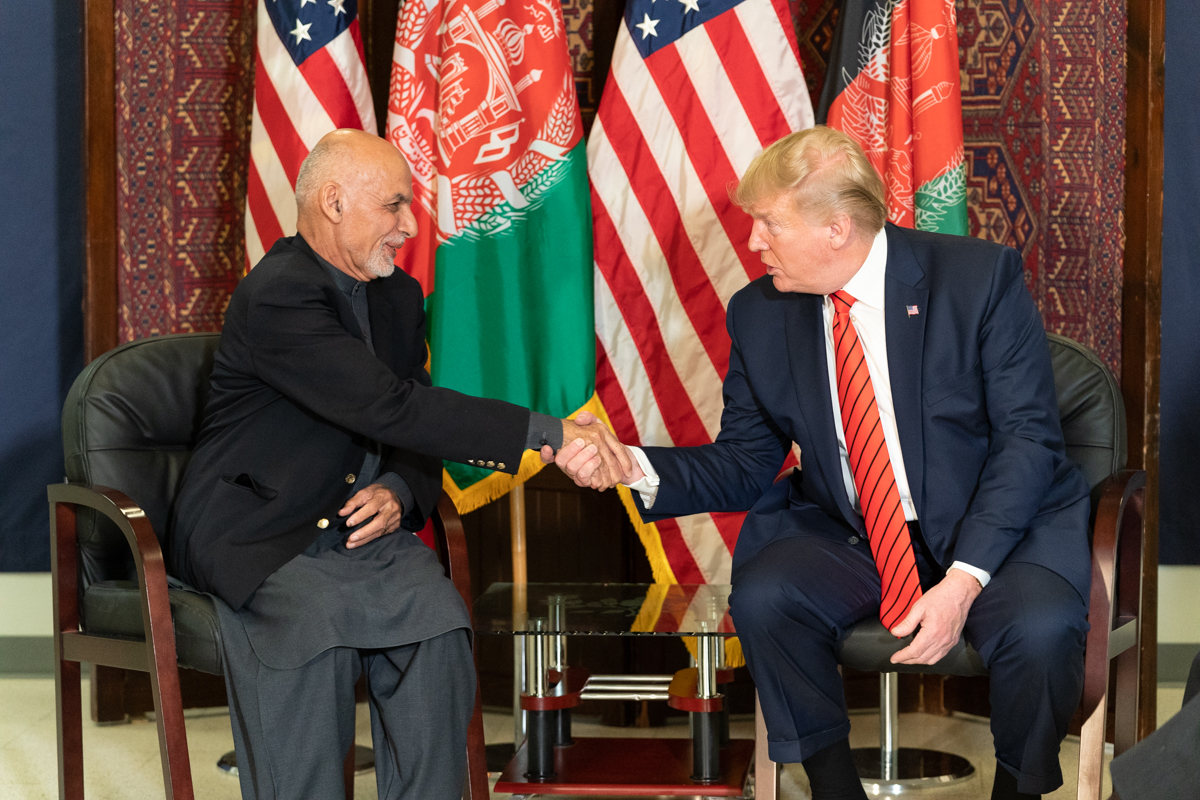
Trump y el presidente afgano Ashraf Ghani en noviembre de 2019.

Bajo la administración Trump, el número de tropas estadounidenses en Afganistán aumentó de 8500 a 14 000 a partir de enero de 2017. El 13 de abril de 2017 Estados Unidos lanzó la llamada madre de todas las bombas (GBU-43/B Massive Ordnance Air Blast) en Achin (Bombardeo de Achin).
El 21 de agosto de 2017, el presidente Trump anunció que los EE. UU. seguirían implicados en la guerra aumentando las tropas ya que sin la presencia del ejército norteamericano el gobierno afgano colapsaría, sin embargo durante la campaña electoral de 2016 fue crítico de una mayor participación en Afganistán calificando la guerra como un «error terrible». Trump realizó un aumento no especificado de tropas y sin plazos fijos para su retirada, aunque se conoció que 4000 soldados más llegaron a ese país asiático, contando así con un total de 14 000 soldados estadounidenses y en total 16 000 soldados de todas las fuerzas de ocupación extranjeras (incluyendo los 14 000 efectivos estadounidenses). Trump estableció una estrategia para la guerra que prefirió mantener en secreto algunos de sus aspectos, como el número de soldados o los plazos de la operación militar, porque consideró que a su juicio da ventaja al enemigo. Además el presidente Trump anunció la eliminación de fechas para una posible retirada y una postura más cortante con Pakistán.
Los funcionarios de Estados Unidos dijeron entonces que tenían como objetivo «obligar a los talibanes a negociar un acuerdo político»; en enero de 2018, sin embargo, Trump habló en contra de las conversaciones con los talibanes en ese entonces.

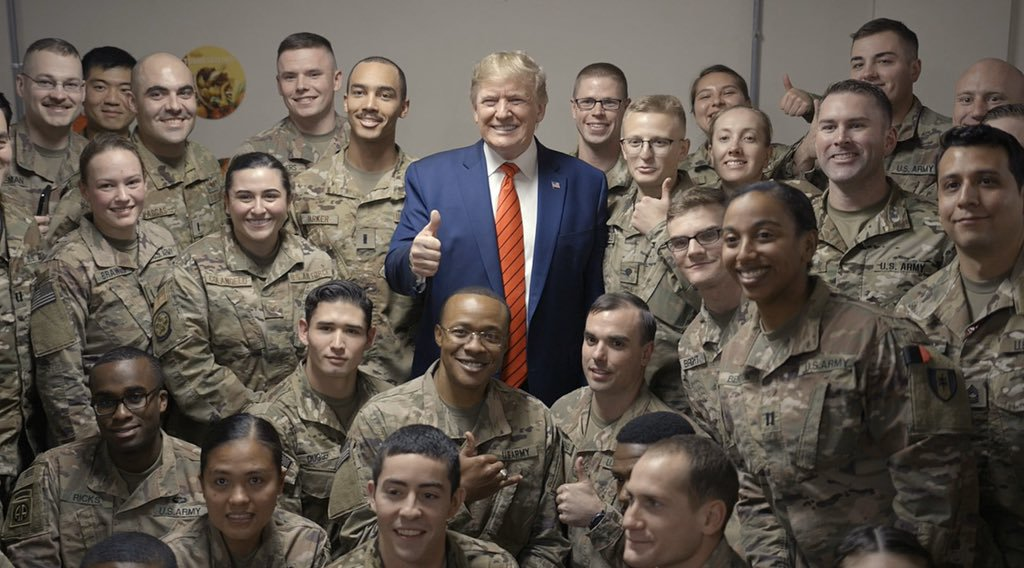
El presidente Donald Trump en Afganistán con soldados estadounidenses durante el Día de Acción de Gracias.

A principios de septiembre de 2019 y menos de una semana después de que Estados Unidos se dispusiera a firmar un acuerdo de paz con el grupo Talibán en Camp David, el presidente Donald Trump dio por canceladas intespectivamente las negociaciones que buscaban ponerle punto final al conflicto con ese grupo armado debido al ataque perpetrado el jueves 5 de septiembre por parte de estos en el que resultaron muertas 12 personas, entre ellos un soldado estadounidense y uno rumano.
En noviembre de 2019 el presidente visitó por sorpresa a los soldados estadounidenses en el país asiático, y además anunció su intención de comenzar conversaciones de paz con los talibanes.

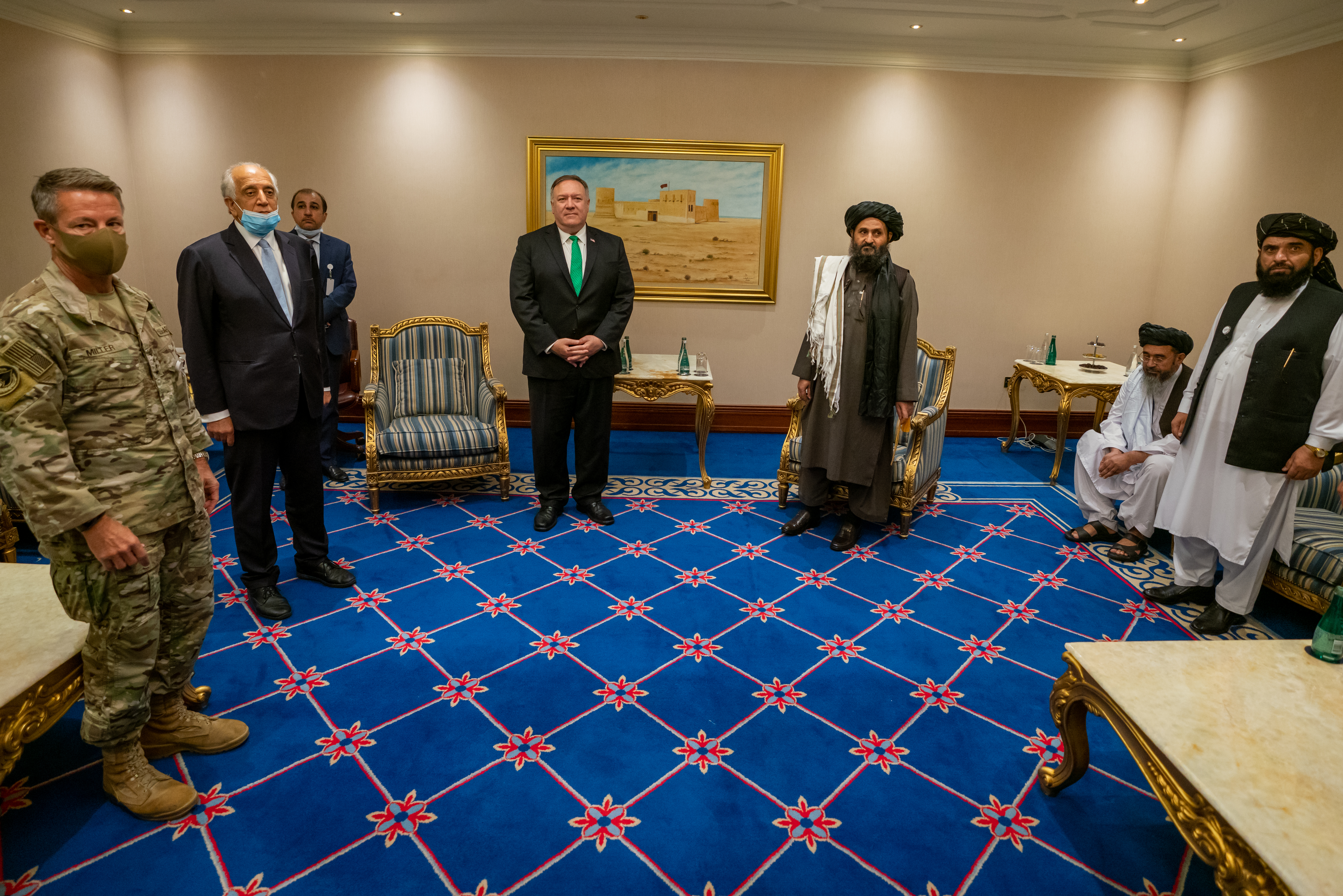
El secretario de Estado de los Estados Unidos Mike Pompeo reuniéndose con una delegación de los talibanes en Doha, Catar, el 12 de septiembre de 2020.

El 29 de febrero de 2020 el secretario de Estado, Mike Pompeo, logra firmar el acuerdo de Doha con los talibanes, con lo cual el presidente Trump buscó poner fin a la guerra de Afganistán sobre la base de condiciones con el grupo islámico, recalcando que «Si ocurren cosas malas, volveremos y volveremos tan rápido y con tanta fuerza que nadie habrá visto nada igual. Pero no creo que eso sea necesario».
La administración Trump completó su reducción de fuerzas a 2500 soldados en enero de 2021, lo que fue el número más bajo de soldados estadounidenses en Afganistán desde 2001.
Tras la presidencia del republicano, se produce la caída de Kabul durante el mandato de su sucesor demócrata Joe Biden. El 45.º presidente de los Estados Unidos, Donald Trump, calificó la ejecución de la retirada de tropas como la mayor «humillación» en la historia de su país y recalcó que él hubiese sacado primero a los civiles y diplomáticos estadounidenses, luego a los colaboradores afganos de estos, todo el equipamiento avanzado del Ejército Nacional Afgano donado por el ejército norteamericano y por último sacar a los militares, todo esto con la condición que los talibanes cumpliesen lo acordado en el acuerdo de Doha. Por último el expresidente se mostró contrario a la política intervencionista de su país calificando de «decisión horrible» haber intervenido en Medio Oriente y que no ha mejorado su situación en los últimos 20 años.

#### Israel

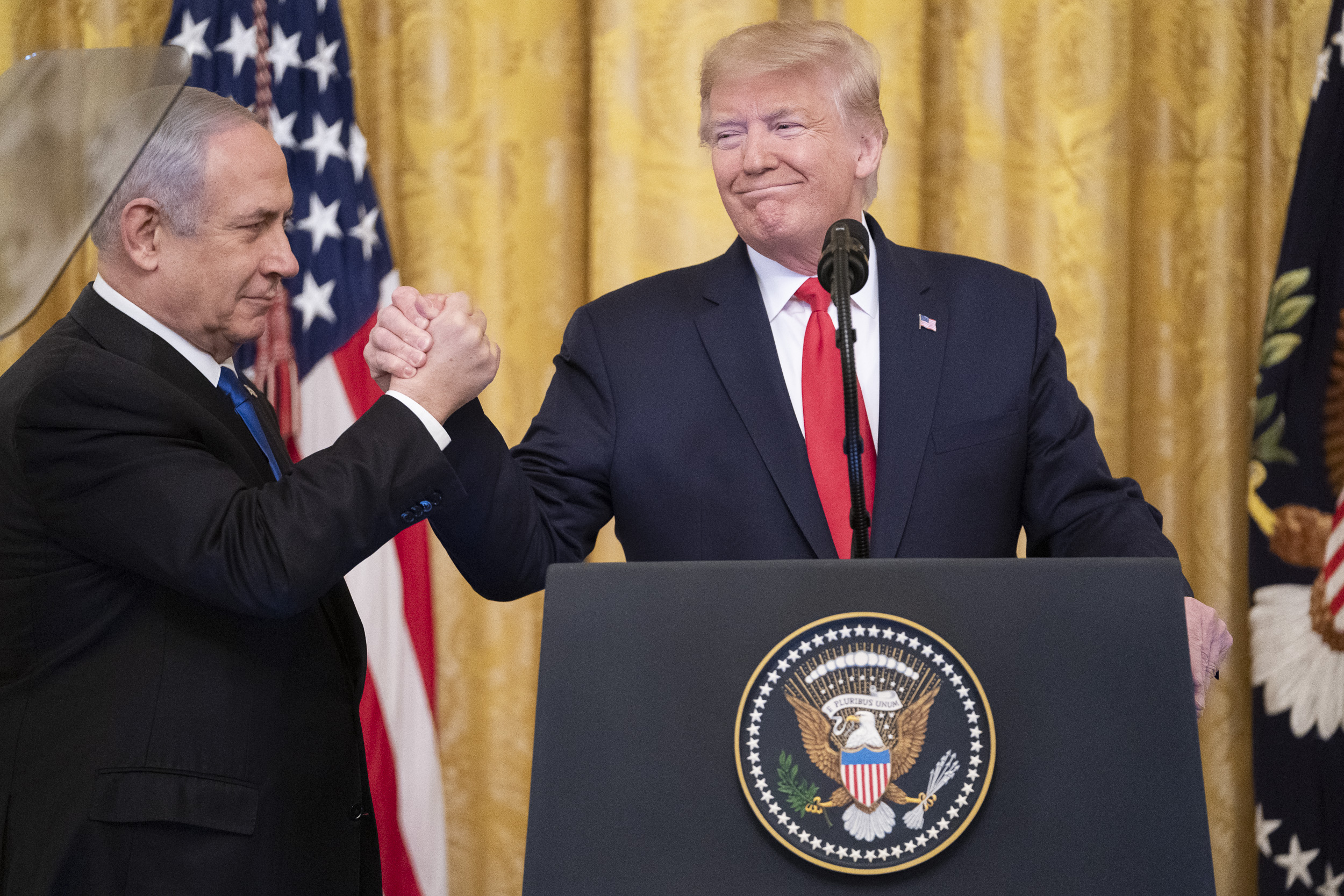
Trump y Benjamín Netanyahu

En 2016, el ministro del Interior de Israel, Aryeh Dery, expresó que la asunción de Trump como presidente significaría el ocaso y final del movimiento judío conservador y el judaísmo reformista. Las manifestaciones de Trump acerca de no permitir la entrada de musulmanes en su país fueron repudiadas por el gobierno israelí por no respetar la libertad religiosa. En Estados Unidos, la Liga Antidifamación, el Comité Judío Estadounidense, la B'nai B'rith, la Conference of Presidents of Major American Jewish Organizations, el rabino Shalom Baum, presidente del Rabbinical Council of America, la Asamblea Rabínica del movimiento conservador, el Religious Action Center of Reform Judaism, la Reconstructionist Rabbinical Association y el National Jewish Democratic Council repudiaron los dichos de Trump por considerarlos discriminatorios y contrarios al espíritu y los valores de su nación.
Durante las elecciones presidenciales de Estados Unidos de 2016, los medios de comunicación de Israel manifestaron su preocupación de que Trump resultara vencedor. La prensa israelí lo describió como el peor candidato de la historia; antidemocrático, racista, misógino y xenófobo, señalando que, según las embajadas israelíes, Trump carecía de una política coherente en relación con el conflicto árabe-israelí. Los periódicos describieron su triunfo como una victoria del antisemitismo.

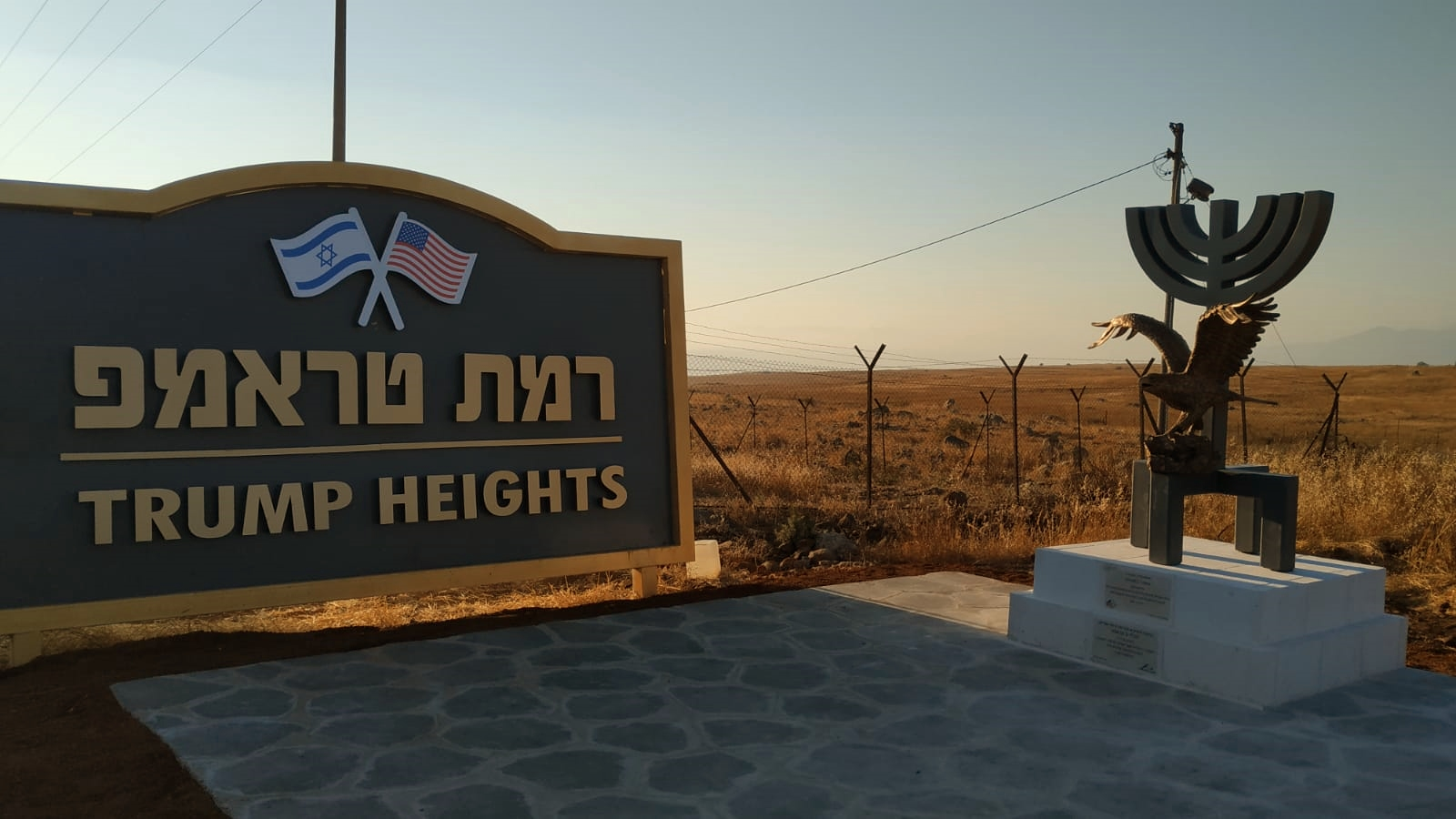
Ramat Trump, situado en los Altos del Golán

Con respecto al conflicto israelí-palestino, Trump ha declarado la importancia de ser un partido neutral durante posibles negociaciones, al tiempo que ha declarado que es «un gran admirador de Israel». El 22 de mayo de 2017, Trump fue el primer presidente de Estados Unidos en visitar el Muro de los Lamentos en Jerusalén, durante su primer viaje al exterior, que incluyó a Israel, Italia, el Vaticano y Bélgica.

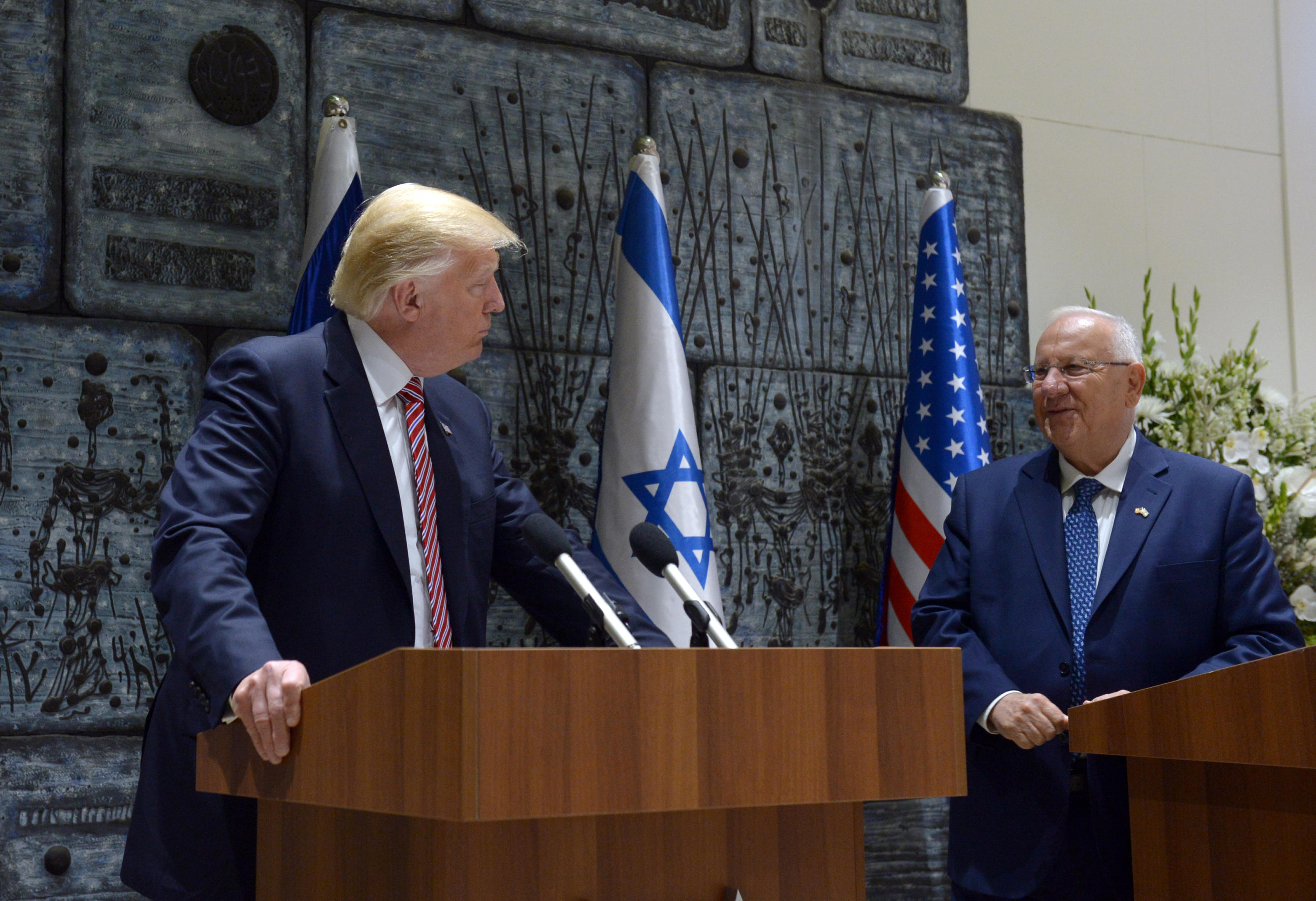
Trump junto al presidente de Israel, Reuven Rivlin.

El 6 de diciembre de 2017, la administración Trump reconoció oficialmente a Jerusalén como la capital de Israel. Trump agregó que el Departamento de Estado iniciaría el proceso de traslado de la embajada de Estados Unidos a Jerusalén. El reconocimiento se dio en cumplimiento de una promesa de su campaña electoral. El secretario de Estado, Rex Tillerson, luego aclaró que la declaración del presidente «no indicaba ningún estado final para Jerusalén» y «era muy claro que el estatus final, incluidas las fronteras, quedaría en manos de las dos partes para negociar y decidir».

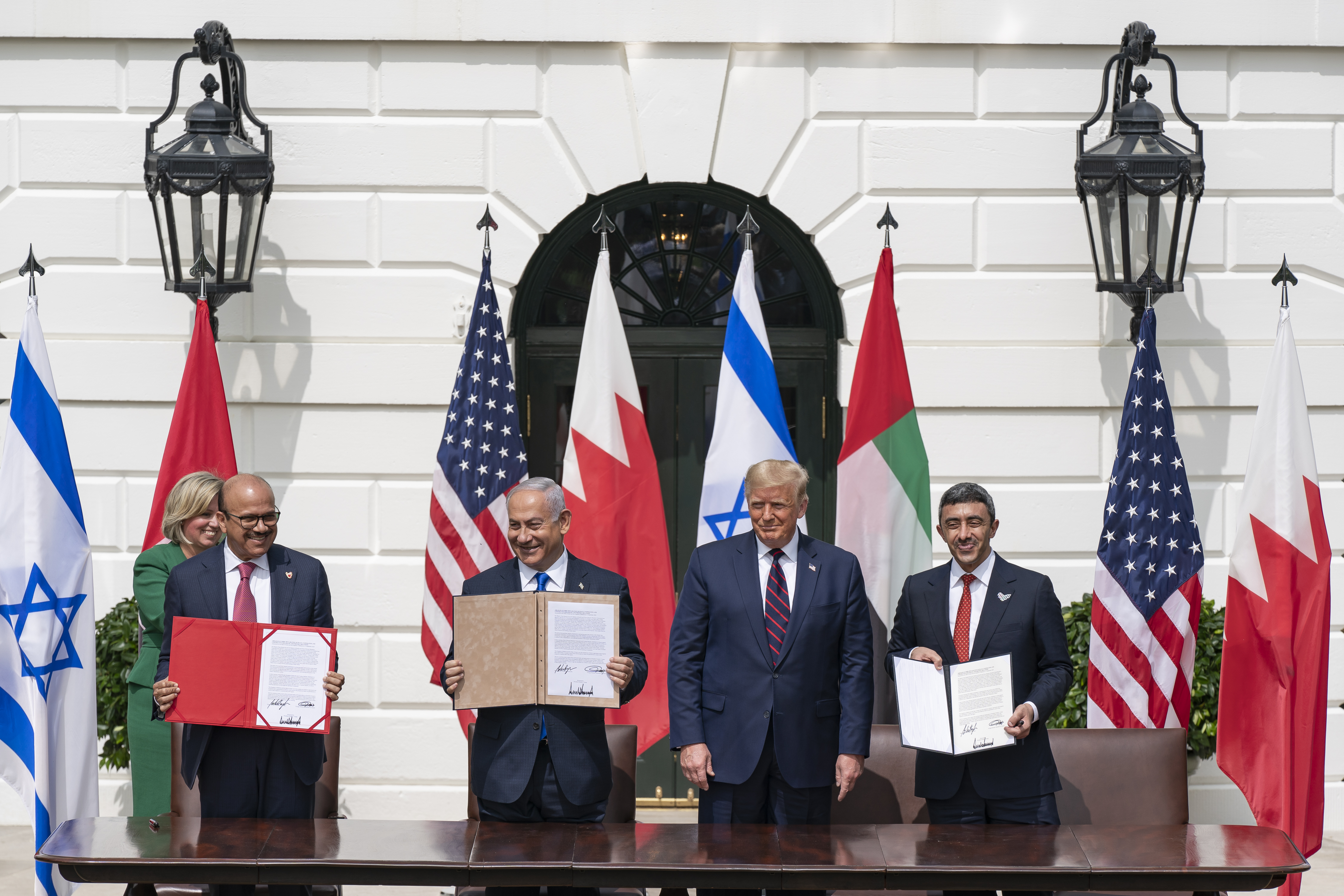
Trump durante la firma de los Acuerdos de Abraham el 15 de septiembre de 2020.

La decisión de Trump de reconocer a Jerusalén como la capital de Israel fue rechazada por la mayoría de los líderes mundiales. Además, la decisión generó protestas en varios países musulmanes, especialmente en los territorios palestinos. Por el contrario, el anuncio de Trump fue bien recibido en Israel. Minutos después de finalizar el discurso de Trump, la municipalidad de Jerusalén iluminó las murallas de la Ciudad Vieja con las banderas de Israel y Estados Unidos, en señal de gratitud. «Este es un día histórico», declaró el primer ministro israelí, Benjamin Netanyahu, quien calificó de «justa y valiente» la decisión de Trump. Netanyahu aseguró que la decisión de reconocer a Jerusalén como capital de Israel no contradice el deseo de lograr la paz y se comprometió a «trabajar por la paz» con todos sus vecinos, «incluyendo los palestinos». A manera de agradecimiento, un nuevo asentamiento israelí en los Altos del Golán llevará el nombre de Ramat Trump (en español: Altos de Trump).
Durante 2019 la política exterior del gobierno de Trump descartó la solución de dos Estados en el Conflicto israelí-palestino bajo una política planificada por el yerno del presidente Jared Kushner. Al año siguienre Trump cambia el rumbo y busca una solución de dos Estados.

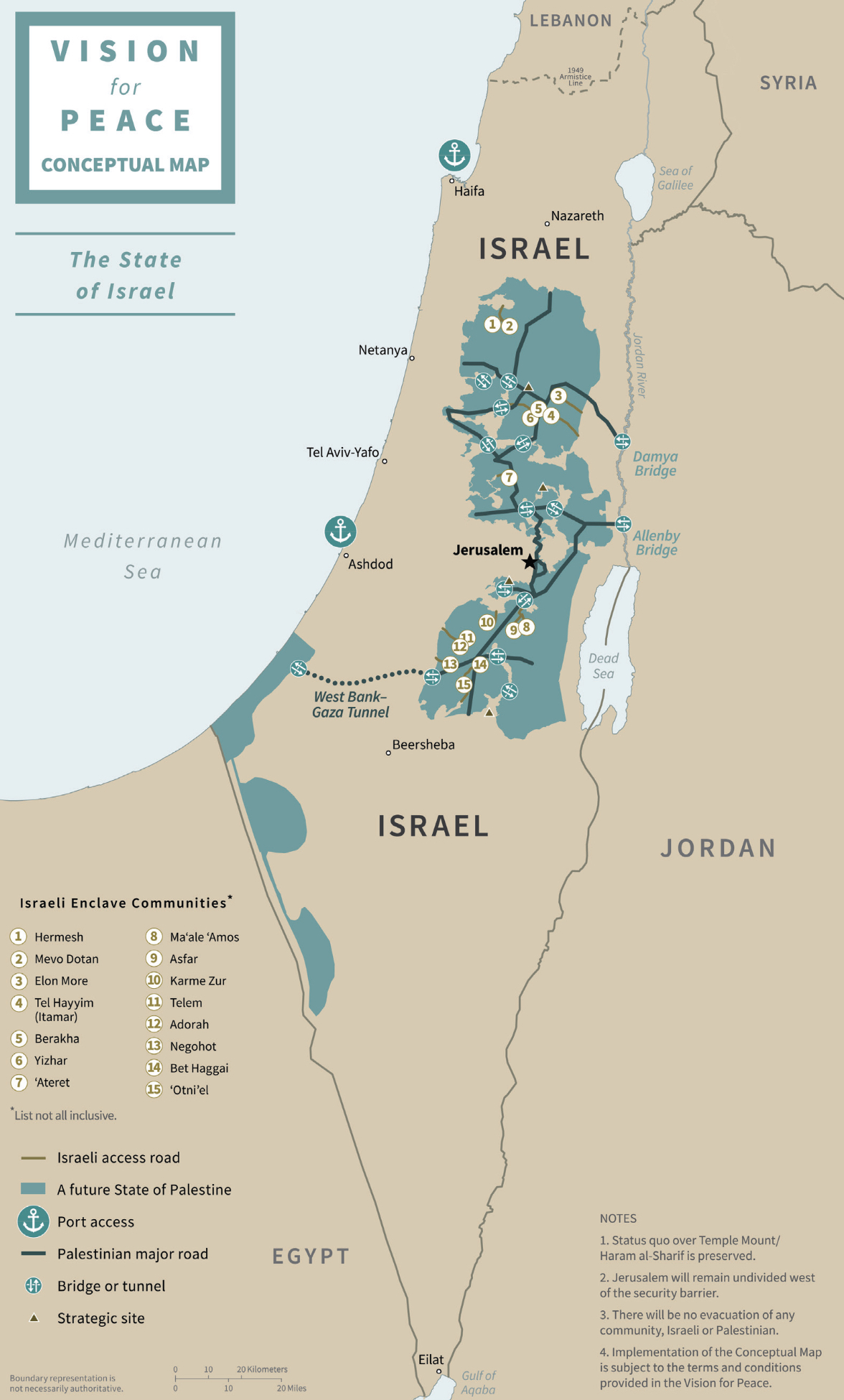
Frontera propuesta entre Israel y Palestina por el presidente Trump en su plan de paz propuesto en 2020.

En enero de 2020 se reveló el plan de paz de Trump que buscó una reconciliación entre Palestina e Israel.
Durante el segundo semestre de 2020, Trump logró que cuatro países normalizaran sus relaciones diplomáticas con Israel: Emiratos Árabes Unidos el 13 de agosto, Baréin el 15 de septiembre, (estos dos últimos conocidos como los Acuerdos de Abraham) Sudán el 23 de octubre y Marruecos el 10 de diciembre. A cambio del reconocimiento marroquí a la nación judía, Estados Unidos reconoció al Sahara Occidental como parte integral del Marruecos.

#### Corea del Norte

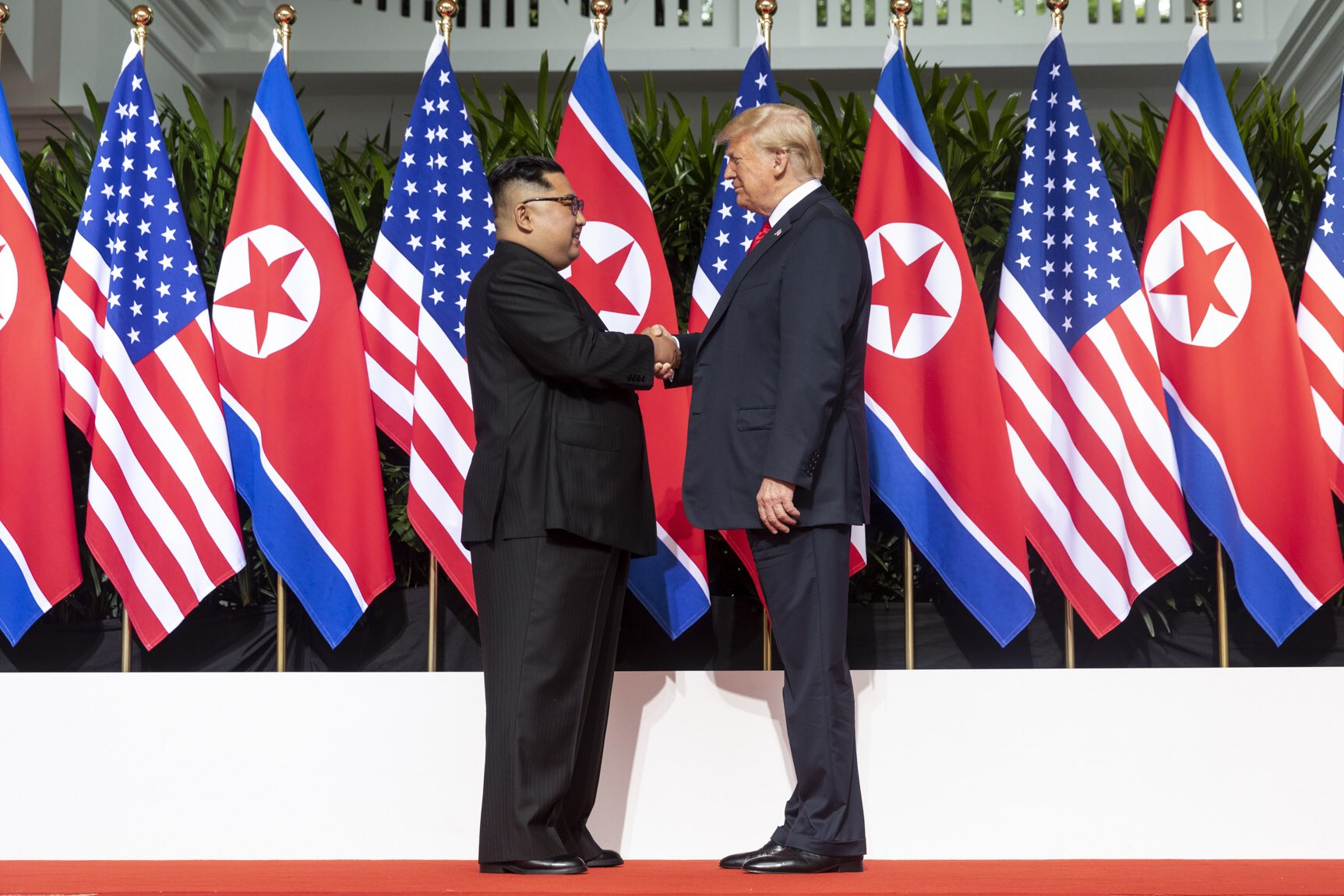
Donald Trump y Kim Jong-un, dándose la mano al comienzo de la cumbre de Singapur.

En el 2017, Corea del Norte y Estados Unidos tensaron sus relaciones diplomáticas, hasta el punto de que Donald Trump apodó a Kim Jong-un como «hombre cohete» y en agosto de 2017 Trump dijo que habría «fuego y furia como el mundo nunca ha visto» tras las pruebas nucleares de Corea del Norte. Sin embargo, en el 2018, Corea del Norte y Corea del Sur participaron con un equipo conjunto en los Juegos Olímpicos de Pieonchang 2018, evento que logró un importante acercamiento entre ambas Coreas, el cual derivó en la cumbre intercoreana de 2018. Unos meses más tarde se realizó la cumbre de Singapur en la cual Trump y Kim se reunieron por primera vez y acordaron ciertos puntos, entre ellos la desnuclearización de la península coreana. Entre el 27 al 28 de febrero de 2019, se realizó la cumbre de Hanói.
El 30 de junio de 2019, Trump y Kim Jong-un se reunieron en la Zona Desmilitarizada de Corea, en la frontera entre Corea del Norte y Corea del Sur. Durante unos segundos, Donald Trump cruzó la frontera a pie hacia Corea del Norte, en compañía de Kim Jong-un, retornando enseguida a Corea del Sur, convirtiéndose en el primer mandatario en pisar suelo norcoreano. No existe ningún texto firmado o acuerdo público con algún resultado concreto de las negociaciones.

#### Irán

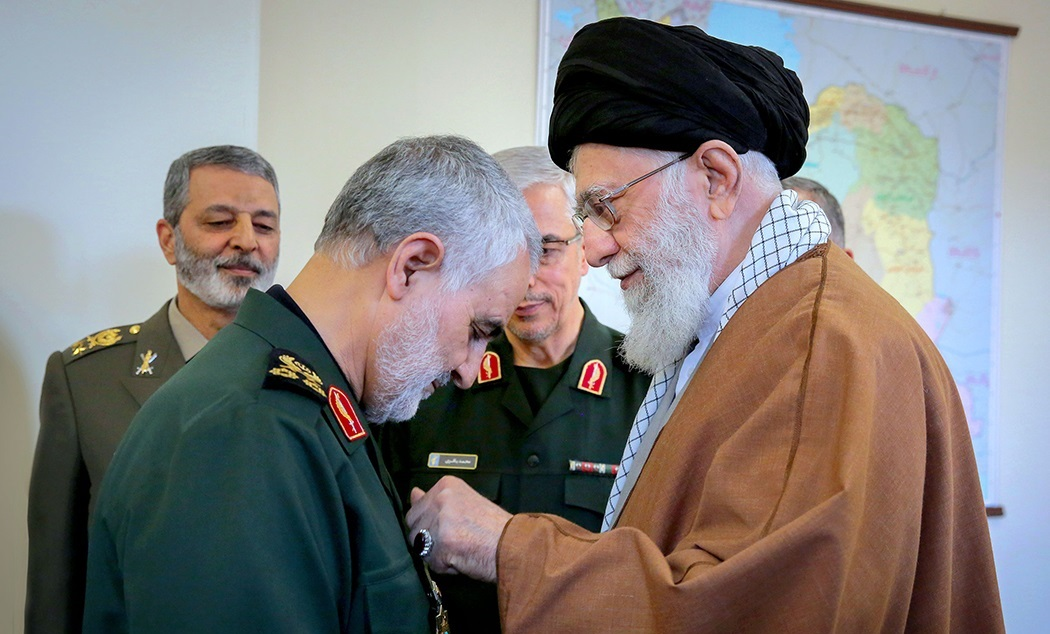
Trump ordenó el bombardeo de Qasem Soleimani, uno de los militares más importantes de Irán tras el ataque de milicias proiraníes a militares estadounidenses en Irak.

Trump ha criticado en repetidas ocasiones el Plan de Acción Conjunto y Completo (o JCPOA o «acuerdo nuclear de Irán»), que se negoció con Estados Unidos, Irán y otras cinco potencias mundiales en 2015, calificándolo de «terrible», y dijo que el gobierno de Obama negoció el acuerdo «desde la desesperación». En un momento dado, Trump dijo que a pesar de oponerse al contenido del acuerdo, intentaría imponerlo en lugar de abrogarlo.
Tras las pruebas de misiles balísticos de Irán el 29 de enero de 2017, la administración Trump impuso sanciones a 25 individuos y entidades iraníes en febrero de 2017. Se informó que Trump presionó a «decenas» de funcionarios europeos en contra de hacer negocios con Irán durante la cumbre de Bruselas en mayo de 2017; esto probablemente violó los términos del JCPOA, según el cual Estados Unidos no puede perseguir «ninguna política específicamente destinada a afectar directa y adversamente la normalización del comercio y las relaciones económicas con Irán». La administración Trump certificó en julio de 2017 que Irán había confirmado su finalización del acuerdo. El 18 de mayo de 2018, Trump anunció la salida unilateral de los Estados Unidos del JCPOA.
El 3 de enero de 2020 el Ejército de Estados Unidos bajo las órdenes de su Comandante en Jefe Donald Trump, lanza el ataque aéreo en el Aeropuerto Internacional de Bagdad dando muerte a Qasem Soleimani y Abu Mahdi al-Muhandis. Trump tuiteó una imagen de la bandera estadounidense poco antes de que Estados Unidos confirmara su responsabilidad por los ataques. Su primer comentario después del ataque fue un tuit diciendo: «¡Irán nunca ganó una guerra, pero nunca perdió una negociación!» y justificó el acontecimiento diciendo: «Actuamos anoche para parar una guerra. No actuamos para iniciar una guerra... Soleimani estaba planeando ataques siniestros e inminentes contra diplomáticos y personal militar estadounidense, pero le descubrimos en el acto y terminamos con él... No perseguimos un cambio de régimen en Irán... Estoy preparado para tomar cualquier acción que sea necesaria».

#### Polonia

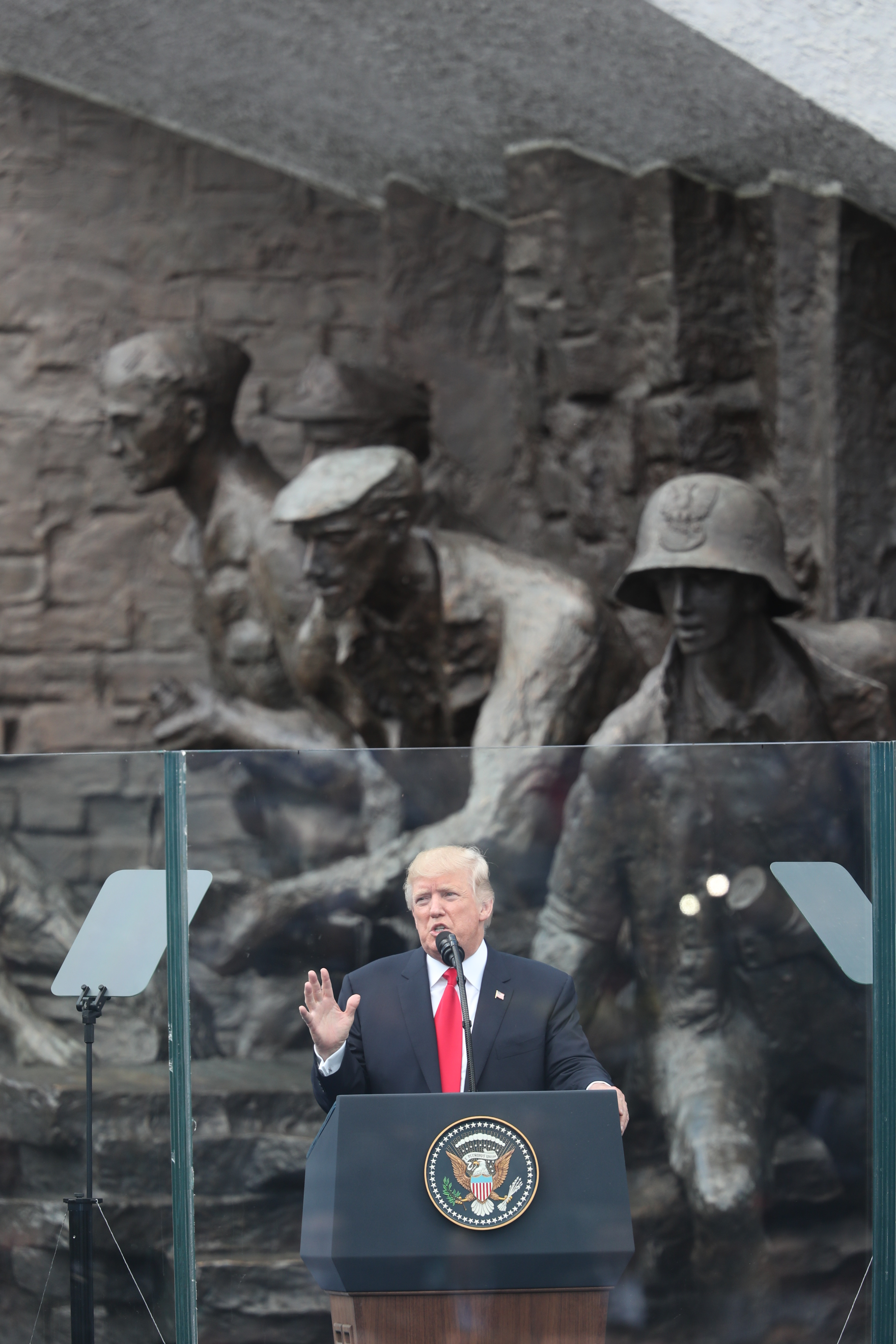
El presidente Trump en el monumento del levantamiento de Varsovia en Polonia.

Durante el mandato de Trump, el gobierno polaco fue de carácter conservador de la mano del partido Ley y Justicia, esto ayudó a aumentar la cercanía con el país de Europa del Este. En 2018 Trump accedió a la oferta de Polonia de poner bases militares permanentes estadounidenses en su territorio, al igual que existen en otros países europeos. Coloquialmente se le conoció al proyecto como «Fuerte Trump».
Sin embargo en 2020 el proyecto no llegó a puerto debido a diferencias sobre donde debían estar las tropas y qué parte financiaba cada parte. Polonia abogó por situarlas en la frontera con Bielorrusia, aliada de Rusia, para evitar enemistarse con este último, Estados Unidos prefería desplegarlas más al oeste. Varsovia habló inicialmente de aportar 2000 millones de dólares, pero Estados Unidos quiso que pagase más. Otra diferencia fue el estatus legal de las tropas estadounidenses con estadía permanentemente en Polonia, en 2020 había unos 4500 soldados los cuales rotaban regularmente. Estados Unidos quiso una mayor inmunidad legal en situaciones en las que las tropas estadounidenses fueran acusadas de crímenes en suelo polaco, pero Polonia se resistió a acceder en aquello.
Trump redujo en 9500 los 34500 soldados estadounidenses desplegados en Alemania para que algunos de ellos fueran enviados a Polonia, una ganancia a expensas del país germano.

#### México

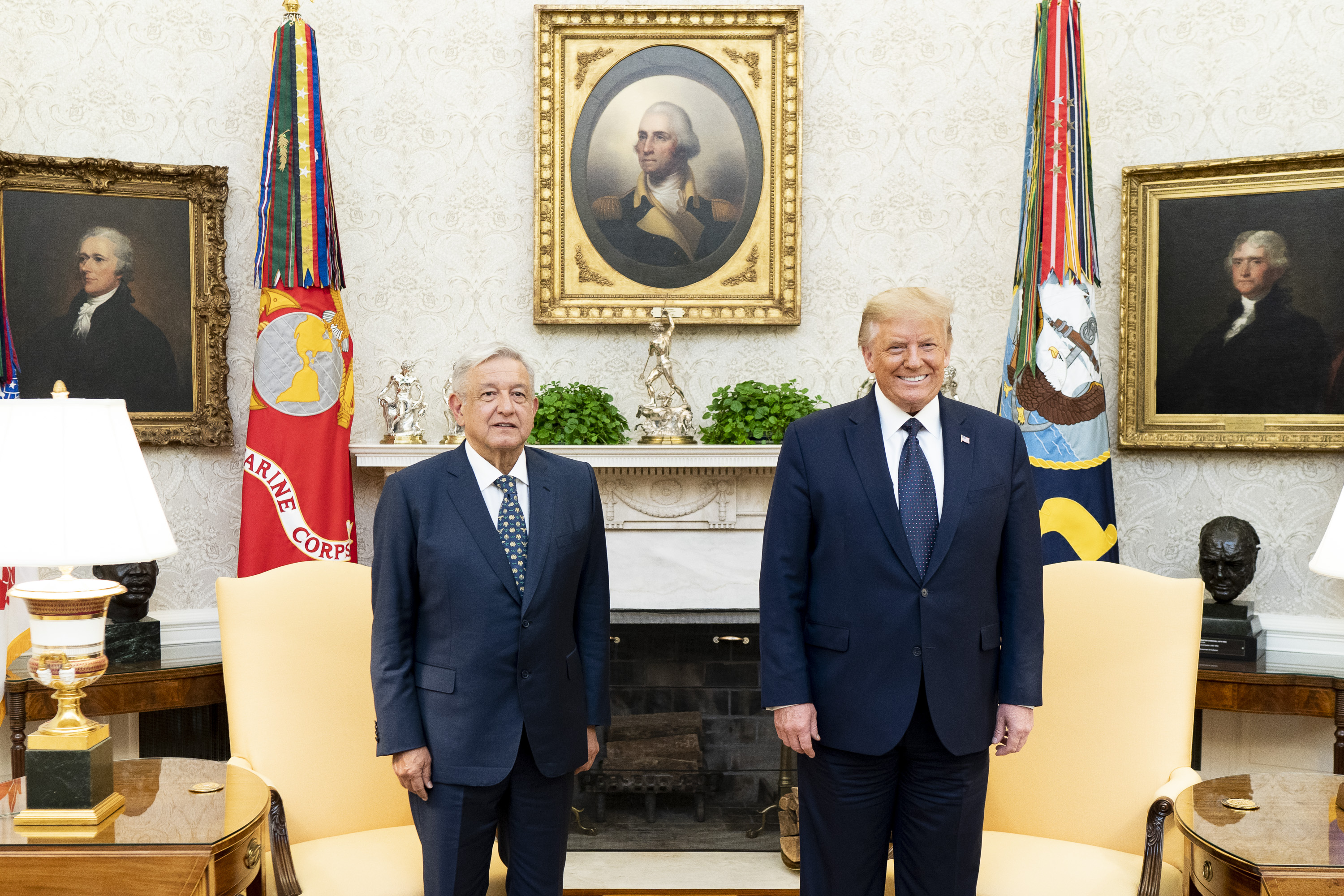
El presidente mexicano AMLO junto al presidente Trump en la Casa Blanca, julio de 2020.

Donald Trump fue invitado a visitar México por el presidente Enrique Peña Nieto en medio de la campaña presidencial de 2016, la forma explícita de abordar la inmigración ilegal por parte del entonces candidato tensionaron las relaciones entre los Estados Unidos y México en el comienzo de su mandato en 2017, además del deseo de que México pagara por la ampliación del muro fronterizo Estados Unidos-México. Sin embargo, ambos países logran reemplazar el Tratado de Libre Comercio de América del Norte (TLCAN o NAFTA) por el Tratado entre México, Estados Unidos y Canadá (T-MEC) en 2018.
El sucesor de Peña Nieto, Andrés Manuel López Obrador logró tener una relación cordial con el 45.º presidente de los Estados Unidos, este último además le ofreció su tratamiento personal contra el COVID-19 cuando lo contrajo y tuvieron un «pacto de silencio» sobre el muro fronterizo.

#### Venezuela

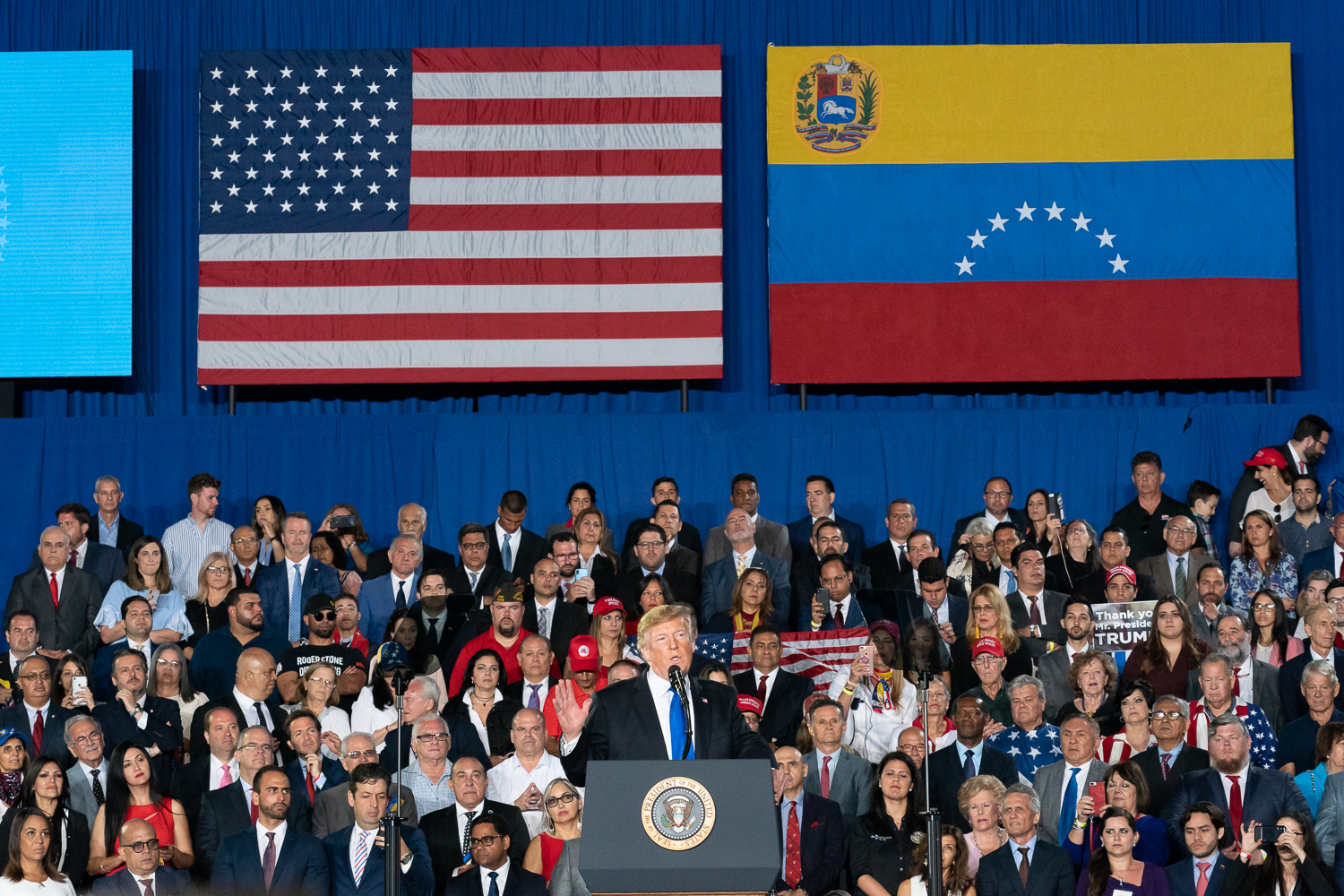
Trump durante el ultimátum al gobierno de Nicolás Maduro.

El 11 de agosto de 2017, Trump dijo que «no va a descartar una opción militar» para confrontar al gobierno de Nicolás Maduro al mismo tiempo que endureció las sanciones contra el régimen venezolano. En septiembre de 2018, Trump pidió «la restauración de la democracia en Venezuela» y dijo que «el socialismo ha llevado a la quiebra a la nación rica en petróleo y ha llevado a su pueblo a la pobreza extrema». El 23 de enero de 2019, Maduro anunció que Venezuela estaba rompiendo lazos con los Estados Unidos luego del anuncio de Trump de reconocer a Juan Guaidó, el líder de la oposición venezolana, como presidente interino de Venezuela.
Durante la crisis presidencial de Venezuela iniciada en 2019, el gobierno de los Estados Unidos reconoció a Juan Guaidó como el presidente legítimo de Venezuela.

#### Guerra comercial entre China y Estados Unidos (2018-presente)
La guerra comercial entre China y los Estados Unidos es un conflicto comercial iniciado el 22 de marzo de 2018 por el presidente de los Estados Unidos, Donald Trump, que impuso aranceles de 50 000 millones de dólares a productos chinos bajo el artículo 301 de la Ley de Comercio de 1974, argumentando un historial de «prácticas desleales de comercio», robo de propiedad intelectual y una transferencia forzada de tecnología estadounidense a China. En represalia, el gobierno de la República Popular China impuso aranceles a más de 128 productos estadounidenses, incluyendo en particular la soja, una de las principales exportaciones de Estados Unidos a China. 
Desde 2018, Trump ha abogado por aranceles (no solo contra China) para reducir el déficit comercial de Estados Unidos y promover la manufactura local, diciendo que el país había estado «siendo estafado» por sus socios comerciales; la imposición de aranceles se convirtió en un importante aspecto de su campaña presidencial. Aunque algunos economistas y políticos argumentan que el persistente déficit comercial de Estados Unidos es problemático, muchos dicen que no es un problema y pocos abogan por los aranceles como una solución.

#### Taiwán
El 2 de diciembre de 2016, ya como presidente electo, aceptó una llamada telefónica de felicitación de la presidenta de la República de China (Taiwán), Tsai Ing-wen. Ese fue el primer contacto de este tipo con Taiwán por parte de un presidente electo o presidente de Estados Unidos desde 1979 y provocó que la República Popular China presentara una protesta diplomática. Trump sugirió que no se sentía obligado por la tradicional política estadounidense de «una sola China», pero estaba dispuesto a negociarlo.

#### Dinamarca y Groenlandia

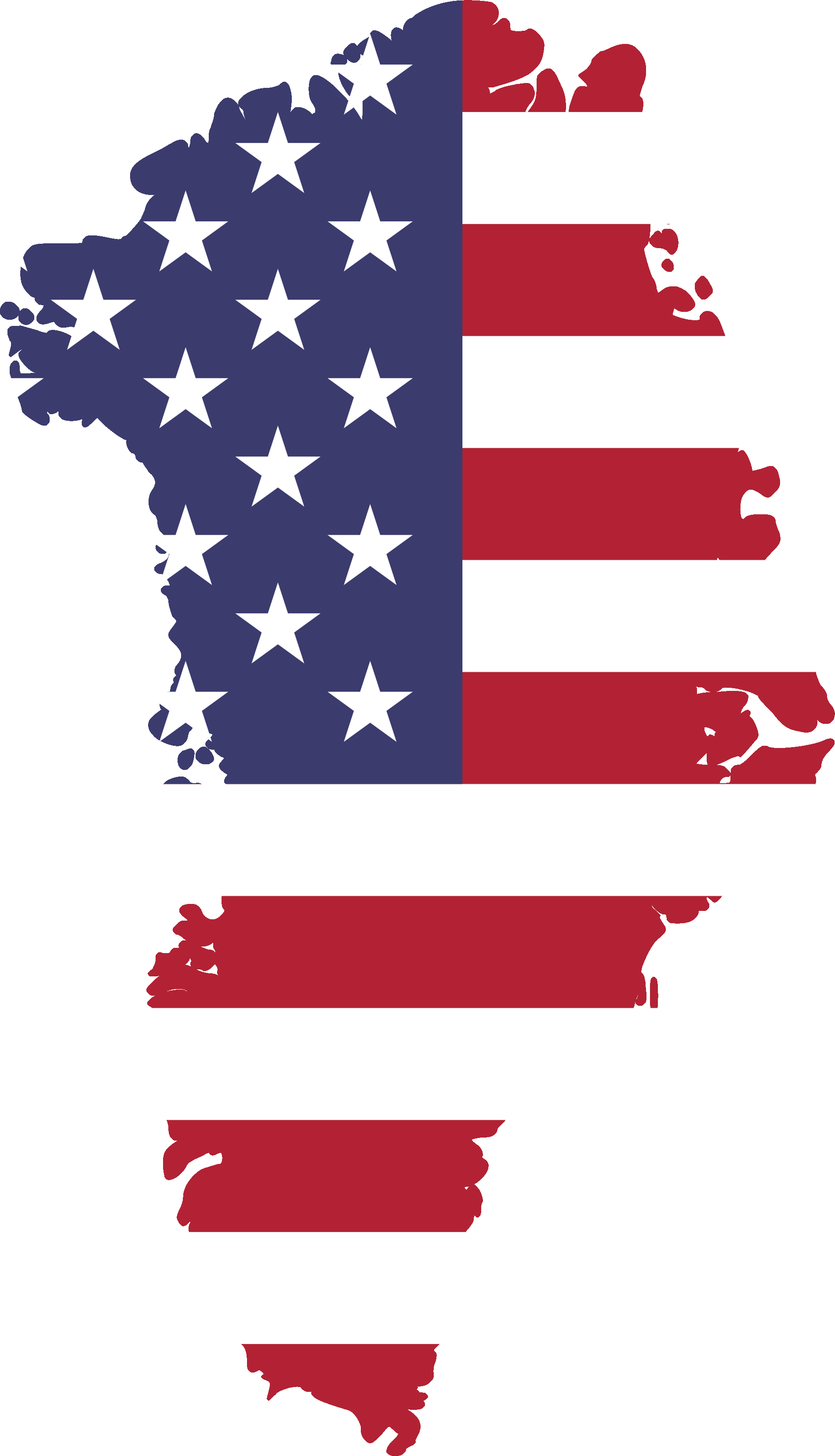
El presidente Donald Trump consideró seriamente la compra de Groenlandia de una manera similar a la compra de Alaska.

El presidente de Estados Unidos Donald Trump discutió la idea de comprar Groenlandia a Dinamarca con altos asesores y el senador Tom Cotton, que propuso la compra de la isla al embajador danés Lars Gert Lose en agosto de 2018. El geólogo australiano Greg Barnes habló de las tierras raras de la isla con 20 funcionarios de la administración en la Casa Blanca en julio de 2019. Los partidarios de una adquisición dentro y fuera de la administración Trump, incluyendo la Oficina de Océanos y Asuntos Ambientales y Científicos Internacionales, supuestamente discutieron la ampliación de la asociación estadounidense con la isla, incluyendo una posible compra. Un funcionario declaró que Estados Unidos puede subvencionar a Groenlandia por mucho más que Dinamarca; la subvención es menor que el presupuesto anual de El Paso, Texas. Cotton, que dijo haber sugerido la compra al presidente, la describió como «la decisión correcta para este país». Debido a que la isla es «vital para nuestra seguridad nacional» y su «potencial económico es incalculable», dijo Cotton. «Cualquiera que no pueda ver eso está cegado por el síndrome de enajenación de Trump».

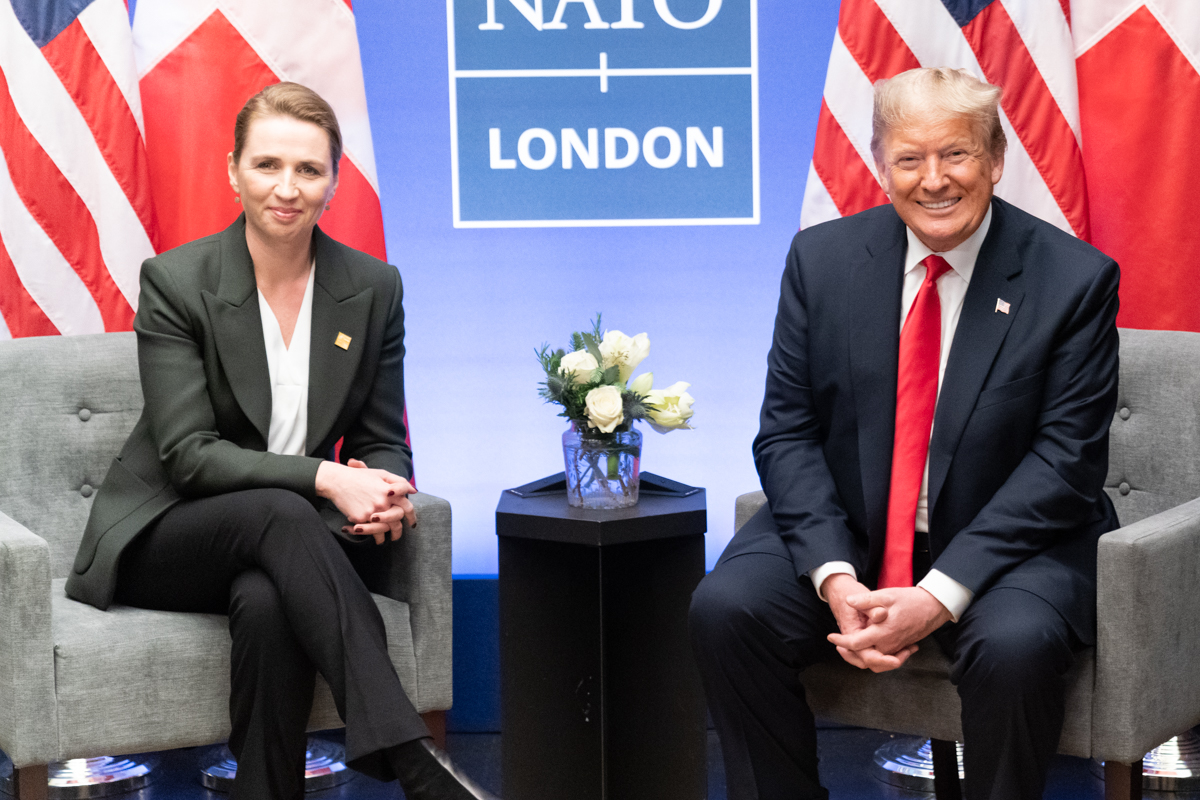
Trump con la primera ministra danesa, Mette Frederiksen.

Cuando el Wall Street Journal informó sobre las conversaciones de Trump en agosto de 2019, el primer ministro de Groenlandia Kim Kielsen, la ministra de Asuntos Exteriores de Groenlandia Ane Lone Bagger, los representantes groenlandeses en el Parlamento de Dinamarca, la primera ministra de Dinamarca Mette Frederiksen, el anterior primer ministro de Dinamarca y líder de facto de la coalición de la oposición Lars Løkke Rasmussen, y miembros de otros partidos, desde la Alianza Rojo-Verde de izquierda hasta el Partido Popular Danés de derecha, rechazaron la venta. Las declaraciones iban desde simples comentarios diplomáticos de que «Groenlandia no está en venta» hasta fuertes rechazos que calificaban la idea de una venta de Groenlandia y su población de «completamente ridícula». Algunos políticos sugirieron que la propuesta de Trump de comprar Groenlandia tenía que ser una broma. Frederiksen, que ya se encuentra en Groenlandia, dijo «Esta es una discusión absurda» ya que «Groenlandia no está en venta. Groenlandia no es danesa. Groenlandia es groenlandesa». La primera ministra enfatizó el deseo de Dinamarca de continuar con las estrechas relaciones Dinamarca-Estados Unidos, afirmando que estaba abierta a aumentar la presencia militar estadounidense.
El 20 de agosto de 2019, Trump canceló una visita de Estado prevista de Estados Unidos a Dinamarca por las declaraciones de Frederiksen rechazando la posibilidad de una venta. La cancelación se produjo poco después de que Carla Sands, la embajadora estadounidense, hubiera tuiteado que «¡Dinamarca está lista para la visita de POTUS @realDonaldTrump! Socio, aliado, amigo» y, al parecer, sorprendió al gobierno danés; según el The New York Times, Dinamarca estaba desconcertada por la noticia. El Gobierno danés comunicó rápidamente a Estados Unidos su apoyo a la política estadounidense, también en el Ártico; al día siguiente, Frederiksen invitó a una «cooperación más fuerte» con Estados Unidos en los asuntos del Ártico. Tras reiterar que Groenlandia no estaba en venta, Frederiksen repitió su declaración sobre la importancia de la alianza con Estados Unidos en inglés para asegurarse de que los funcionarios estadounidenses escucharan sus palabras. El intento danés de apaciguar al país más grande aparentemente funcionó; más tarde ese mismo día, el secretario de Estado de Estados Unidos Mike Pompeo telefoneó al ministro de Asuntos Exteriores danés Jeppe Kofod, elogiando la cooperación danesa-estadounidense en la región del Ártico, incluida Groenlandia, y la alianza entre ambos países. Ambos confirmaron también sus intenciones de reforzar la cooperación en la región. El analista danés Kristian Mouritzen dijo que Pompeo ayudó a Frederiksen a «suavizar las cosas con Trump», evitando lo que se estaba «convirtiendo en un problema muy grande para Dinamarca».

#### Reino Unido

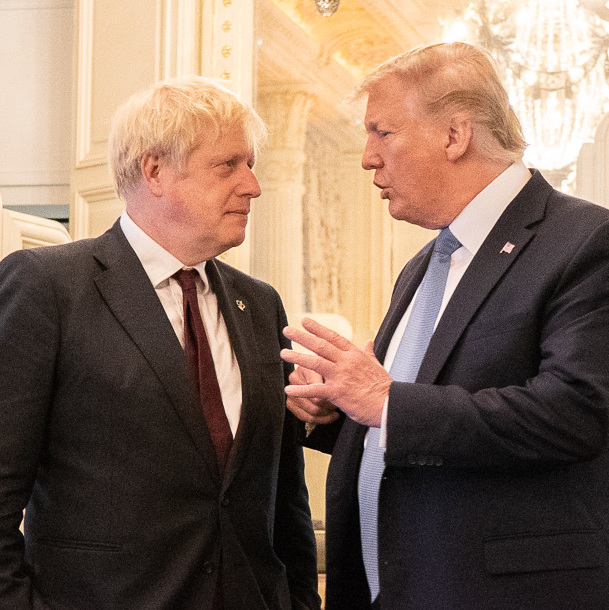
El presidente estadounidense Donald Trump junto al primer ministro británico Boris Johnson.

Donald Trump ha sido un aliado para la causa del Brexit (salida del Reino Unido de la Unión Europea) y de su mayor impulsor, Nigel Farage. Trump prometió al primer ministro Boris Johnson crear rápidamente un pacto de libre comercio con el Reino Unido una vez concretado el Brexit.

#### India

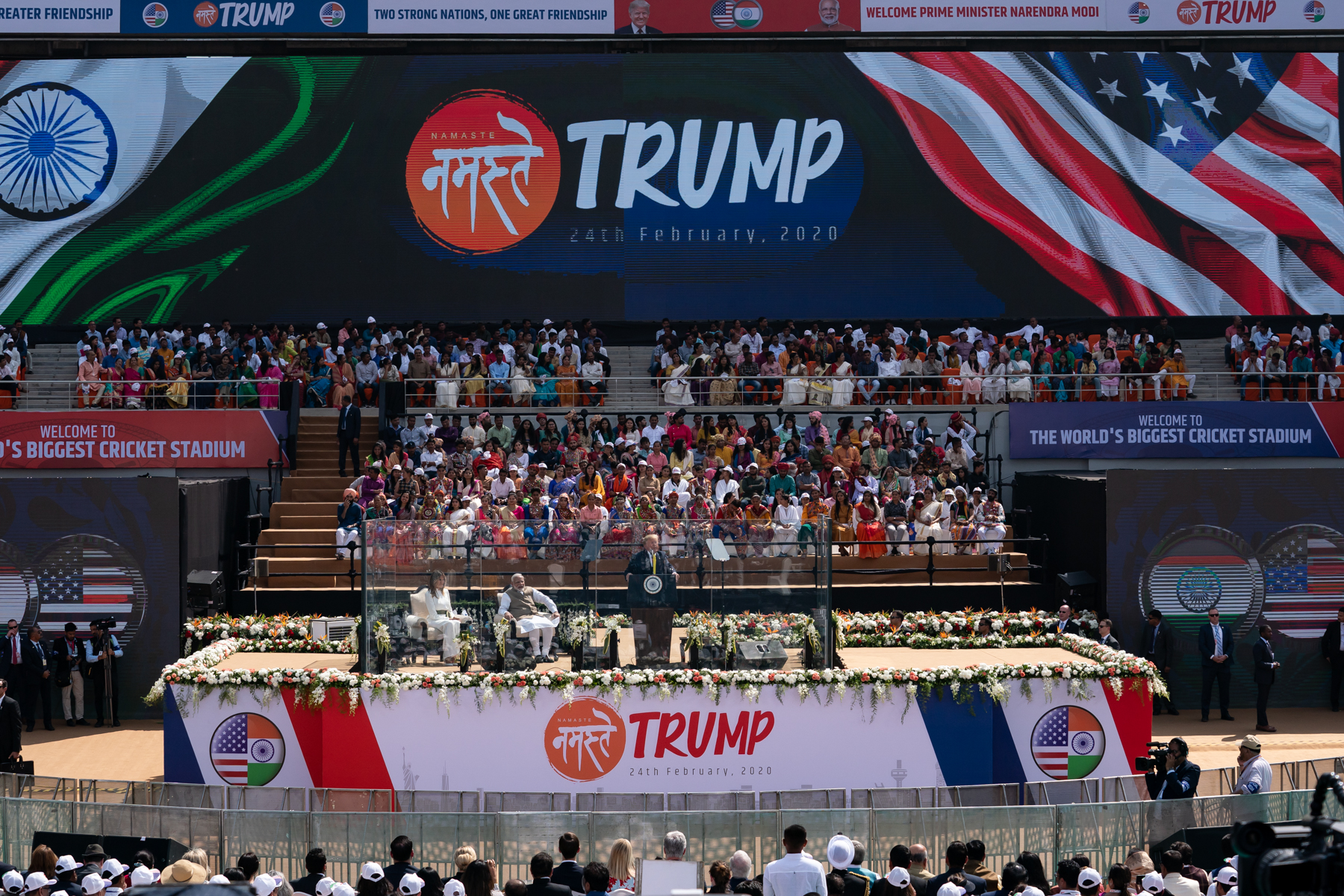
El presidente Trump en el acto «Námaste Trump» junto a Narendra Modi en febrero de 2020.

El 24 de febrero de 2020 el presidente Trump fue recibido en la India con un multitudinario acto llamado «Námaste Trump».
Ambos mandatarios acordaron que India comenzó a comprar helicópteros de ataque y otros equipos militares estadounidenses por valor de 3000 millones de dólares además de que un acuerdo con ExxonMobil hizo que India importe más gas natural licuado (GNL) de Estados Unidos. Se trató el tema de que India buscó diversificar su cartera de petróleo. En 2020 India importaba el 50 % de sus equipos de defensa de Rusia.
Durante la visita de 2020, Trump habló sobre sus dudas de la seguridad de la tecnología 5G proveída por Huawei, sin decirlo explícitamente diciendo: «Durante nuestra visita hablamos de la importancia de una red inalámbrica 5G segura y de la necesidad de que esta tecnología emergente sea una herramienta para la libertad, el progreso, la prosperidad, y no para hacer nada con lo que pueda ser incluso concebida como un conducto para la supresión y la censura». Esto en el contexto de que ambos países tuvieron preocupaciones sobre China. Trump llamó a la región como «Indo-Pacífica» en vez de «Asia-Pacífico», como preferiría China.
También mencionó «el cuadrilátero» y el proyecto Blue Dot. El proyecto, liderado y puesto en marcha por Washington, pretende reunir a los gobiernos y al sector privado de Estados Unidos, Australia y Japón. No estaría completo sin la cooperación de India. A su vez Trump quiso ser mediador en el conflicto de Cachemira argumentando buenas relaciones con el primer ministro pakistaní Imran Khan.

#### Japón

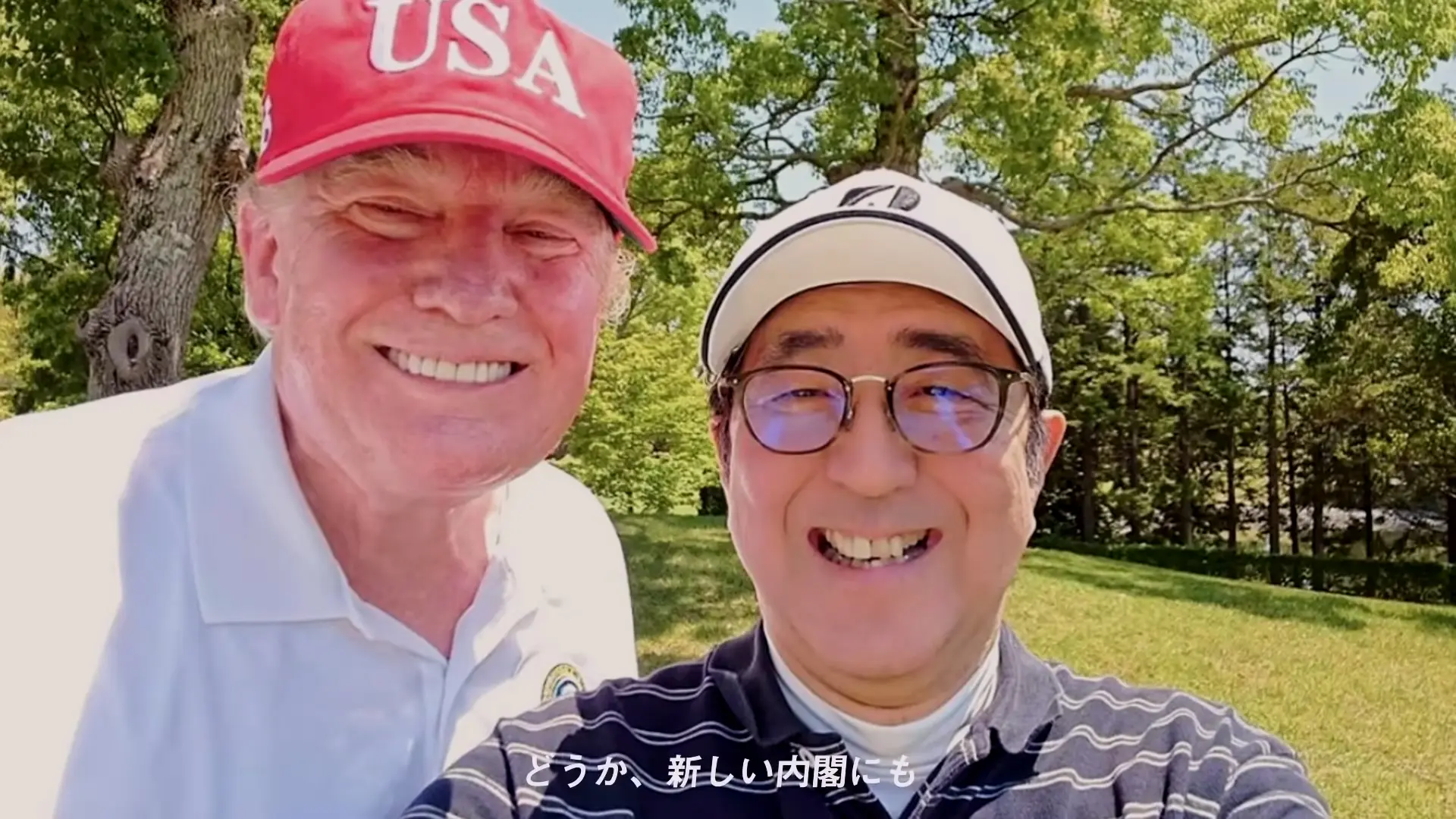
Donald Trump y Shinzō Abe tomándose una selfie en un campo de golf del primero.

Durante el gobierno de Donald Trump, Japón y Estados Unidos gozaron de una especial cercanía gracias a que el gobierno tuvo una ideología similar en su país y ambos líderes formaron una estrecha amistad. Dentro de las principales preocupaciones del país nipón estuvo las pruebas de armas nucleares por parte de Corea del Norte sobrevolando el archipiélago y alcanzando su mar territorial por lo que el primer ministro japonés pidió ser parte de la cumbre de Singapur.
El líder japonés promovió la candidatura de Trump para el premio Nobel de la Paz.

#### Chile

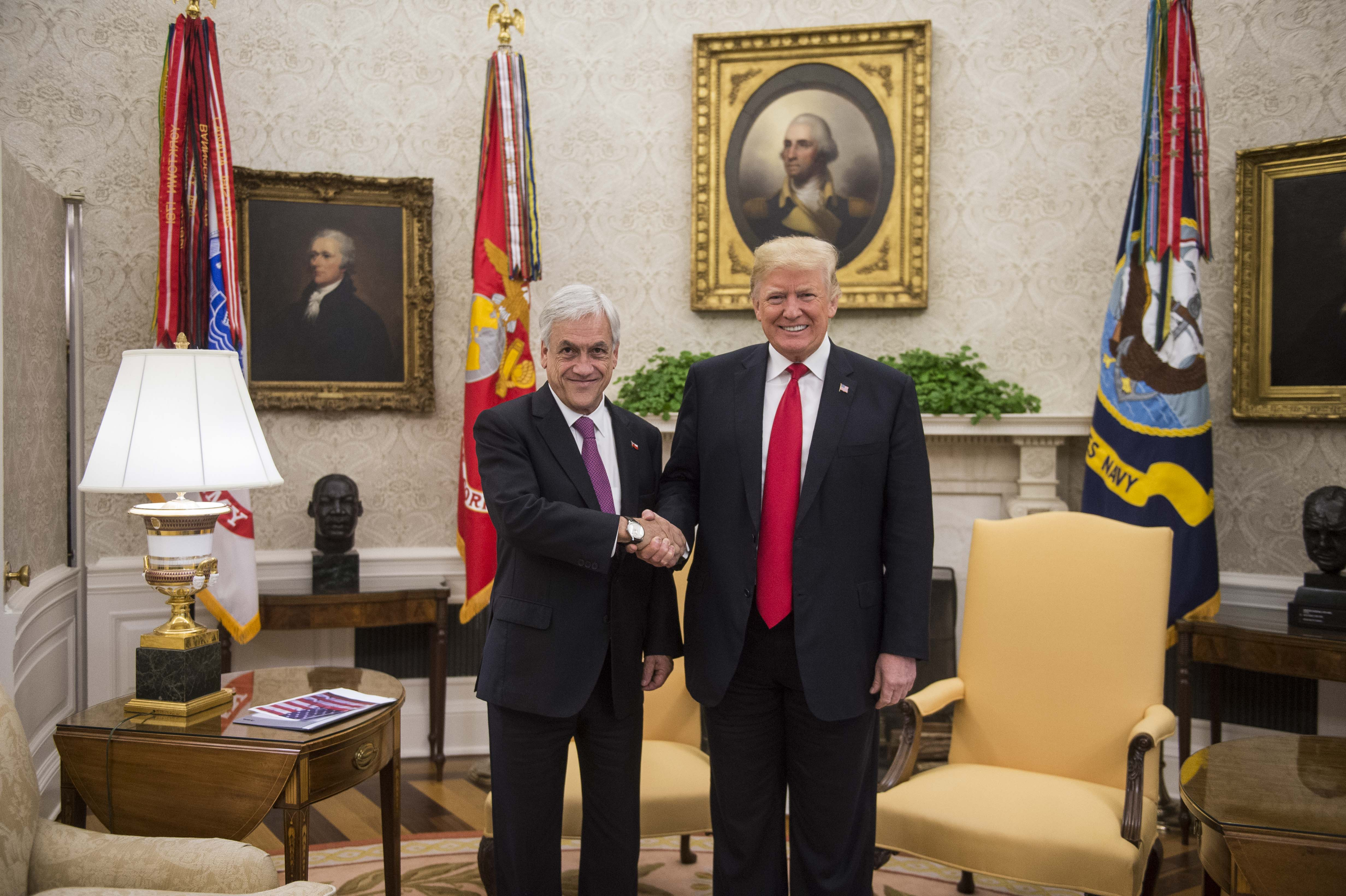
Trump y el presidente chileno Sebastián Piñera, septiembre de 2018.

Trump llamó a Piñera en enero de 2018, meses antes de su retorno al Palacio de La Moneda y hablaron del Tratado de Libre Comercio entre Chile y Estados Unidos, la reforma tributaria aprobada por el Senado estadounidense, las protestas en Irán, y especialmente sobre la situación de Venezuela.
Trump recibió al presidente Piñera a Washington D. C. en el 28 de septiembre de 2018, día en que se reunieron en la Casa Blanca. Chile iba a ser anfitrión de la cumbre APEC Chile 2019 en donde Trump planeaba firmar un acuerdo con la República Popular China para terminar la Guerra comercial entre China y Estados Unidos, sin embargo ocurrieron las protestas en Chile de 2019. El presidente Trump llamó a Piñera y denunció «esfuerzos extranjeros para sabotear las instituciones chilenas, la democracia y la sociedad» y llamó a Chile «un aliado importante, que trabaja para restaurar pacíficamente el orden nacional». Michael Kozak, jefe interino de la diplomacia estadounidense para América Latina, afirmó que habían «cuentas falsas que emanan de Rusia, que son personas que fingen ser chilenas, pero en realidad todo el mensaje que están haciendo es tratar de socavar todas las instituciones y la sociedad chilena».
Trump inisitió en ir a Chile antes de que se cancelara definitivamente el evento diciendo: «Sé que tienen algunas dificultades en este momento en Chile. Pero conozco a los chilenos y estoy seguro de que podrán resolverlo... Estamos considerando la posibilidad de adelantarnos al cronograma para firmar una parte muy importante del acuerdo con China... mucho antes».
En 2020 Piñera y Trump hablaron sobre el COVID-19.

#### Brasil

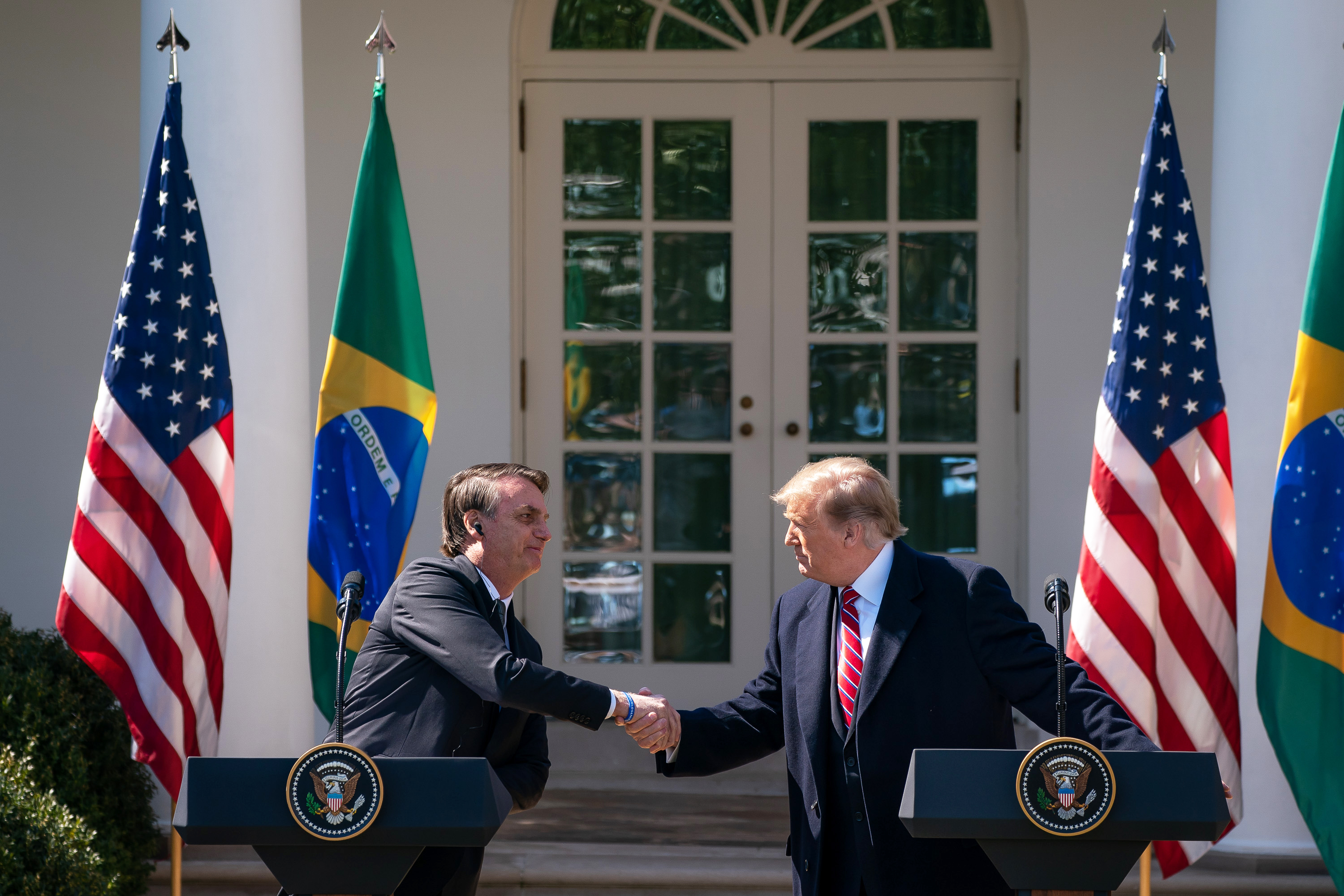
El presidente de Brasil, Jair Bolsonaro, junto al presidente de los Estados Unidos, Donald Trump, en la Casa Blanca, marzo de 2019.

Desde la asunción de Jair Bolsonaro en 2019, las relaciones entre ambos gobiernos fueron de mucha cercanía gracias a la similitud ideológica entre ambos gobiernos. En la primera visita oficial del presidente brasileño a Estados Unidos, en marzo de 2019, Trump anunció a Brasil como principal aliado no perteneciente a la OTAN. En mayo del mismo año, el gobierno de Estados Unidos, a través de Kimberly Breier, secretaria de Estado adjunta para Asuntos del Hemisferio Occidental, anunció el apoyo formal al ingreso de Brasil en la OCDE.

#### Argentina

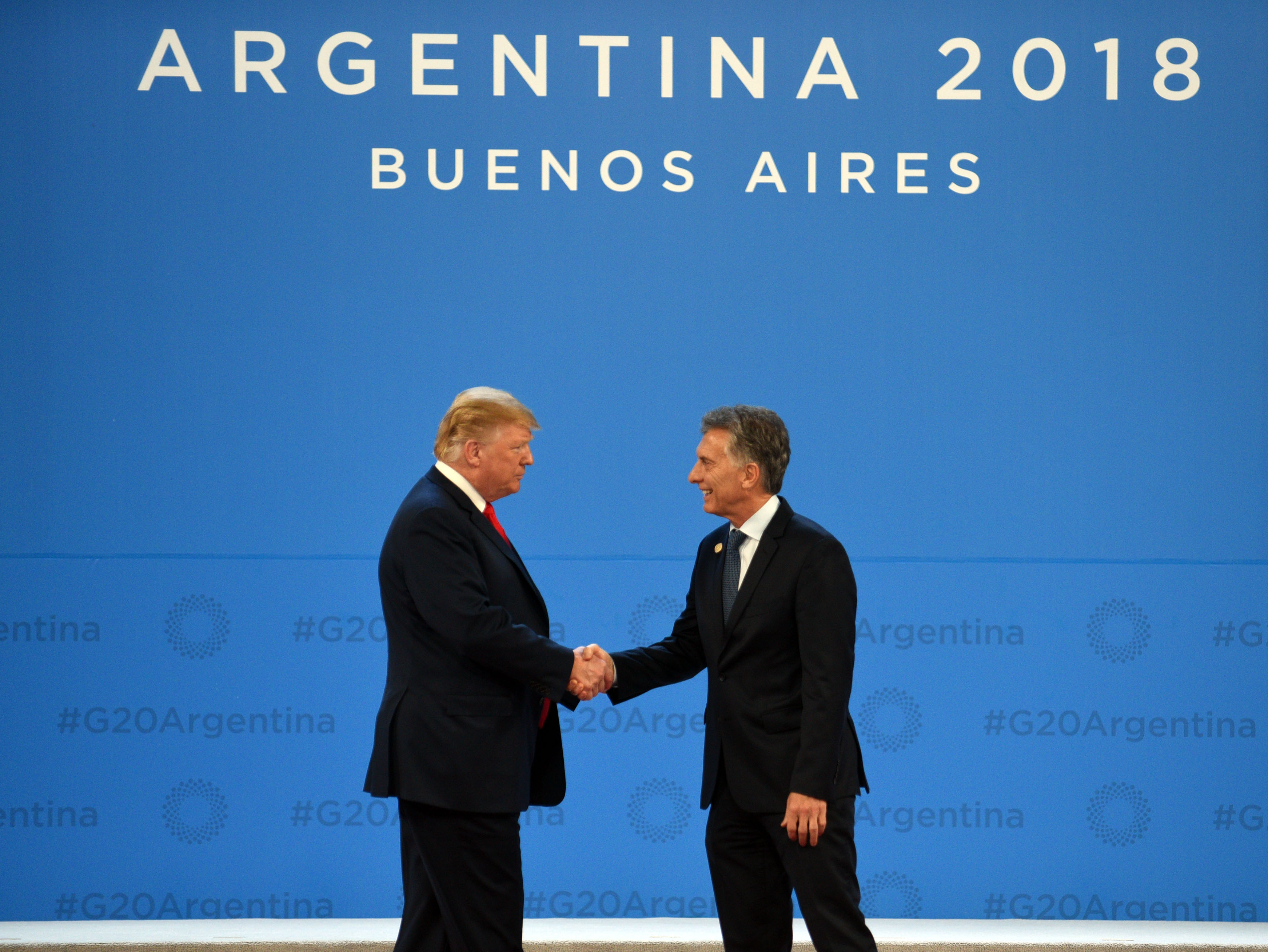
El presidente Trump en la cumbre del G-20 de Buenos Aires, Argentina en 2018.

El presidente Trump recibió al presidente Mauricio Macri en Washington D. C. en abril de 2017. Se reunieron en la Casa Blanca el 27 de abril para hablar de comercio Cuando el submarino ARA San Juan desapareció el 15 de noviembre de 2017 durante una patrulla rutinaria en el Atlántico Sur frente a la costa de Argentina, Trump ofreció la ayuda de Estados Unidos para encontrar el submarino. Antes de ser mandatarios ambos presidentes hacían negocios juntos y se conocían, por lo que hubo una especial cercanía.

#### Espacio exterior

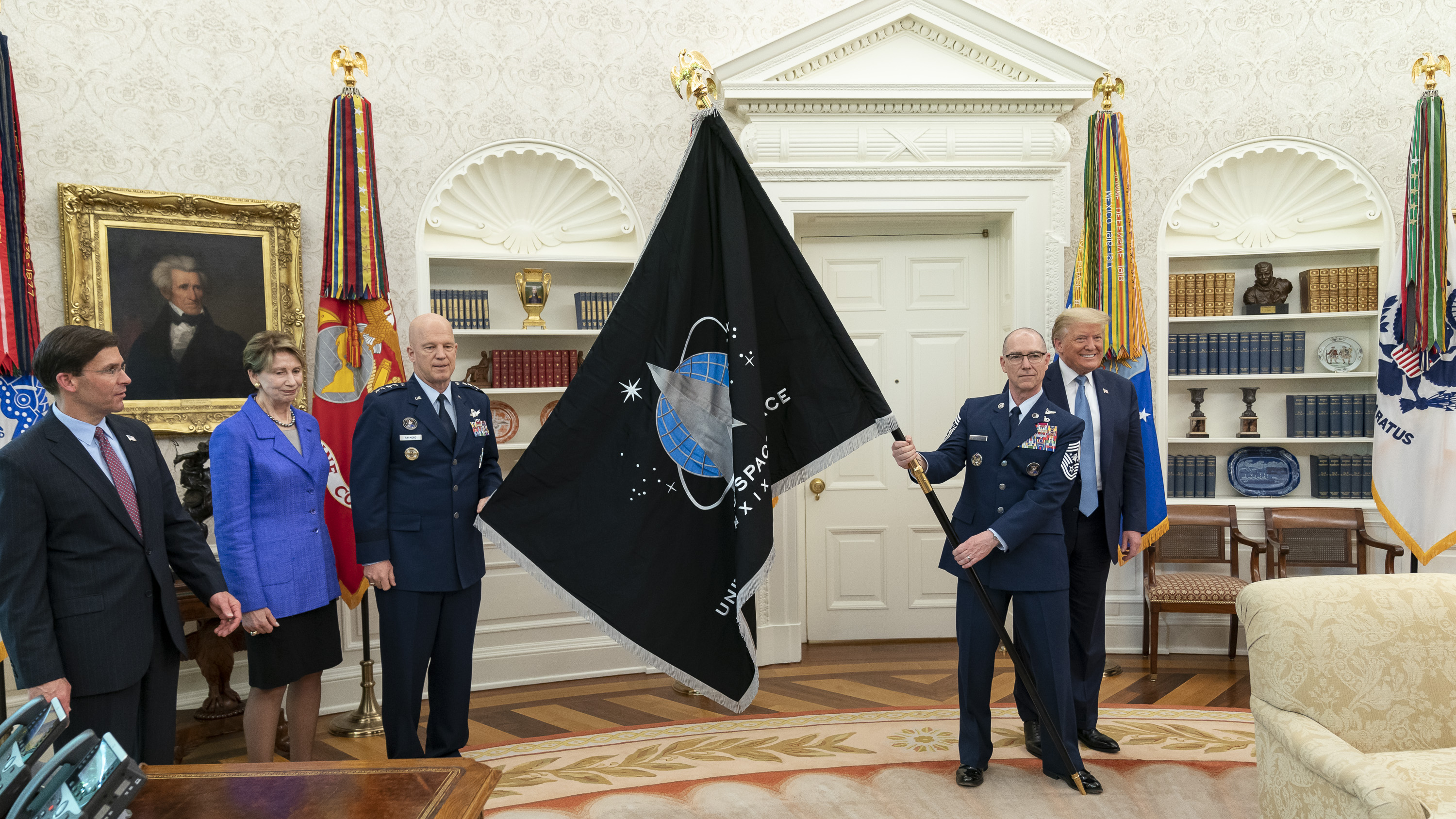
Presentación de la bandera de la Fuerza Espacial en mayo de 2020.

En 2018, Trump rescató la idea de la creación de una nueva rama militar, conocida como la Fuerza Espacial de los Estados Unidos, separada e independiente de otras ramas militares que hasta entonces se ocupaban en materia de defensa en el espacio exterior. Posteriormente, el vicepresidente Mike Pence anunció oficialmente su implementación para 2020 lo cual se llevó a cabo. La sede provisoria de la Fuerza Espacial está localizada en el estado de Colorado y el presidente Trump dejó estipulado que se movería a Alabama.

### Gabinete y personal

#### Personal de la Casa Blanca
La administración de Trump se ha caracterizado por una alta rotación, particularmente entre el personal de la Casa Blanca. Al final del primer año de Trump en el cargo, el 34 % de su personal original había renunciado, había sido despedido o había sido reasignado. A principios de marzo de 2018, el 43 % de los altos cargos de la Casa Blanca habían cambiado. Ambas cifras establecen un récord para los presidentes recientes: más cambios en los primeros 13 meses que sus cuatro predecesores inmediatos en sus primeros dos años. Salidas tempranas notables incluyeron al Asesor de Seguridad Nacional Mike Flynn (después de solo 25 días en el cargo), el jefe de Gabinete Reince Priebus, reemplazado por el general de marina retirado John F. Kelly el 28 de julio de 2017, y el secretario de Prensa Sean Spicer. Asesores personales cercanos a Trump, como Steve Bannon, Hope Hicks, John McEntee y Keith Schiller, han renunciado o han sido expulsados.

#### Gabinete

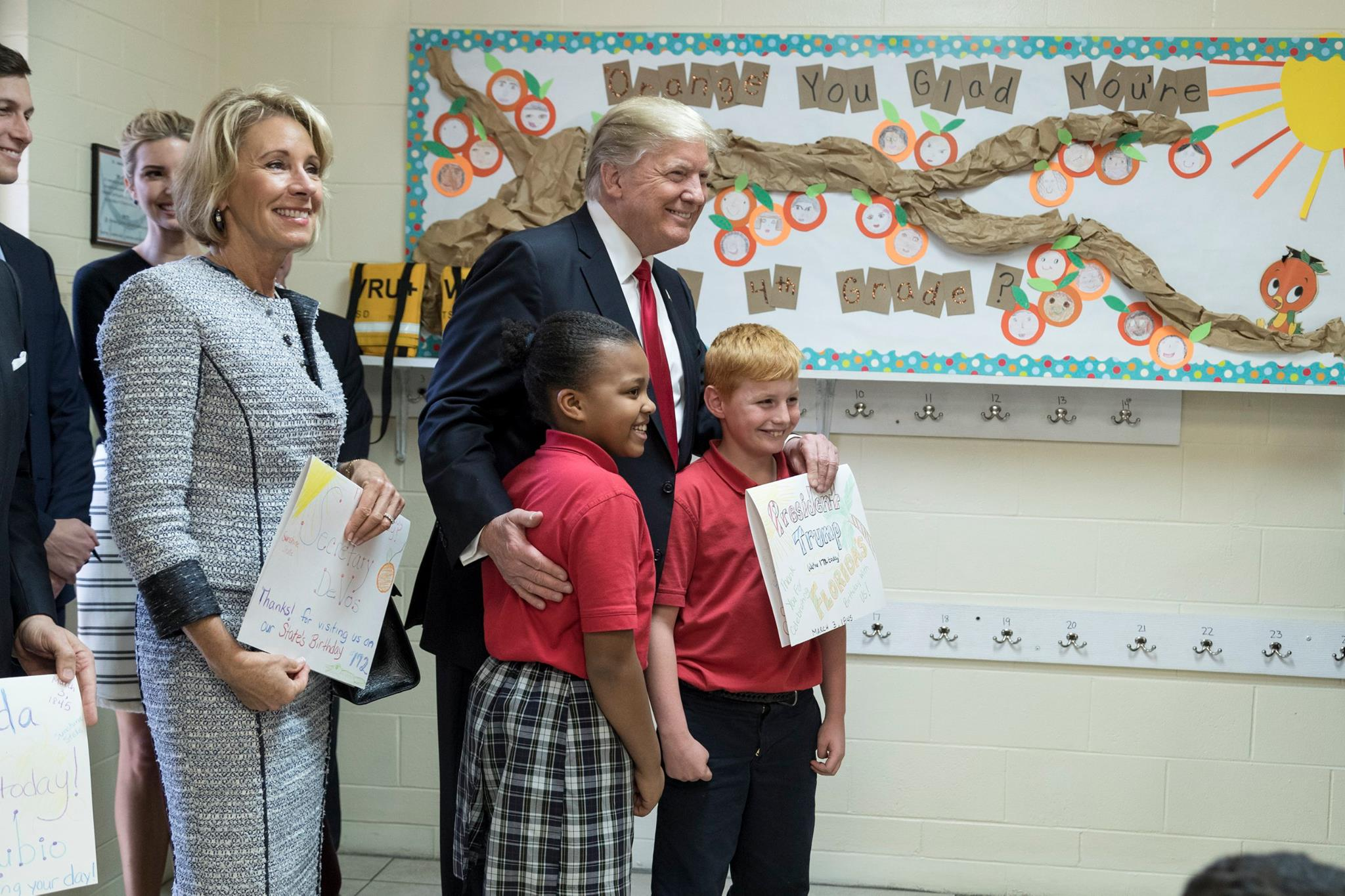
Trump y la secretaria de Educación Betsy DeVos.

Las nominaciones al gabinete de Trump incluyeron al senador de Alabama Jeff Sessions como fiscal general, al banquero Steve Mnuchin como secretario del Tesoro, al general retirado James Mattis como secretario de Defensa, y al director general de ExxonMobil, Rex Tillerson, como secretario de Estado. Trump también trajo a políticos que se habían opuesto a él durante la campaña presidencial, como el neurocirujano Ben Carson como secretario de Vivienda y Desarrollo Urbano, y la gobernadora de Carolina del Sur Nikki Haley como embajadora ante las Naciones Unidas.
Mientras la mayoría de los nominados de Trump fueron aprobados por la mayoría republicana en el Senado, la confirmación de Betsy DeVos como secretaria de Educación requirió que el vicepresidente Pence emitiera un raro voto de desempate, el primero en la confirmación del Senado de un candidato del gabinete.
La mayoría de los miembros del gabinete no pudieron asumir el cargo el día de la inauguración debido a demoras en el proceso formal de confirmación. Parte de la tardanza se atribuyó a las demoras en la presentación de documentos de verificación de antecedentes, y en parte a la resistencia por parte de los demócratas del Senado. El último miembro del Gabinete, Robert Lighthizer, asumió el cargo de representante de Comercio de los Estados Unidos el 11 de mayo de 2017, más de cuatro meses después de su nombramiento.
Dos de los 15 miembros originales del gabinete de Trump se fueron en los transcurso de 15 meses: el secretario de Salud y Servicios Humanos, Tom Price, se vio obligado a renunciar en septiembre de 2017 debido al uso excesivo de aviones privados y aviones militares, y Trump reemplazó al secretario de Estado Rex Tillerson con Mike Pompeo en marzo de 2018 por desacuerdos sobre política exterior.

#### Oficiales de segundo nivel
Trump tardó en designar funcionarios de segundo nivel en la rama ejecutiva, diciendo que muchos de los puestos eran innecesarios. A partir de octubre de 2017, había cientos de puestos sub-gabinete vacantes. Al final de su primer año en el cargo, «de los aproximadamente 600 puestos clave de la rama ejecutiva, solo se han cubierto 241, 135 candidatos nominados esperan confirmación, mientras que 244 puestos no tienen ningún candidato».

### Investigaciones durante su mandato presidencial

#### Interferencia rusa en las elecciones de 2016
En enero de 2017, las agencias de inteligencia estadounidenses -la CIA, el FBI y la NSA, representadas por el director de Inteligencia Nacional- declararon conjuntamente con «alta confianza» que el gobierno ruso interfirió en las elecciones presidenciales de 2016 para favorecer la elección de Trump. En marzo de 2017, el director del FBI James Comey dijo al Congreso que «el FBI, como parte de nuestra misión de contrainteligencia, está investigando los esfuerzos del gobierno ruso para interferir en las elecciones presidenciales de 2016. Eso incluye investigar la naturaleza de cualquier vínculo entre individuos asociados con la campaña de Trump y el gobierno ruso, y si hubo alguna coordinación entre la campaña y los esfuerzos de Rusia «. Más tarde, en testimonio ante el Comité de Inteligencia del Senado el 8 de junio, afirmó que no tiene dudas de que Rusia interfirió en las elecciones de 2016, agregando «lo hicieron con propósito y sofisticación».
Uno de los gerentes de campaña de Trump, Paul Manafort, había trabajado durante varios años para ayudar al político prorruso Víktor Yanukóvich a ganar la presidencia ucraniana. Otros asociados de Trump, incluidos el exasesor de seguridad nacional Michael T. Flynn y el asesor político Roger Stone, se han contactado con funcionarios rusos. Se escuchó a los agentes rusos durante la campaña diciendo que podrían usar Manafort y Flynn para influir en Trump. Los miembros de la campaña de Trump y más tarde su personal de la Casa Blanca, particularmente Flynn, estuvieron en contacto con funcionarios rusos antes y después de las elecciones de noviembre. El 29 de diciembre de 2016, Flynn habló con el embajador ruso Serguéi Kisliak sobre las sanciones que se habían impuesto el mismo día; Trump luego despidió a Flynn por afirmar falsamente que no había discutido las sanciones.

#### Despido de James Comey
El 9 de mayo de 2017, Trump despidió al director del FBI, James Comey. Le atribuyó la acción a las recomendaciones del fiscal general (Jeff Sessions) y del vicefiscal general (Rod Rosenstein), que criticaron la conducta de Comey en la investigación sobre los correos electrónicos de Hillary Clinton. El 11 de mayo, Trump declaró que le preocupaba la «cuestión de Rusia» vigente y que tenía la intención de despedir a Comey antes.
Según un memorando de Comey de una conversación privada el 14 de febrero de 2017, Trump dijo que «esperaba» que Comey retirara la investigación de Michael Flynn. En marzo y abril, Trump le había dicho a Comey que las constantes sospechas formaban una «nube» que perjudicaba su presidencia y le pidió que declarara públicamente que no había sido personalmente investigado. También pidió a los jefes de inteligencia Dan Coats y Michael Rogers que emitieran declaraciones que indiquen que no había evidencia de que su campaña confabulara con Rusia durante las elecciones de 2016. Ambos se negaron, considerando que esta era una solicitud inapropiada, aunque no ilegal. Comey finalmente testificó el 8 de junio que mientras él era director, las investigaciones del FBI no apuntaron al propio Trump. En una declaración en Twitter, Trump dio a entender que tenía «cintas» de conversaciones con Comey, antes de declarar que en realidad no tenía tales cintas.

#### Investigación del fiscal especial de los Estados Unidos de 2017
El 17 de mayo de 2017, el fiscal general adjunto, Rod Rosenstein nombró a Robert Mueller, exdirector del FBI, como asesor especial del Departamento de Justicia de los Estados Unidos (DOJ). En esta capacidad, Mueller supervisa la investigación sobre «cualquier vínculo y / o coordinación entre el gobierno ruso y personas asociadas con la campaña del presidente Donald Trump, y cualquier asunto que haya surgido o pueda surgir directamente de la investigación». Trump ha negado repetidamente cualquier colusión entre la campaña de Trump y el gobierno ruso. Mueller también está investigando los posibles vínculos de la campaña de Trump con Arabia Saudita, los Emiratos Árabes Unidos, Turquía, Catar, Israel y China.
El Washington Post informó que días después del despido de Comey, el abogado especial comenzó a investigar si Trump había obstruido la justicia. El abogado de Trump, Jay Sekulow, declaró que no se le había notificado ninguna investigación de ese tipo. Más tarde, ABC News informó que el abogado especial estaba recabando información preliminar sobre una posible obstrucción a la justicia, pero que no había iniciado una investigación a gran escala.
En enero de 2018, The New York Times informó que Trump había ordenado el despido de Mueller en junio, después de enterarse de que Mueller estaba investigando una posible obstrucción a la justicia, pero se echó atrás después de que el abogado de la Casa Blanca, Don McGahn, dijera que renunciaría; Trump se refirió al informe solo como «noticias falsas». The New York Times informó en abril de 2018 que Trump había querido de nuevo que se cerrara la investigación a principios de diciembre de 2017, pero se detuvo después de enterarse de que las noticias en las que basaba su decisión eran incorrectas. En abril de 2018, después de una redada del FBI en la oficina y el hogar del abogado privado de Trump, Michael Cohen, Trump reflexionó en voz alta acerca de despedir a Mueller.
En enero de 2018, The Washington Post informó que Mueller quiere entrevistar a Trump sobre la destitución de Michael Flynn y James Comey. Trump ha expresado su voluntad de hacer la entrevista; de acuerdo con The New York Times, algunos de sus abogados han advertido en contra de hacerlo. Mueller puede citar a Trump para testificar si Trump se niega. A partir de marzo de 2018, se informa que Trump es un «sujeto» de la investigación, lo que significa que su conducta está siendo considerada, pero no como un «objetivo» que indique la probabilidad de cargos criminales.

### Esfuerzos demócratas de juicio político
En julio de 2017, el congresista Brad Sherman (D-CA) presentó un artículo de acusación formal. En noviembre de 2017, otros seis representantes demócratas presentaron cinco artículos de acusación por «obstrucción a la justicia», «violación de la cláusula de emolumentos extranjeros», «violación de la cláusula de emolumentos domésticos», «menoscabar la independencia de la judicatura federal» y «socavando la libertad de prensa».
En diciembre de 2017, se sometió a votación una resolución de acusación. Presentado por el congresista Al Green (D-TX), constaba de dos artículos de acusación titulados «Asociar la Presidencia con el nacionalismo blanco, el neonazismo y el odio» e «Incitar al odio y a la hostilidad». Fue derrotado 364 a 58.

### Primer Impeachment (2019-2020)

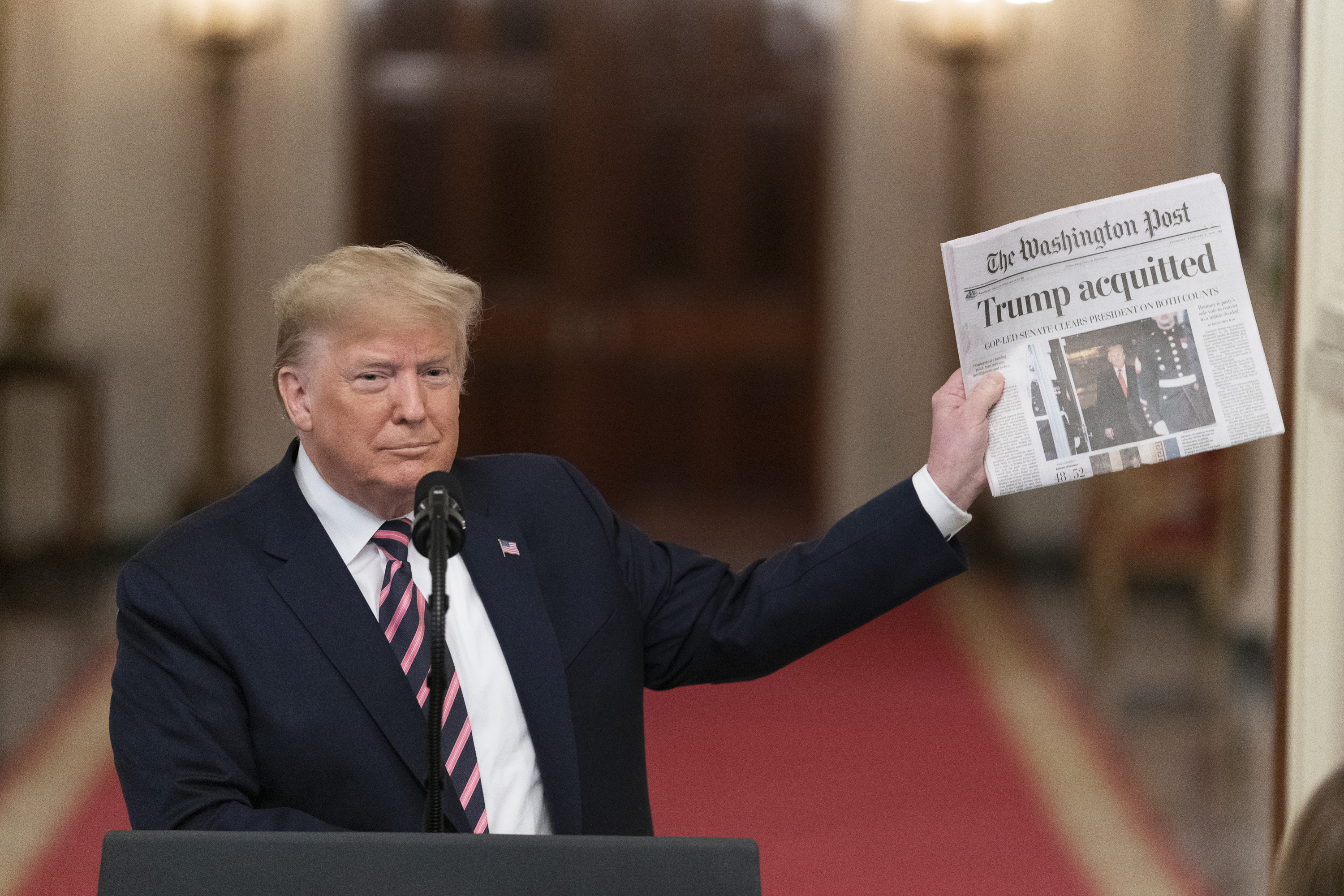
Trump mostrando la portada del Washington Post que muestra su absolución por el Senado.

### Campaña presidencial de 2020
Rompiendo con el precedente, Trump presentó su candidatura para un segundo mandato ante la FEC a las pocas horas de asumir la presidencia. Trump celebró su primer mitin de reelección menos de un mes después de tomar posesión. En sus dos primeros años en el cargo, el comité de reelección de Trump informó de que había recaudado 67.5 millones, lo que le permitió comenzar 2019 con 19.3 millones de dólares en efectivo. Desde principios de 2019 hasta julio de 2020, la campaña de Trump y el Partido Republicano recaudaron 1100 millones de dólares, pero gastaron 800 millones de esa cantidad, perdiendo su ventaja en efectivo frente al candidato demócrata, el exvicepresidente Joe Biden. La escasez de dinero en efectivo obligó a la campaña a reducir el gasto en publicidad.

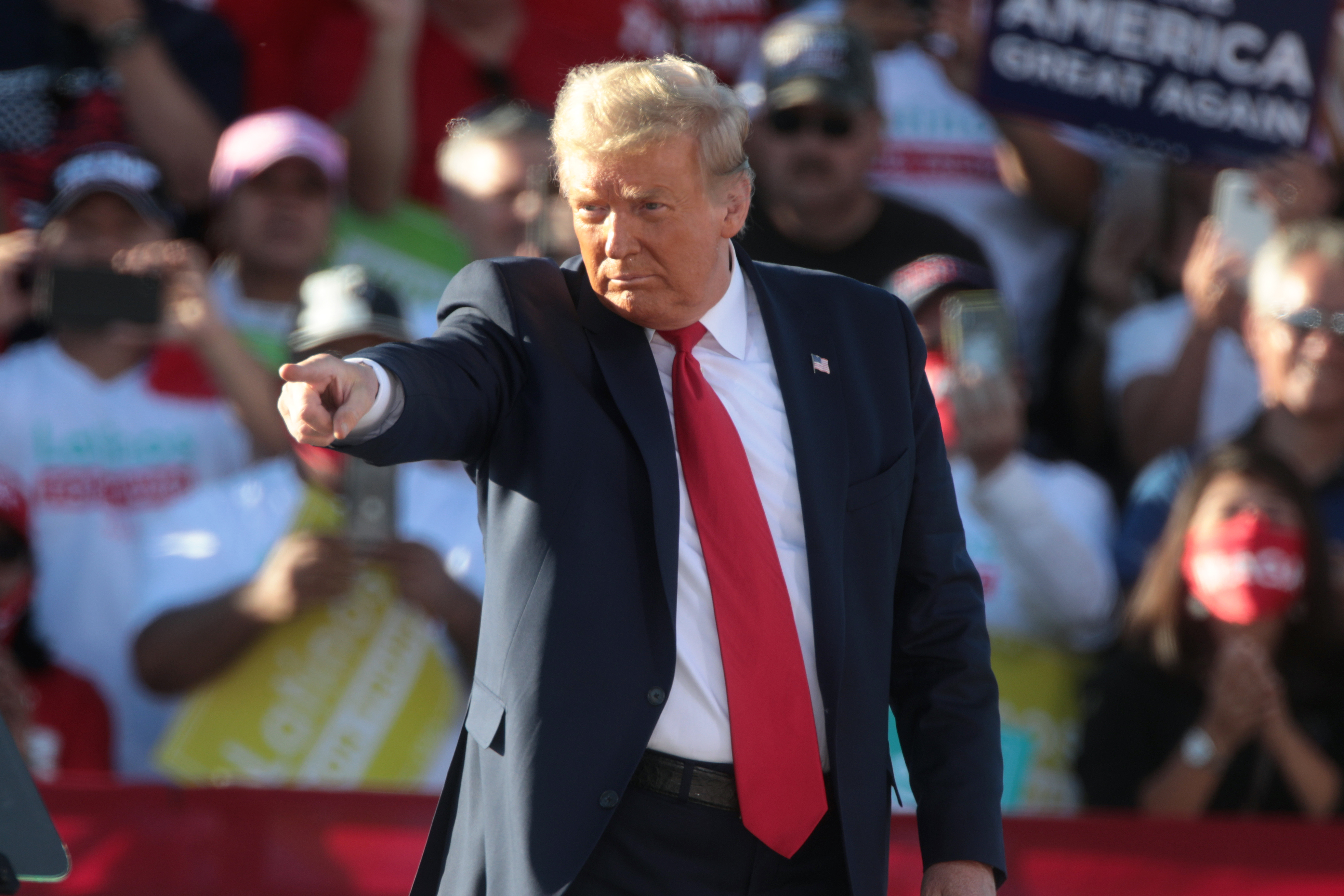
Trump en un acto de campaña de 2020 en Arizona.

A partir de la primavera de 2020, Trump comenzó a sembrar dudas sobre las elecciones, afirmando repetidamente que los comicios estarían «amañados» y que el esperado uso generalizado del voto por correo produciría un «fraude electoral masivo» El 30 de julio, Trump planteó la idea de retrasar las elecciones. Cuando en agosto la Cámara de Representantes de mayoría demócrata votó a favor de una subvención de 25 000 millones de dólares al Servicio Postal de Estados Unidos para el esperado aumento del voto por correo, Trump bloqueó la financiación, diciendo que quería evitar cualquier aumento del voto por correo. Trump se convirtió en el nominado republicano el 24 de agosto de 2020. Se negó repetidamente a decir si aceptaría los resultados de las elecciones y se comprometería a una transición pacífica del poder si perdía. Los anuncios de la campaña de Trump se centraron en la delincuencia, afirmando que las ciudades caerían en la anarquía si su oponente, Biden, ganaba la presidencia.
La canción Y.M.C.A. fue usada en reiteradas ocasiones en los mítines de campaña.

#### Acusaciones de fraude electoral y últimos meses de la presidencia

Resultados del Colegio Electoral de 2020, Trump perdió 232-306, el presidente en ejercicio cuestionó los resultados en los estados con margen estrecho y en específico a los «estados péndulo».

Durante el conteo de las elecciones del 3 de noviembre de 2020, Trump logra ganar Florida tempranamente, y logra una estrecha ventaja sobre Biden en los estados péndulo de Míchigan, Wisconsin y Pensilvania (ganados en 2016). A diferencia de la elección anterior, el voto por correo fue masificado debido a la pandemia COVID-19, por lo que en conteo no finalizó esa misma noche. Durante un debate de la campaña, Trump llamó a sus seguidores a votar en persona y se mostró en contra del voto por correo.
A las 2 de la mañana en la noche de las elecciones, con los resultados aún poco claros, y con una momentánea ventaja, Trump se declaró en victoria. La cadena de televisión conservadora, Fox News, declaró más tempranamente que otras cadenas a Arizona como estado pro-Biden, lo que irritó a Trump y generó una ruptura entre el presidente y el canal (lo que produjo que otros canales ocuparan el sitial de canales trumpistas como Newsmax, OAN y NTD).

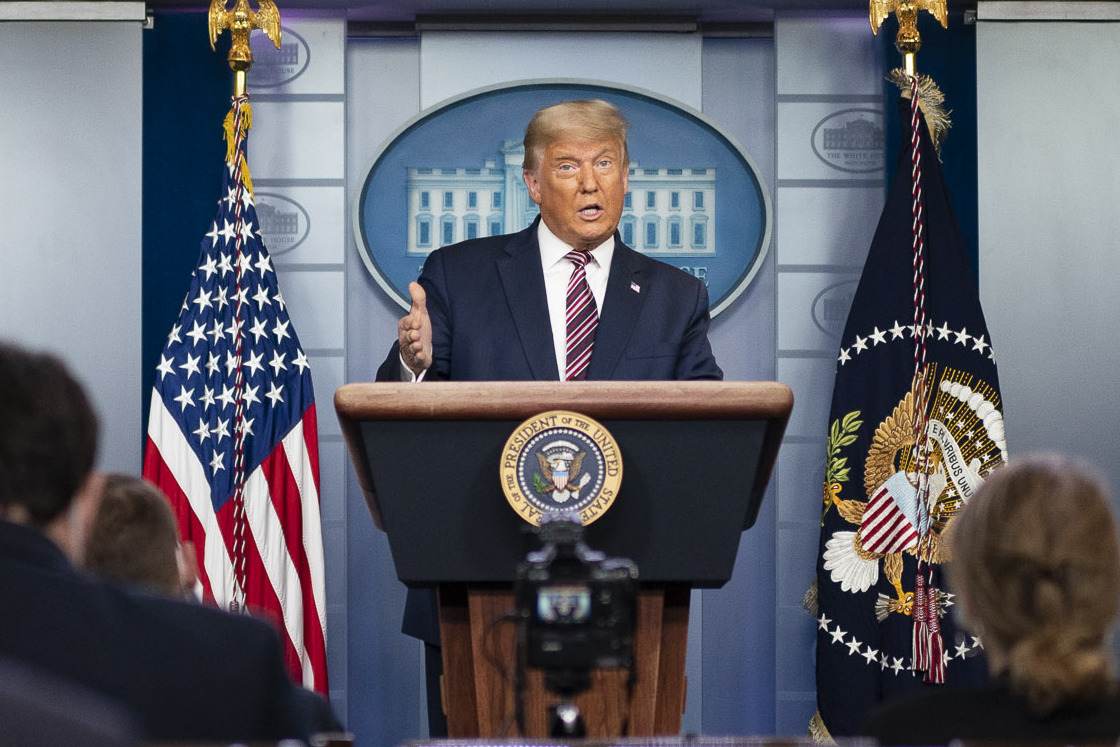
Trump el 5 de noviembre durante una conferencia de prensa alegando fraude electoral.

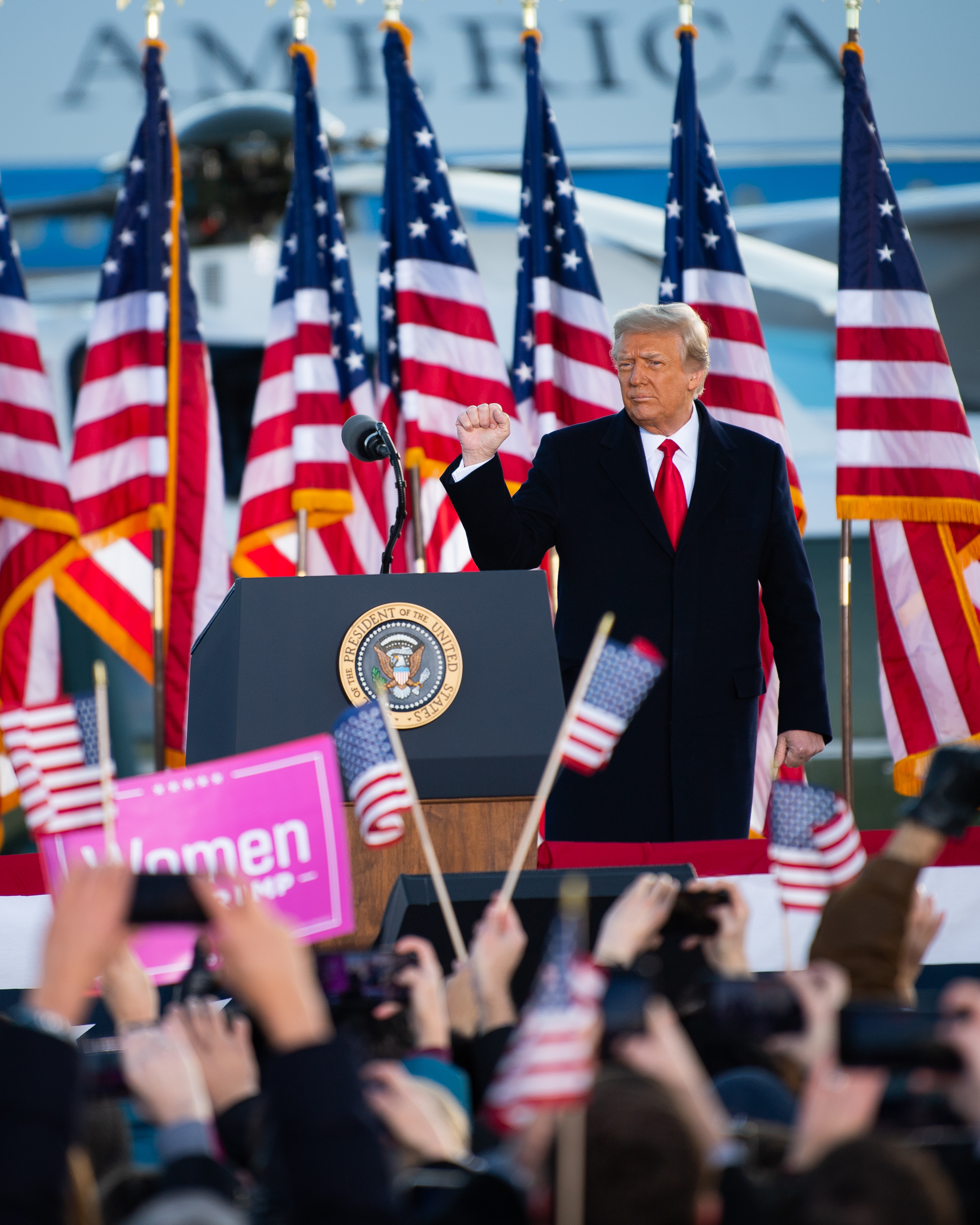
Ceremonia de despedida del presidente Trump el 20 de enero de 2021 en la base de la Fuerza Aérea Andrews.

Días después mientras el conteo de votos por correo proseguía, los estados de Míchigan, Wisconsin, Pensilvania y Georgia pasaron a favorecer a Biden, Nevada demoró en presentar los resultados, los cuales también fueron favorables al demócrata. Trump dijo que «esta elección está lejos de haber terminado» y alegó «fraude electoral». Durante el 7 de noviembre la prensa declaró a Biden como ganador.
Trump y sus aliados presentaron numerosas impugnaciones legales a los resultados, que fueron rechazadas por 86 jueces tanto en los tribunales estatales como en los federales, incluso por jueces federales nombrados por el propio Trump. El exalcalde de Nueva York, Rudy Giuliani junto con Sidney Powell encabezaron los esfuerzos legales en favor del presidente, durante la misma noche de la elección Guiliani le recomendó a Trump declarar victoria a diferencia de otros asesores que sugirieron que dijera que el resultado era aún incierto. Después de que el director de la Agencia de Ciberseguridad y Seguridad de las Infraestructuras (CISA), Chris Krebs, contradijera las acusaciones de fraude de Trump, éste lo despidió el 17 de noviembre. El 2 de diciembre Trump realizó una cadena nacional sobre sus acusaciones de fraude electoral la cual no fue transmitida por muchos canales. El 11 de diciembre, la Corte Suprema de Estados Unidos, con mayoría conservadora, se negó a escuchar el caso del fiscal general de Texas que pedía al tribunal que anulara los resultados electorales en cuatro estados que hacían la diferencia en el resultado (Wisconsin, Pensilvania, Míchigan y Arizona).

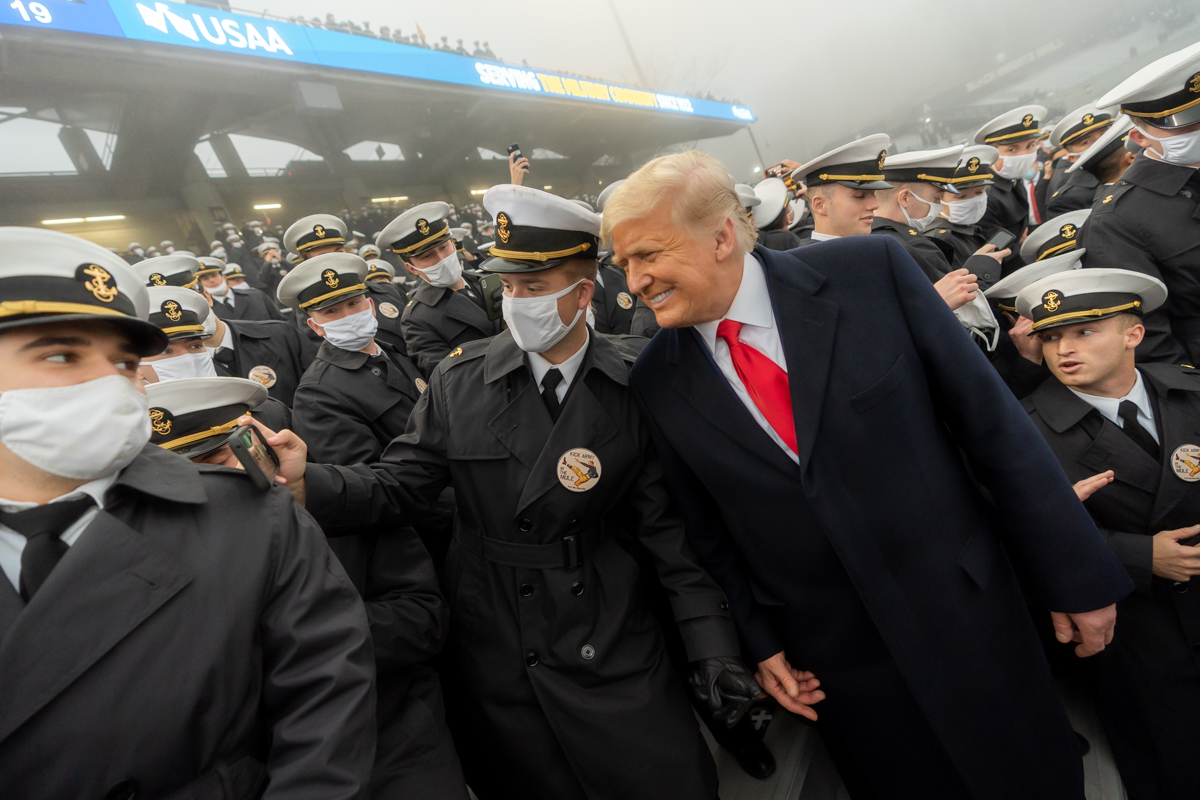
Trump en diciembre de 2020 en el partido de fútbol americano del ejército contra la marina.

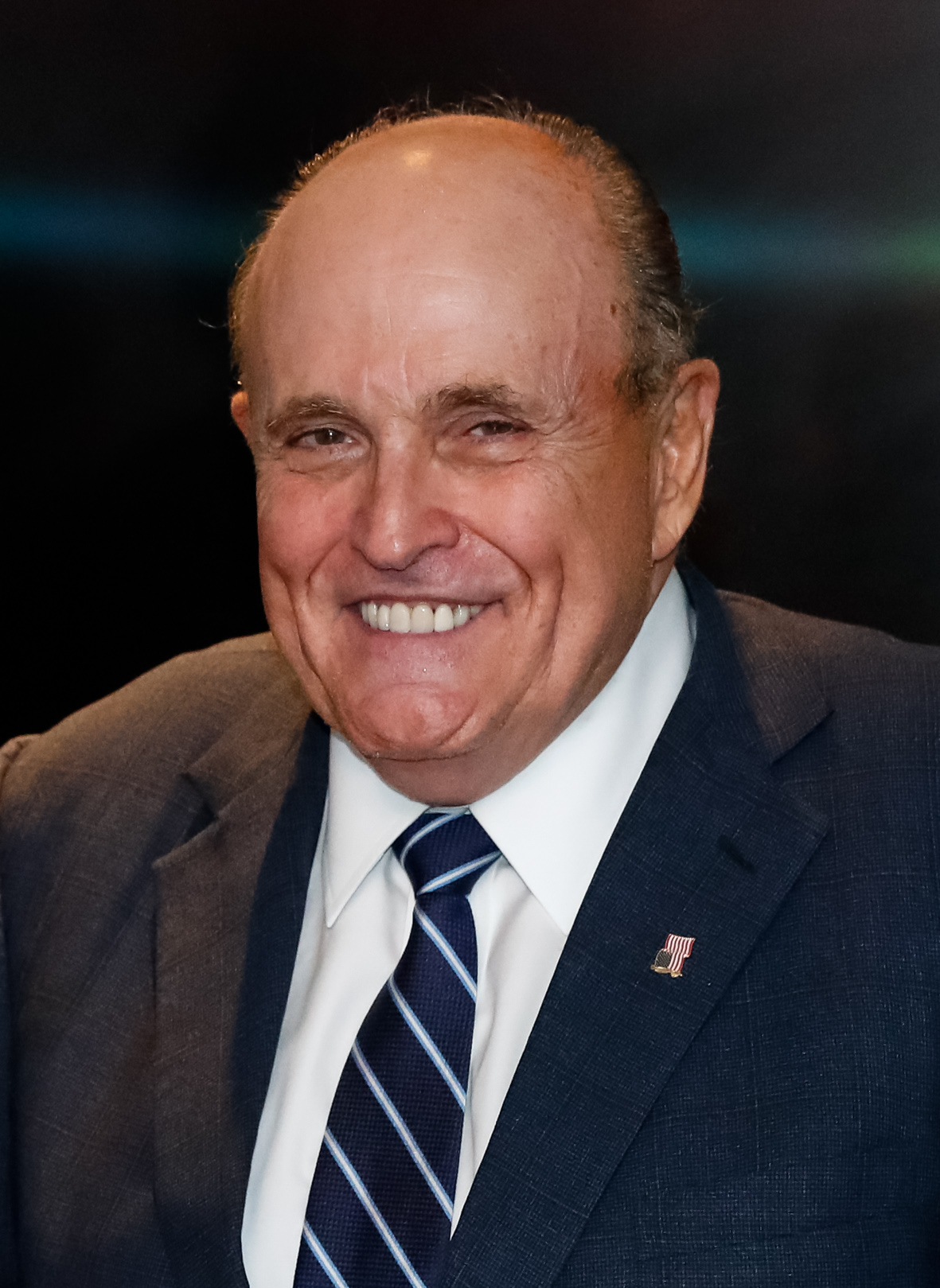
Rudy Giuliani fue uno de los abogados de la campaña de Trump acusando fraude electoral; él mismo sugirió al presidente declarar la victoria durante el conteo de votos.

Trump se retiró de las actividades públicas en las semanas posteriores a las elecciones. Inicialmente le prohibió a los funcionarios del gobierno que cooperaran con el equipo de Joe Biden en una transición gubernamental. Después de tres semanas, el administrador de la Administración de Servicios Generales declaró a Biden como el «aparente ganador» de la elección, permitiendo el desembolso de recursos para la transición a su equipo. Trump no concedió formalmente, aunque afirmó que recomendó al organismo que iniciara los protocolos de transición.

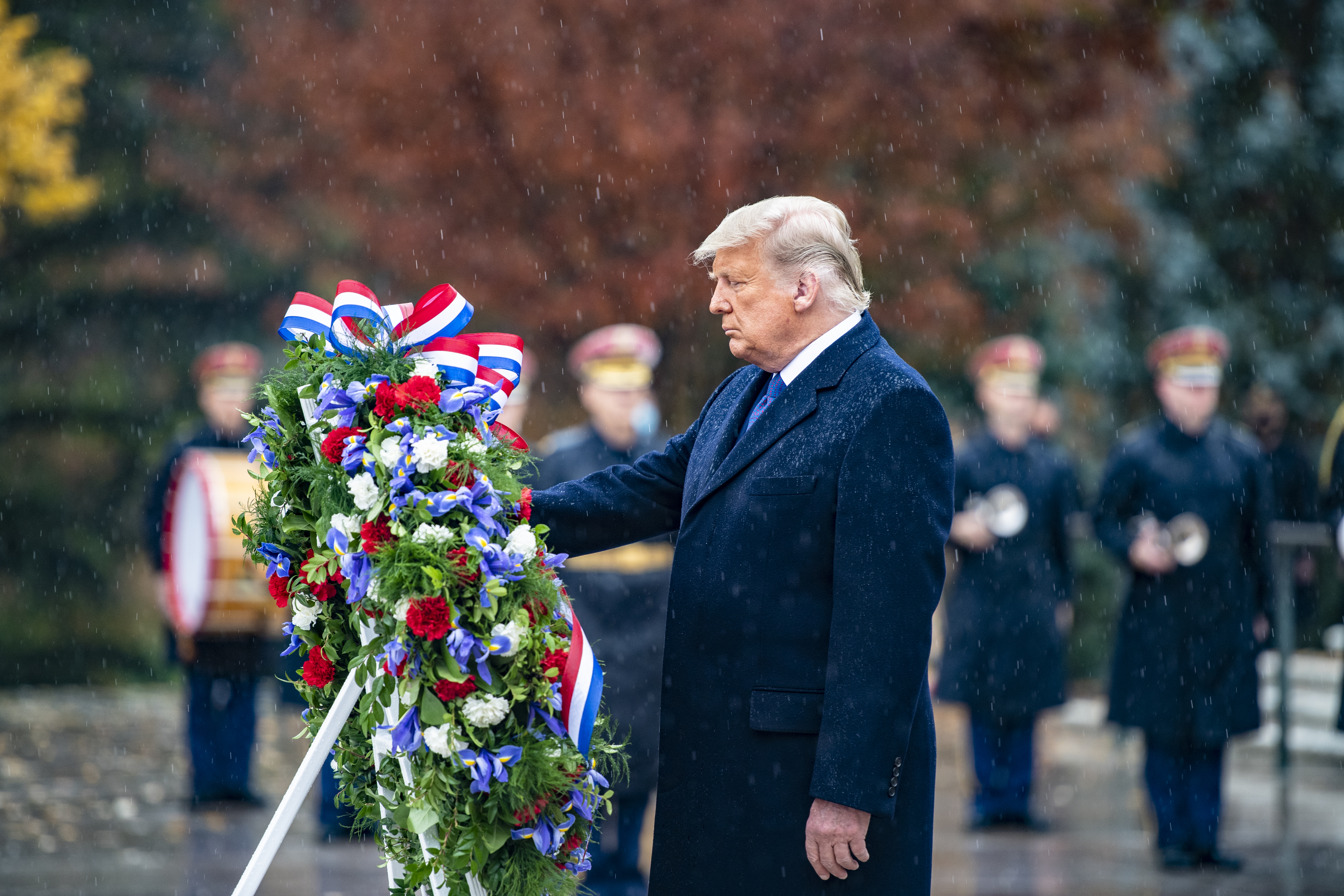
El presidente Trump durante el día de los veteranos el 11 de noviembre de 2020.

El Colegio Electoral declaró a Biden como ganador el 14 de diciembre. El mismo día el fiscal general de los Estados Unidos de la administración, William Barr, decide renunciar, y se niega a colaborar con Trump, su renuncia se hace efectiva el día 23. De noviembre a enero, Trump buscó repetidamente ayuda para revertir las elecciones considerándolas como ilegítimas y presionando personalmente a varios funcionarios republicanos locales y estatales, legisladores republicanos estatales y federales, el Departamento de Justicia, y el vicepresidente Pence, instando a realizar diversas acciones como reemplazar a los electores presidenciales del colegio electoral, o una solicitud para que los funcionarios de Georgia «encuentren» los votos y anuncien un resultado «recalculado».
Trump no asistió a la toma de posesión de Biden, abandonando Washington D. C. para dirigirse a Florida horas antes en el Air Force One mientras se entonaba la canción My Way de Frank Sinatra. Antes de irse hizo un discurso frente a una multitud en la base de la Fuerza Aérea Andrews en donde dijo «volveremos de alguna forma».

### Asalto al Capitolio

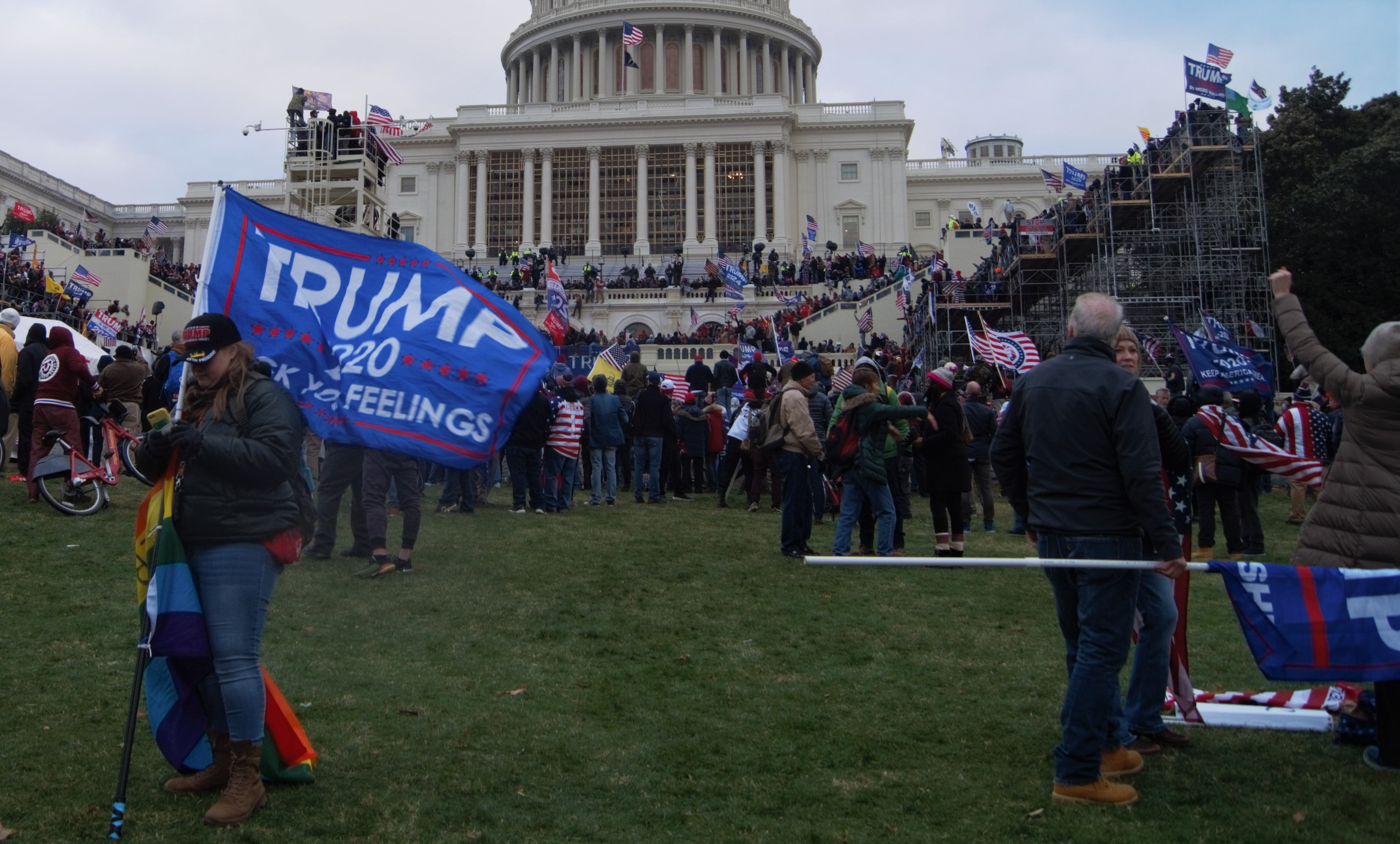
Manifestantes pro-Trump ocupando el Capitolio el 6 de enero de 2021

El asalto al Capitolio de los Estados Unidos fue un acontecimiento que se produjo el 6 de enero de 2021 cuando partidarios del entonces presidente saliente de los Estados Unidos, Donald Trump, irrumpieron en la sede del Congreso violando la seguridad y ocupando partes del edificio durante varias horas. El suceso interrumpió una sesión conjunta del poder legislativo para contar el voto del Colegio Electoral y certificar a Joe Biden como presidente electo, Trump esperaba que el vicepresidente Mike Pence objetara los resultados para que la elección la decidieran las legislaturas de los Estados con un voto cada una, después de que Pence no evitara la certificación de Biden, los seguidores de Trump llamaron a «colgar a Mike Pence». Más tarde el mismo día, el presidente hizo un llamado a que sus seguidores se fueran en paz, empatizando con su enojo por unas «elecciones fraudulentas».
Twitter decidió suspender permanentemente a Trump de su plataforma el 8 de enero de 2021, decisión que causó polémica, otras redes sociales como Instagram y YouTube se le sumaron, sin embargo Facebook aseguró que la suspensión durará dos años. Twitter restauró la cuenta de Trump tras la compra de la compañía por parte de Elon Musk, aunque este no ha publicado recurrentemente en la red social. Meta le devolvió sus cuentas de Facebook e Instagram tras dos años, en los cuales se evaluó la situación y se procedió a devolverlas. En marzo de 2023 YouTube retiró el veto al canal de Donald Trump.

### SegundoImpeachment(2021)
El segundo proceso de destitución de Donald Trump, es un juicio político que comenzó el 9 de febrero de 2021. Trump fue acusado por segunda vez por la Cámara de Representantes el 13 de enero de 2021. La Cámara adoptó un juicio político por incitación a la insurrección. Es el único presidente de Estados Unidos u otro funcionario federal que ha sido acusado dos veces. El artículo de juicio político abordó los intentos de Trump de anular los resultados de las elecciones presidenciales de 2020 (incluidas sus afirmaciones de fraude electoral y sus esfuerzos para presionar a los funcionarios electorales en Georgia) y afirmó que Trump incitó al asalto al Capitolio mientras el Congreso se convocó para contar los votos electorales y así certificar a Joe Biden como presidente electo definitivamente.
Al concluir el juicio, el Senado absolvió a Trump con un voto de 57-43 para condenar a Trump por incitación a la insurrección, quedándose a 10 votos de la mayoría de dos tercios requerida por la Constitución. Siete senadores republicanos se unieron a todos los senadores demócratas e independientes para votar a favor de la condena de Trump, el mayor voto bipartidista a favor de una condena de impugnación de un presidente o expresidente de EE. UU. Tras la votación de la absolución, Mitch McConnell dijo que «no hay duda de que Trump es responsable práctica y moralmente de incitar los sucesos en el Capitolio» pero votó en contra de la condena debido a su interpretación de la Constitución de los Estados Unidos.

## Historial electoral
|  | 44.9 % |

|  | 46.15 % |

|  | 57.25 % |

|  | 94.01 % |

|  | 46.91 % |

|  | 43.12 % |

|  | 76.40 % |

|  | 49,9 % |

|  | 57.77 % |

## Período interpresidencial (2021-2025)

### 2021

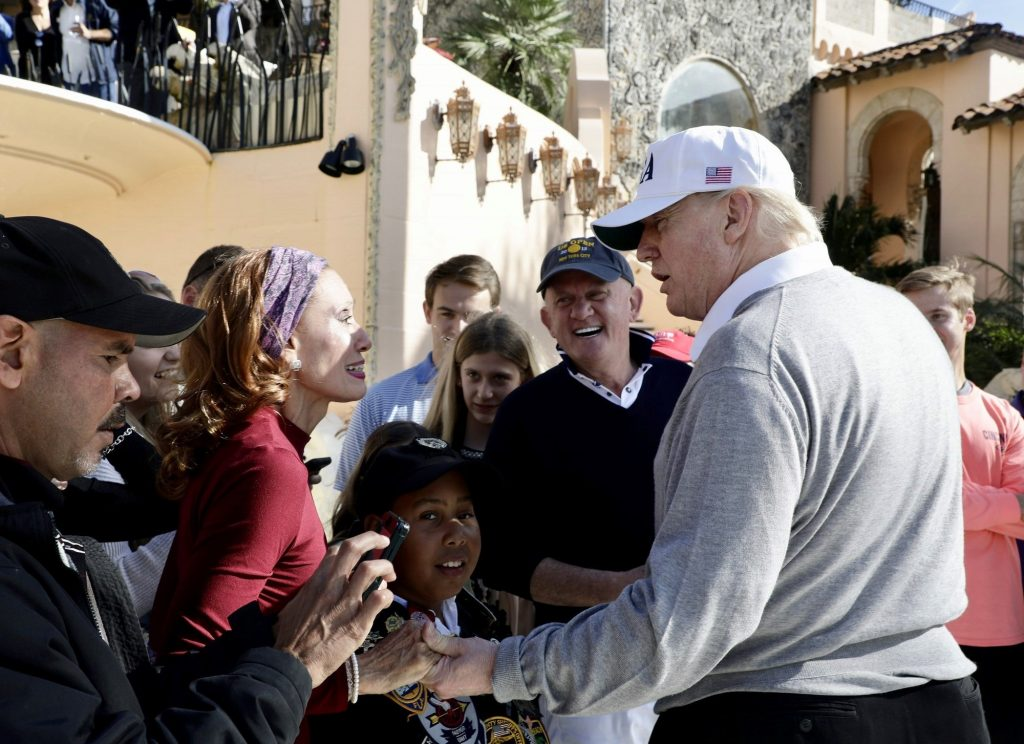
Donald Trump en Mar-a-Lago en Palm Beach, Florida, Estados Unidos, lugar que se convirtió en la comandancia de facto del partido Republicano.

Al dejar el cargo, Trump regresó a su residencia en Mar-a-Lago en Palm Beach, Florida, en Estados Unidos. Tal y como establece la Ley de expresidentes, estableció una oficina llamada The Office of Donald J. Trump («La Oficina de Donald J. Trump» en español) para manejar sus actividades pospresidenciales.
Las afirmaciones de Trump respecto a las elecciones de 2020 fueron comúnmente denominadas como la «La gran mentira» por sus críticos y en los reportajes de los medios masivos de comunicación. En mayo de 2021, Trump y sus partidarios cooptaron el término, utilizando «mentira» para referirse a las propias elecciones. El partido Republicano utilizó la narrativa electoral de Trump como justificación para aprobar nuevas restricciones al voto como lo es el pedir un carnet de identidad para votar.

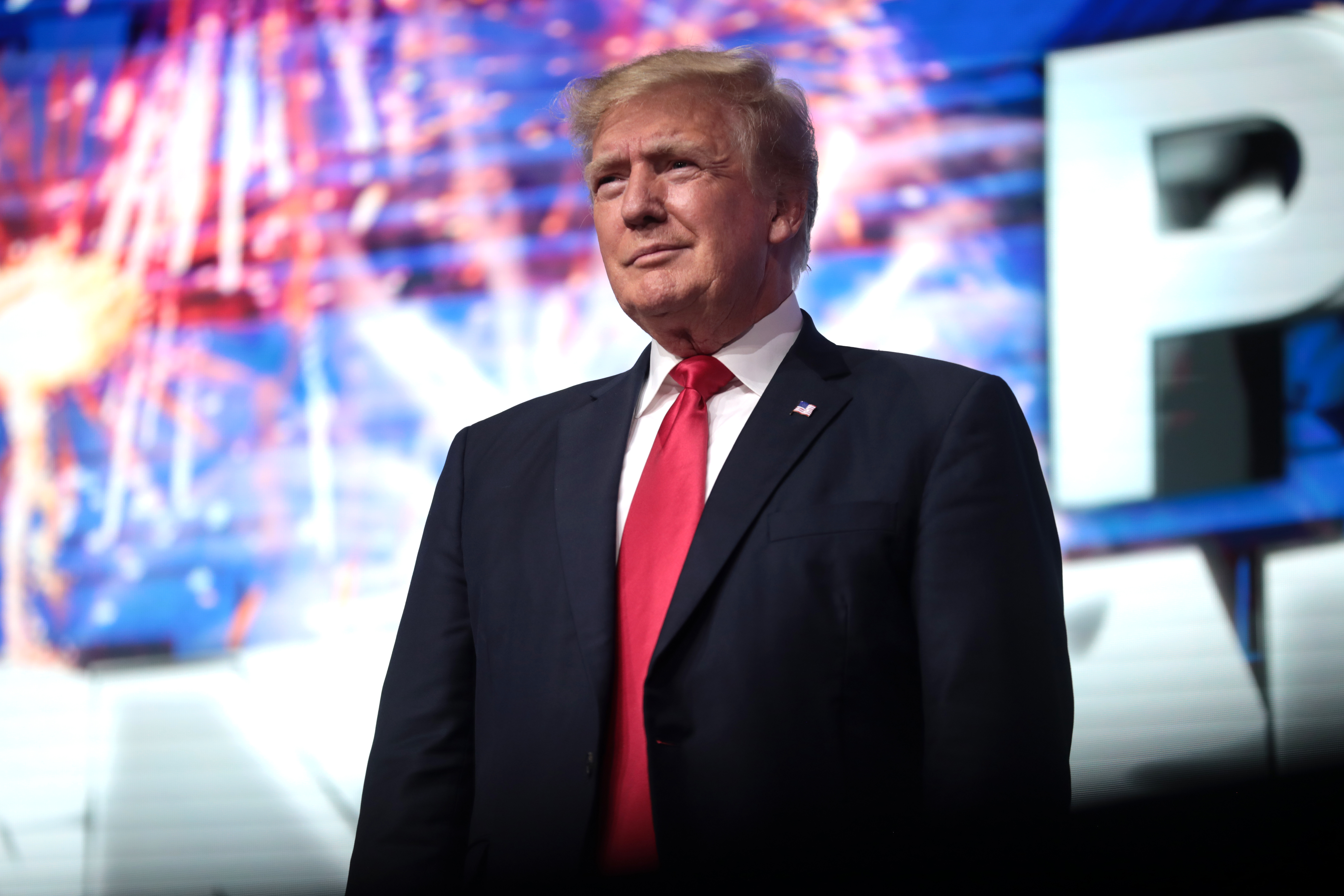
Trump en julio de 2021.

El 6 de junio de 2021, Trump retomó sus mítines de campaña con un discurso de 85 minutos en la convención anual del partido Republicano de Carolina del Norte. El 27 de junio, celebró su primer mitin público desde su mitin del 6 de enero antes de los disturbios en el Capitolio.
En el primer año de su pospresidencia, Trump logró ejercer influencia en la política nacional y estatal de ciertos estados mediante gobernadores afines a su movimiento, como el gobernador de Florida Ron DeSantis, el gobernador de Texas Greg Abbott, y la gobernadora de Dakota del Sur Kristi Noem. Texas aprobó una ley contraria al aborto y fue aceptada por la Corte Suprema con mayoría conservadora.
El 1 de julio en la cámara baja de mayoría demócrata forma el «Comité Selecto de la Cámara de Representantes de los Estados Unidos sobre el ataque del 6 de enero» con 7 integrantes demócratas y 2 republicanos. Trump ha criticado a esta comisión alegando que el 6 de enero fue «una simple protesta que se salió de control» y que el comité es una «producción teatral de ficción política partidista».

### 2022

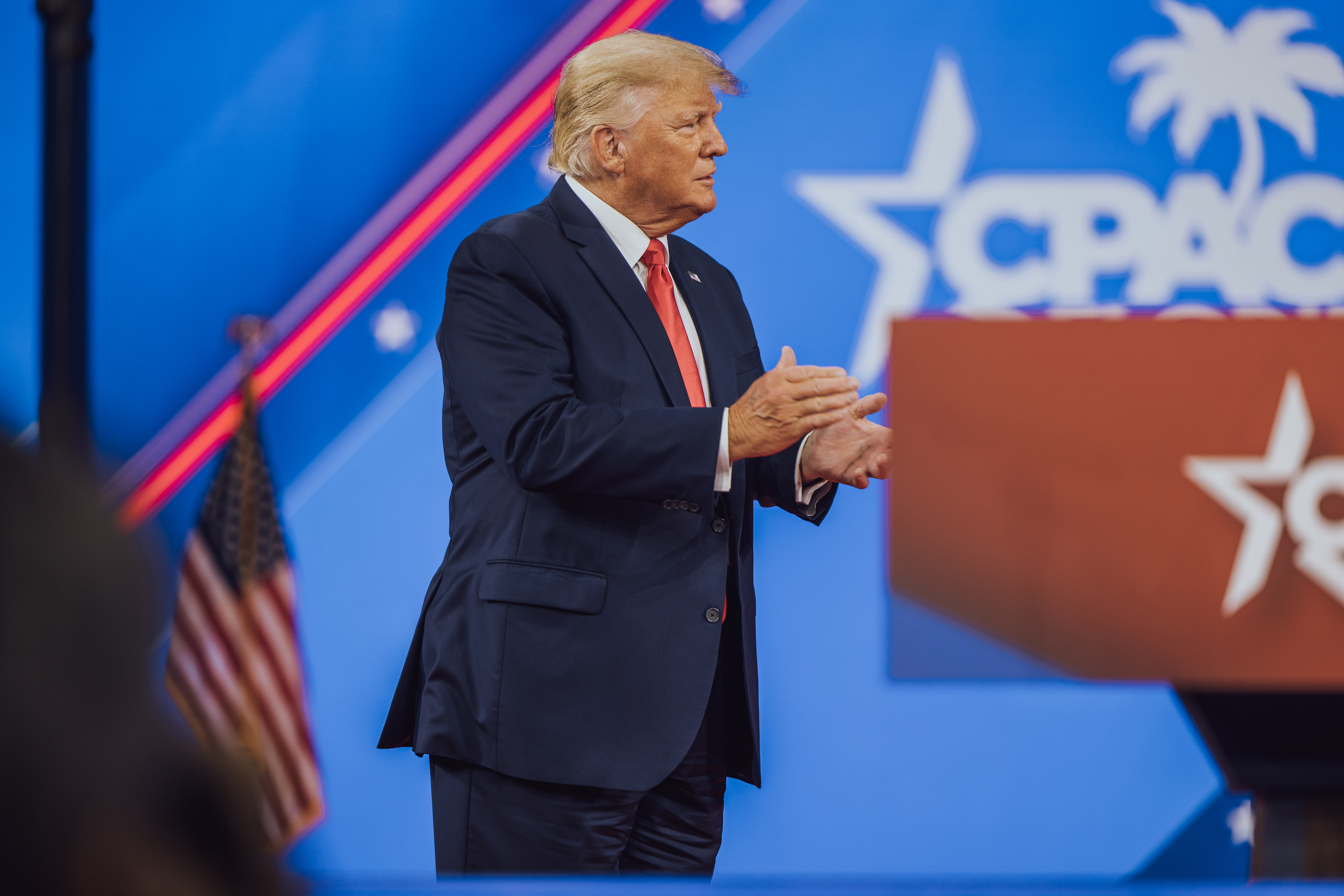
Trump en la Conferencia Política de Acción Conservadora de 2022.

El 21 de febrero de 2022 el magnate lanzó la red social Truth Social la cual usa de manera similar a como usó su cuenta de Twitter. Ante la compra de Twitter por parte de Elon Musk, la plataforma desbloqueó al 45.º presidente, sin embargo este se rehúsa a volver a esta y prefiere el uso de su propia red social. Durante el mismo año, Trump logró ejercer influencia en las primarias de las elecciones de medio mandato y de gobernadores, logrando que los candidatos a quienes les brindó apoyo ganasen en su gran mayoría con la notable excepción de la elección gubernatorial de Georgia en donde ganó Brian Kemp y no el candidato de la preferencia del 45.º presidente, David Perdue.
Trump rechaza que se coarte la segunda enmienda constitucional sobre el porte de armas con reformas y leyes, por lo que se hizo presente en la reunión de la Asociación Nacional del Rifle y pidió que los profesores se armen para evitar tiroteos escolares. En una elección especial la candidata hispana pro-Trump, Mayra Flores, logró ganar en el sur de Texas en un territorio que votó demócrata por 100 años, siendo la primera mexicana nacionalizada en ganar un puesto en la Cámara de Representantes. El 24 de junio de 2022, la sentencia del caso Roe contra Wade que suponía al aborto como un «derecho constitucional» fue anulado por la Corte Suprema con mayoría conservadora (esto gracias a Donald Trump).
El 9 de agosto Trump denunció que el FBI allanó su mansión Mar-a-Lago afirmando que el hecho «nunca le ha pasado esto a un presidente de EE. UU. (...) solo podría suceder en países rotos del Tercer Mundo (...) Se trata de una mala praxis de la Fiscalía, de la instrumentalización del sistema de justicia y de un ataque por parte de los demócratas de la izquierda radical que no quieren desesperadamente que me presente a la presidencia en 2024, sobre todo a raíz de las últimas encuestas, y que igualmente harán cualquier cosa para detener a los republicanos y a los conservadores en las próximas elecciones de mitad de mandato» también mencionó que irrumpieron hasta en su caja fuerte.

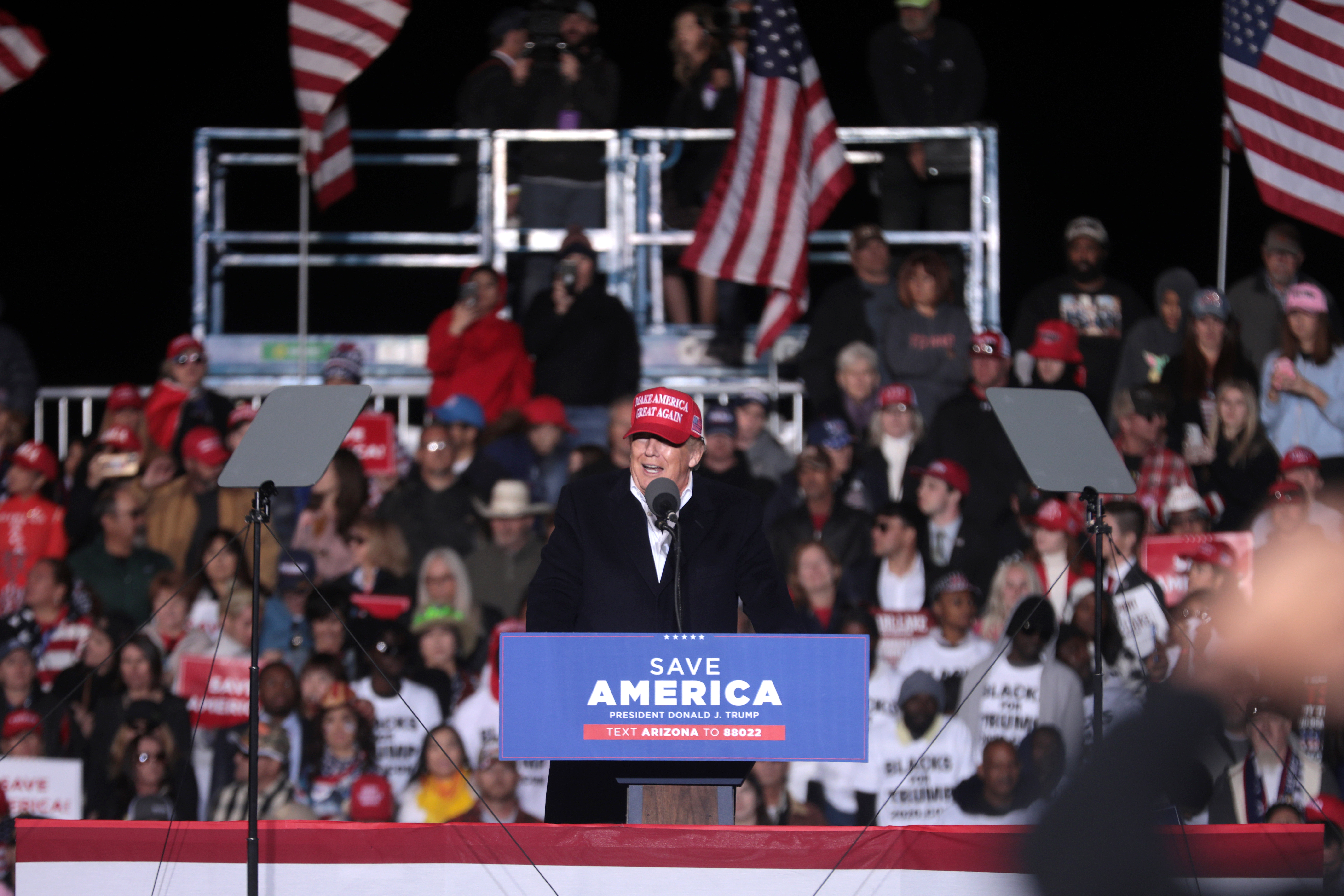
Donald Trump en un mitin político denominado «Salvemos Estados Unidos» en enero de 2022.

Trump realizó actos de campaña a favor de candidatos del partido Republicano en las elecciones de medio mandato de 2022. A mediados de octubre de 2022, Trump fue citado por la comisión investigadora de los eventos del 6 de enero de 2021, a lo que expresó «ira, decepción y queja» por «lo que muchos consideran una farsa y una cacería de brujas» además acusa al comité de «no haber dedicado ni siquiera un breve momento a investigar el fraude electoral masivo que tuvo lugar durante las elecciones presidenciales de 2020».

### 2023

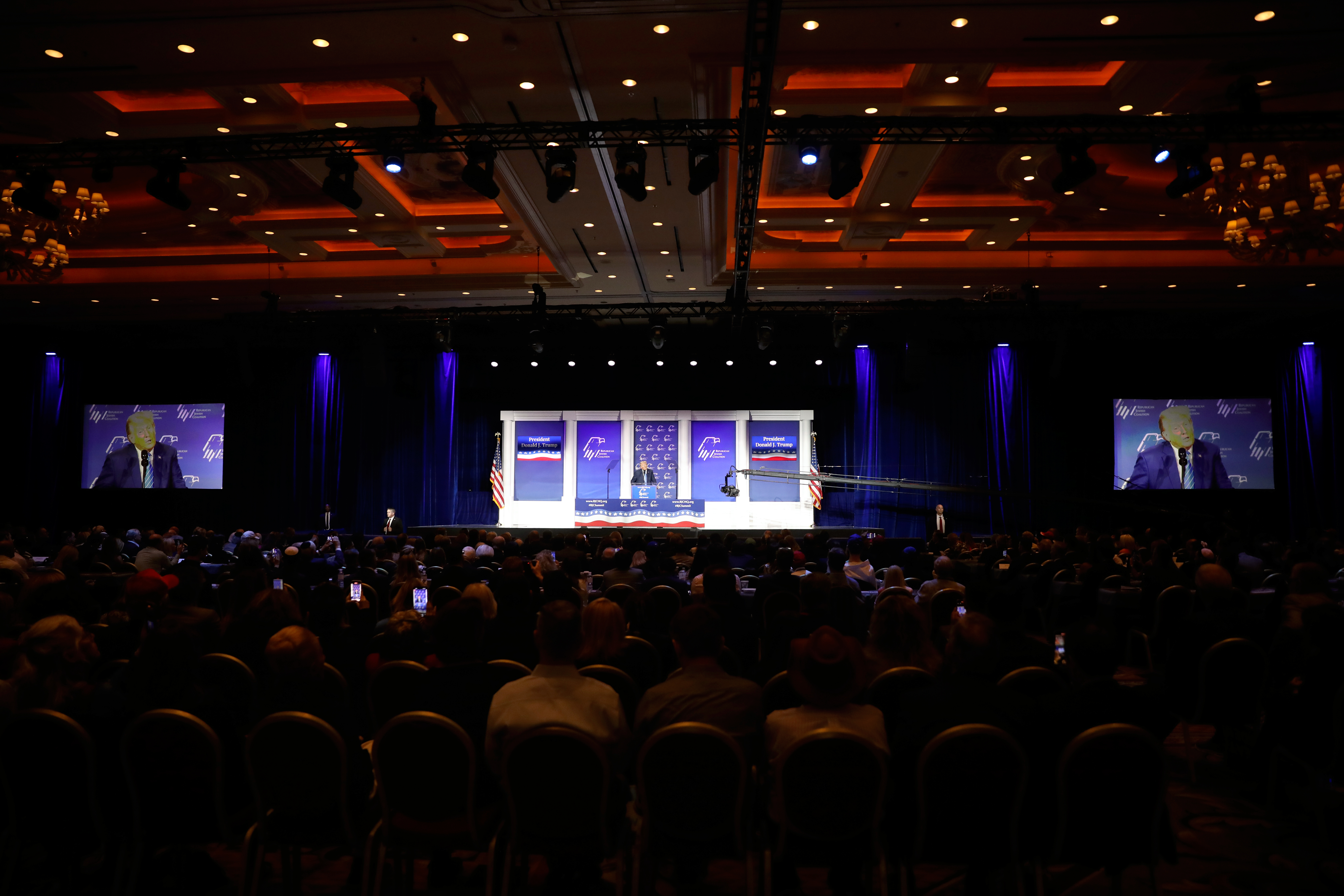
El 45.º presidente Donald Trump hablando al público.

En marzo Donald Trump habló en la Conferencia de Acción Política Conservadora (CPAC), en donde estuvo el expresidente de Brasil, Jair Bolsonaro, quien dio un discurso el mismo día más temprano. El 46.º gobernador de Florida, Ron DeSantis, no estuvo presente en la conferencia de 2023, a diferencia del año anterior.

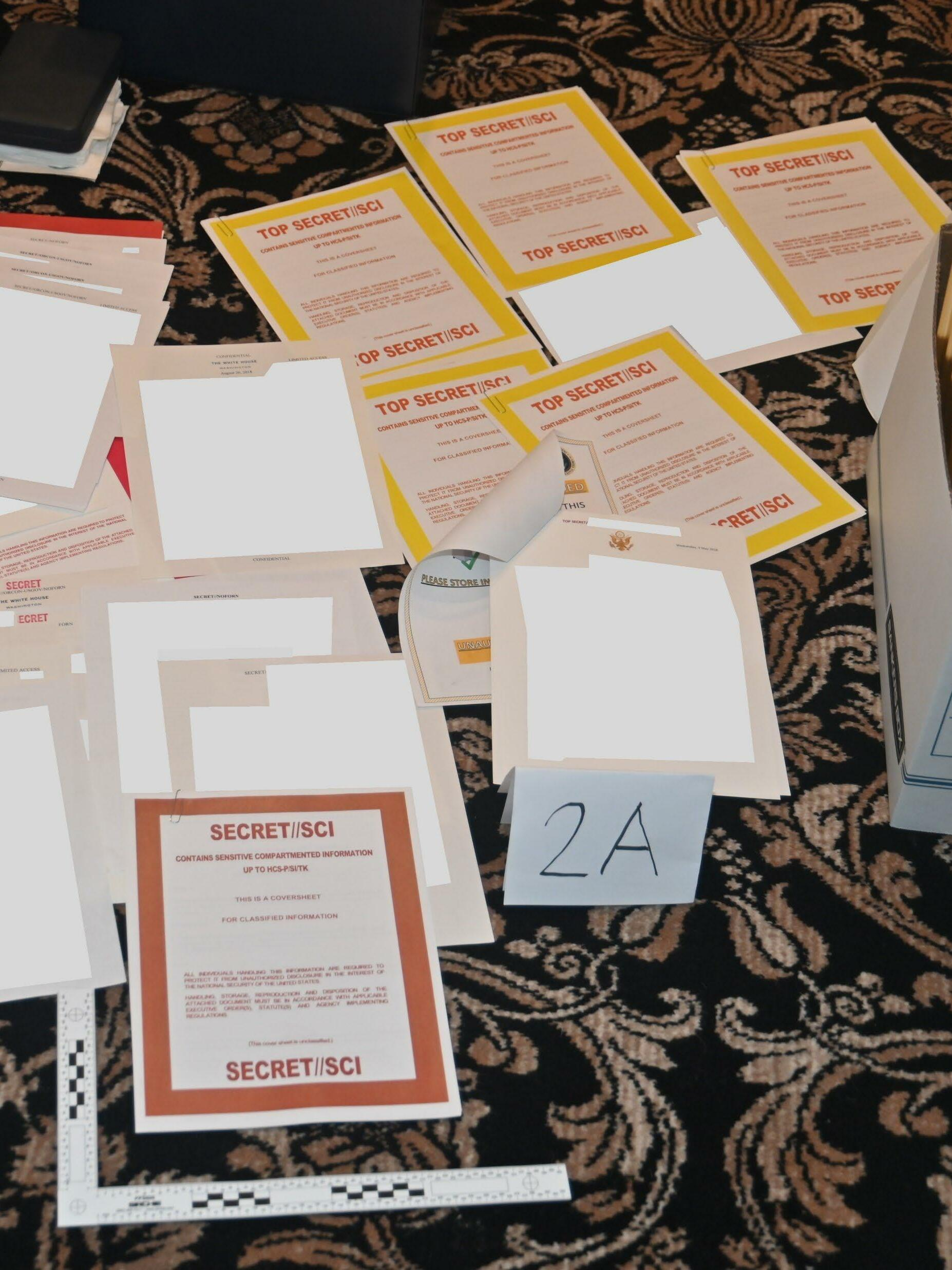
Material de inteligencia clasificado encontrado durante la búsqueda en Mar-a-Lago, residencia privada de Donald Trump.

El 30 de marzo, un gran jurado votó por imputar a Donald Trump en la investigación llevada a cabo por el fiscal del distrito de Manhattan Alvin Bragg (iniciada por el fiscal anterior Cyrus Vance) por el caso Stormy Daniels, en específico por el hecho de que cuando su abogado Michael Cohen fue reembolsado, el registro del pago dice que fue por honorarios legales, los fiscales de Nueva York dicen que es una falsificación de registros comerciales. Tanto Trump como sus aliados califican a la investigación de estar «motivada políticamente» y alegan la inocencia del 45.º presidente quien se convirtió en el primer expresidente de los Estados Unidos en enfrentar cargos criminales con la justicia. Legalmente Trump puede seguir con su campaña presidencial a pesar de los litigios legales.
En junio de 2023, el fiscal especial Jack Smith acusó por 7 cargos a Trump esto debido al presunto mal manejo de documentos clasificados. Posteriormente se confirmaron que son 37 cargos, 31 por almacenar documentos clasificados en su mansión de Florida después de dejar la casa blanca en 2021. Trump ha ido aumentando sus números en las encuestas cada vez que la justicia lo llama a declarar.
El 24 de agosto fue tomada la fotografía policial de Donald Trump después que este se entregara a las autoridades tras una acusación estatal en su contra. Trump fue fichado con el número de reserva 2313827. La foto es la primera y única fotografía policial jamás tomada de un presidente estadounidense. BBC News comentó sobre su ambiente estilo interrogatorio. A las pocas horas de su lanzamiento al público, se convirtió en un meme viral de Internet y apareció en productos vendidos en línea.

### Campaña presidencial de 2024
El 6 de marzo de 2024, Nikki Haley, su única contendora en las primarias republicanas, retiró su candidatura, convirtiendo a Trump en el único candidato y nominado por el partido Republicano como candidato en las elecciones presidenciales contra el entonces candidato Joe Biden del partido Demócrata. Esto ocurrió tras el supermartes en donde Trump ganó en 14 de los 15 estados donde se realizaron primarias. Haley solo ganó en Vermont y el distrito federal el cual no es un estado. Por su parte, Joe Biden ganó en todas las primarias demócratas.
El 12 de marzo se confirmó la nominación de Trump como el candidato republicano y Biden como el candidato demócrata en las elecciones presidenciales de 2024, lo que de haberse concretado habría sido la primera revancha electoral del país en los últimos 68 años.
El 27 de junio Trump y Biden realizaron un debate en CNN sin público y con micrófonos cerrados. En este debate Trump no realizó la cantidad de interrupciones que sí se vieron en campañas anteriores, y Biden se mostró incompetente y con signos de demencia senil, lo cual despertó dudas dentro de la militancia demócrata sobre si Biden debía ser reemplazado o no como candidato.
El 1 de julio, la Corte Suprema falló que Trump es inmune por todo lo que hizo como presidente en actos oficiales.
El 13 de julio, durante un mitin en Butler, Pensilvania, sufrió un intento de magnicidio resultando herido en su oreja derecha tras ser disparado por un tirador, logrando ser escoltado por el Servicio Secreto con el puño en alto, repitiendo «¡luchen!» tres veces, y llegando a la salida del recinto. Posteriormente recibió atención médica en un centro médico local, donde se anunció que se encontraba bien. En el incidente murió una persona del público, además del atacante, Thomas Matthew Crooks. Las fotos de Trump tomadas por fotógrafos tras sobrevivir al atentado se hicieron virales.
Dos días después, el 15 de julio, anunció mientras se realizaba la Convención Nacional Republicana que su candidato a Vicepresidente es J. D. Vance. Ese mismo día la causa penal contra Trump relacionada con los documentos clasificados, fue desestimada, a su vez la jueza cuestionó la forma en la que se designó al fiscal general del caso, Jack Smith. Durante el discurso en la convención el candidato a presidente rindió homenaje a la víctima fatal del tiroteo, y llamó a la unidad nacional.
El 21 de julio, Joe Biden anunció su renuncia a su campaña presidencial para un segundo mandato dándole su apoyo a su vicepresidente, Kamala Harris, para ser la nominada del Partido Demócrata.
El 23 de agosto el candidato independiente, Robert F. Kennedy Jr. bajó su candidatura en los Estado pendulares, declarando su apoyo a Trump mientras participaba en un mitin del candidato republicano. El 26 de agosto, la excandididata demócrata a primarias, Tulsi Gabbard declaró su apoyo a Trump.
El 10 de septiembre se realizó un debate entre Trump y Harris.
El 13 de septiembre, el presidente Joe Biden bromeó junto adherentes de Trump y se puso una gorra de la campaña del republicano.
El 15 de septiembre un sospechoso llamado Ryan Wesley Routh fue encontrado con un AK-47 cerca del Trump International Golf Club en donde el expresidente se encontraba jugando. El servicio secreto le disparó al sospechoso quien logró huir en su automóvil por varios kilómetros hasta ser capturado en un condado vecino por la policía. Esto fue investigado como un segundo intento de asesinato.
El 12 de octubre Trump acudió a Coachella en California realizando un mitin, la policía arrestó a un hombre armado procedente de Nevada y fue calificado como el tercer intento de asesinato de la campaña, sin embargo el hombre en cuestión negó haber tenido intención alguna de asesinar a Trump, alegando que lo que se ha dicho sobre él es falso y asegurando que él mismo es partidario de Trump.
El 20 de octubre Trump visitó un local de la cadena McDonalds y trabajó, sirviendo comida a clientes.

### Reelección a la presidencia

Mapa del colegio electoral acorde a los resultados de la elección de 2024.

El 6 de noviembre, Donald Trump logró ganar en los estados pendulares necesarios, además de contar con una ventaja en el voto popular por primera vez, siendo ser el primer republicano en dos décadas en lograrlo, consiguiendo la reelección no consecutiva como Presidente de los Estados Unidos (el segundo tras Grover Cleveland en 1892), venciendo a la vicepresidente incumbente, Kamala Harris. El voto hispano de Estados Unidos fue clave en su favor como también el voto masculino. Trump recibió mensajes de felicitación de políticos de todo el mundo.

### Segunda transición presidencial

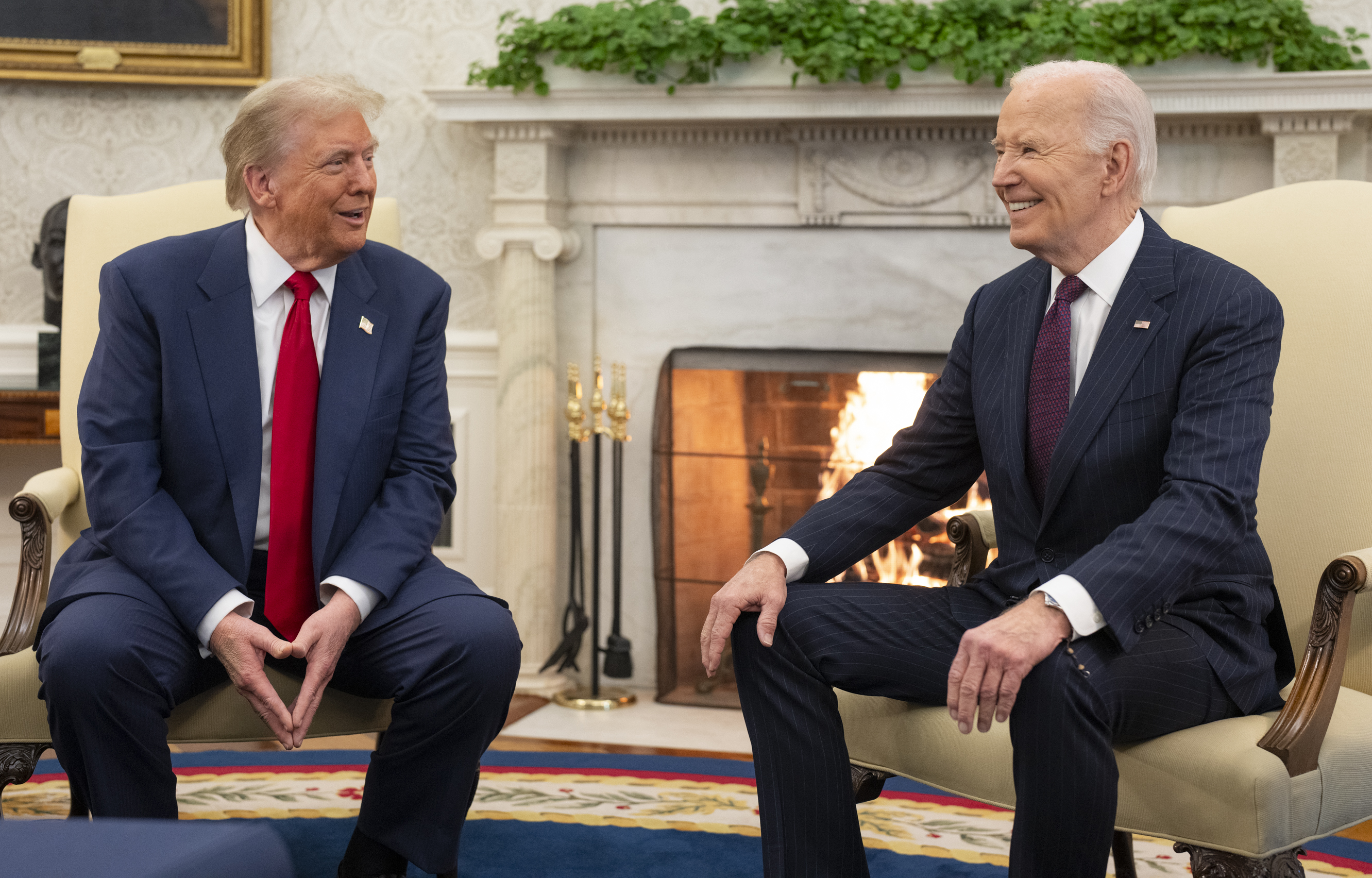
El presidente electo Trump y el presidente Biden sonriendo durante su reunión en el despacho oval, 13 de noviembre de 2024.

La segunda transición presidencial de Donald Trump fue el proceso para preparar la transición presidencial de Joe Biden a Donald Trump, el ganador de la elecciones presidenciales de 2024. Ambos presidentes se reunieron el miércoles 13 de noviembre del 2024.

## Segunda presidencia (2025-)
La segunda presidencia de Donald Trump comenzó el 20 de enero de 2025 cuando asumió su cargo como el 47.º presidente de los Estados Unidos en su segunda investidura, dentro del Capitolio. Miembro del Partido Republicano, Trump fue previamente el 45.º presidente entre 2017 y 2021. Es el segundo presidente en la historia de Estados Unidos en servir dos mandatos no consecutivos, después de Grover Cleveland, quien comenzó su segunda presidencia en 1893. Además, con 78 años y 7 meses, es la persona de mayor edad en ocupar el cargo, superando a su predecesor Joe Biden por sólo unos meses. Finalmente, Trump es el primer presidente que ejerce el cargo con una condena criminal (si bien nunca llegó a ser encarcelado).
Donald Trump fue elegido presidente el 6 de noviembre de 2024 tras su victoria contra la vicepresidenta demócrata Kamala Harris, junto a su compañero de fórmula J. D. Vance. Aunque de forma exigua, fue el primer republicano en veinte años en ganar tanto el voto electoral como el popular, luego de George W. Bush en 2004; algo que no había logrado conseguir en su primera victoria electoral en 2016 contra Hillary Clinton.

### Política Interior

#### Departamento de Eficiencia Gubernamental
El Departamento de Eficiencia Gubernamental (DOGE por sus siglas en inglés) es una comisión asesora presidencial de los Estados Unidos. Su tarea es reestructurar el gobierno federal y eliminar regulaciones para reducir los gastos y aumentar la eficiencia del gobierno. A pesar del nombre, DOGE no es un departamento ejecutivo federal, cuya creación requeriría la aprobación del Congreso de los Estados Unidos. Una de las primeras medidas del DOGE fue el cierre de la agencia estatal USAID.

#### Inmigración
La deportación masiva de inmigrantes en Estados Unidos fue propuesta e iniciada durante la segunda presidencia de Donald Trump. El expresidente planteó utilizar las fuerzas armadas, agencias federales como ICE y cuerpos de policía locales para expulsar al menos a 11 millones de inmigrantes en situación irregular que residen en el país. Gran parte del plan ha sido adaptado del Proyecto 2025, impulsado por la Fundación Heritage.

#### Indultos
Trump mencionó en múltiples ocasiones que, de ser reelegido, otorgaría indultos a los manifestantes del ataque al Capitolio. En marzo de 2024, 500 personas habían sido condenadas a prisión y 1 358 habían sido acusadas penalmente. Al asumir nuevamente la presidencia el 20 de enero de 2025, Trump cumplió su promesa y emitió un indulto masivo para los acusados del asalto. Tras la concesión de los indultos por parte de Trump a todos los manifestantes, el presidente de la Cámara de Representantes Mike Johnson anunció el 22 de enero la formación de un panel para investigar el comité del 6 de enero, en lo que Associated Press describió como "un esfuerzo por defender las acciones de Trump ese día y cuestionar el trabajo de un comité bipartidista que investigó el asalto hace dos años".
En mayo de 2024, Trump dijo que conmutaría la sentencia de Ross Ulbricht en su primer día en el cargo. Ulbricht está cumpliendo una cadena perpetua por crear y operar el sitio web Silk Road, que operaba como un servicio oculto en la red Tor y facilitaba la venta de narcóticos y otros productos y servicios ilegales. El 21 de enero de 2025, Trump otorgó un indulto total e incondicional a Ross Ulbricht.
El 20 de enero concedió 1 500 indultos y seis conmutaciones de penas a personas acusadas en relación con el ataque al Capitolio de los Estados Unidos del 6 de enero.
El 23 de enero de 2025, Trump concedió indultos a 23 manifestantes antiaborto. Entre los 23 indultados se encontraban Lauren Handy y 9 de sus coacusados, quienes estuvieron involucrados en el bloqueo de octubre de 2020 de una clínica de abortos en Washington D. C., y luego condenados por violación de la Ley de Libertad de Acceso a las Entradas a Clínicas.
Trump también ha planteado o insinuado la posibilidad de conceder indultos a Julian Assange y Peter Navarro. Los medios de comunicación también han especulado que estos pudieran extenderse a Eric Adams y a Todd y Julie Chrisley.

### Aranceles
Los aranceles a la importación durante la segunda presidencia de Donald Trump y denominado por los medios de comunicación como guerra arancelaria, han reflejado una intensificación de las políticas comerciales proteccionistas en los Estados Unidos, con el presidente Donald Trump anunciando una serie de elevados aranceles a la importación que afectan a todos sus socios comerciales. Mientras que su primera administración impuso aranceles sobre aproximadamente 380 mil millones de dólares en importaciones, se proyecta que el total bajo su segunda administración supere los 1,4 billones de dólares para abril de 2025.
Trump reanudó la guerra comercial entre China y Estados Unidos, elevando los aranceles sobre China hasta un 145%. Asimismo, inició una segunda guerra comercial con Canadá y México al imponer un arancel del 25% sobre la mayoría de los productos canadienses y mexicanos, aunque posteriormente eximió de manera indefinida a todos los bienes que cumplieran con el T-MEC. Trump justificó estas acciones como un medio para responsabilizar a estos países por el tráfico de drogas ilegales y la inmigración irregular, además de apoyar la manufactura nacional. El 12 de marzo de 2025 entró en vigor un arancel global del 25% sobre productos de acero y aluminio.

### Política exterior

Estados Unidos incluyendo Canadá, Groenlandia y la Zona del Canal de Panamá según diseños expansionistas propuestos por Donald Trump (2024).

Trump ha planteado, propuestas e ideas que ampliarían la influencia política y el territorio de los Estados Unidos. La última adquisición territorial de los Estados Unidos ocurrió en 1947 con las Islas Marianas, Carolinas y Marshall.

#### Rusia y Ucrania
Tras su victoria, Trump llamó al presidente ruso Vladímir Putin para pedirle que no escalara la guerra ruso-ucraniana, expresando interés en resolver la guerra en una fecha posterior. Trump se reunió con Volodímir Zelenski durante la campaña y en la reinauguración de la catedral de Notre Dame.
En febrero, Trump expresó que buscaría resolver el conflicto diplomáticamente mediante acuerdos con Rusia. El 28 de febrero de 2025 el presidente Volodímir Zelenski en su visita a la Casa Blanca en el que tenía planeado firmar un acuerdo respecto a la extracción de minerales conjunta con el presidente Trump, terminó en una tensa discusión frente a los medios de comunicación sobre las posturas respecto a la guerra ruso-ucraniana y su posible final, con lo cual el acuerdo no fue firmado y se canceló el almuerzo conjunto por parte del anfitrión.
El Kremlin aseguró que la política de Trump estaba "alineada en gran medida" con la rusa en cuanto a Ucrania. Funcionarios rusos aplaudieron la postura de la administración de Trump, y el ministro de Asuntos Exteriores, Serguéi Lavrov, lo calificó como el «primer, y hasta ahora, único líder occidental» en reconocer lo que Moscú considera la verdadera causa de la guerra. Otras figuras del Kremlin, incluido el vicepresidente del Consejo de Seguridad de Rusia, aplaudieron a Trump por adoptar un tono más duro hacia Zelenski, llegando a calificar al líder ucraniano de «dictador». por no celebrar elecciones en Ucrania en más de 6 años, cosa que ocurre debido a que las leyes de Ucrania prohíben la realización de elecciones mientras esté la ley marcial vigente.
El 25 de febrero el parlamento ucraniano aprobó una resolución en la que declara que el país celebrará elecciones después de que «se garantice una paz completa, justa y sostenible» en el país en respuesta a la deslegitimación de Zelenski por parte de Rusia y Estados Unidos. Posteriormente Trump diría que no podía creer que llamó a Zelenski «dictador» en una reunión bilateral con Macron el 27 de febrero.

#### Propuesta para Gaza
En febrero de 2025, Trump dijo que Estados Unidos «se apoderará de Gaza» y enviará tropas "si es necesario". Durante una conferencia de prensa conjunta con el primer ministro israelí Benjamín Netanyahu, Trump propuso que el gobierno estadounidense "se apodere" de Gaza, obligue a los dos millones de residentes palestinos a trasladarse a los países vecinos y la convierta en una "Riviera de Oriente Medio". Para ello, Trump no descartó utilizar el ejército estadounidense. António Guterres, Secretario General de las Naciones Unidas, criticó el plan y lo calificó de "limpieza étnica". Unos días después de sus comentarios sobre la toma de Gaza, Trump declaró que Israel entregaría Gaza a Estados Unidos una vez que terminaran los combates y la población de Gaza fuera reasentada en otro lugar, lo que anularía la necesidad de tropas estadounidenses en Gaza. La propuesta de Trump de reasentar a los palestinos de Gaza fue apoyada por Netanyahu, el ministro de Defensa israelí Israel Katz, el líder de la oposición israelí Yair Lapid y la mayoría del público israelí. Posteriormente, Trump dijo que a los palestinos reasentados desde Gaza como parte de este plan no se les permitiría regresar allí.

#### México
El presidente Trump anunció el 31 de enero de 2025 la imposición de aranceles generales del 25%, los cuales entrarían en vigor el 4 de febrero de ese año. Durante su campaña presidencial, Trump amenazó con imponer aranceles del 25% a todos los productos mexicanos a menos que México detuviera el flujo de drogas e inmigrantes hacia Estados Unidos.
La presidenta de México, Claudia Sheinbaum, ordenó de inmediato al secretario de Economía, Marcelo Ebrard, que impusiera aranceles retaliatorios y otras medidas no arancelarias en respuesta a las amenazas de Donald Trump. Además, Sheinbaum llamó a Trump a dialogar, señalando que los aranceles no resolverían nada y que había "calumniado" a su gobierno al afirmar que estaba aliado con los cárteles de drogas mexicanos.

#### China
Durante su segundo mandato, el presidente Donald Trump ha adoptado una postura más agresiva hacia China, implementando políticas que han intensificado las tensiones entre ambas naciones. El 1 de febrero de 2025, Trump firmó la Orden Ejecutiva 14195, estableciendo un arancel del 10% a todas las importaciones chinas, efectivo a partir del 4 de febrero. En respuesta, China impuso aranceles del 15% sobre el carbón y el gas natural licuado, y del 10% sobre el petróleo y maquinaria agrícola estadounidenses. Además, China incluyó a PVH Corp. e Illumina en su "Lista de Entidades No Confiables", inició una investigación antimonopolio contra Google y añadió controles de exportación a metales como el tungsteno.
El 27 de febrero de 2025, Trump anunció que aumentaría los aranceles a las importaciones chinas del 10% al 20%, a partir del 4 de marzo. Estas medidas han generado preocupaciones sobre una posible guerra comercial a gran escala y sus implicaciones para la economía global.
Además de las disputas comerciales, han surgido inquietudes sobre la influencia de China en la política estadounidense. Líderes bipartidistas del Comité Selecto de la Cámara de Representantes sobre China advirtieron que el Partido Comunista Chino podría utilizar a Elon Musk, un importante donante y asesor cercano de Trump, para influir en las políticas de Estados Unidos. Aunque Musk no tiene autoridad decisoria en la administración, existe el temor de que su influencia pueda afectar temas críticos como el apoyo de EE. UU. a Taiwán o los derechos de navegación en el Mar de China Meridional.
En el ámbito internacional, la administración Trump ha expresado preocupaciones sobre la creciente influencia de China en América Latina. Bajo presión de Estados Unidos, un consorcio liderado por BlackRock adquirió una participación mayoritaria en los puertos panameños de Balboa y Cristóbal, anteriormente propiedad de CK Hutchison Holdings de Hong Kong. Esta acción busca mitigar la percepción de influencia china en el Canal de Panamá, una vía estratégica por donde transitan anualmente alrededor de 10,000 buques con 600 millones de toneladas de carga.

## Perfil público

### Imagen política

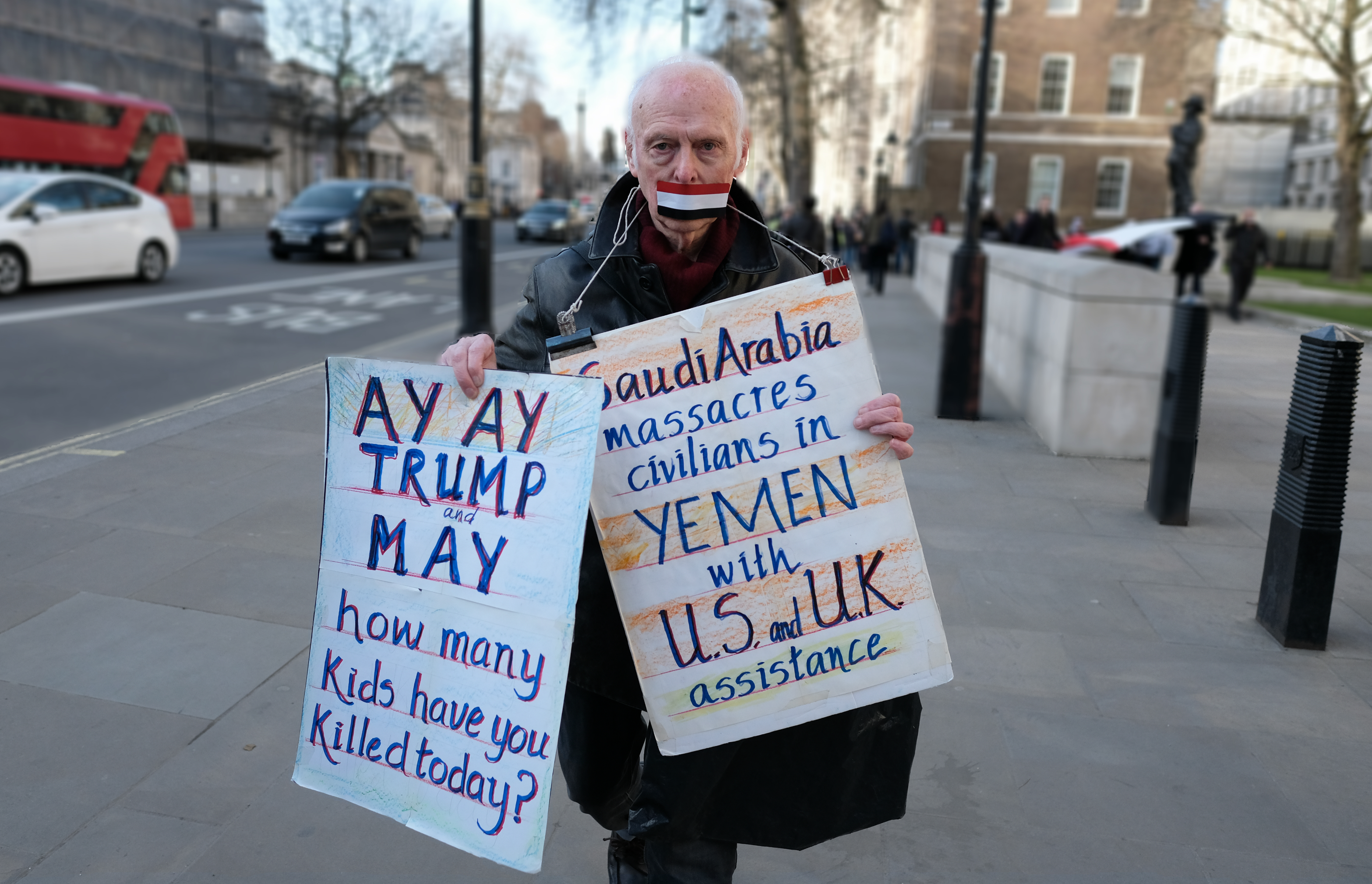
Protesta contra la guerra en Yemen.

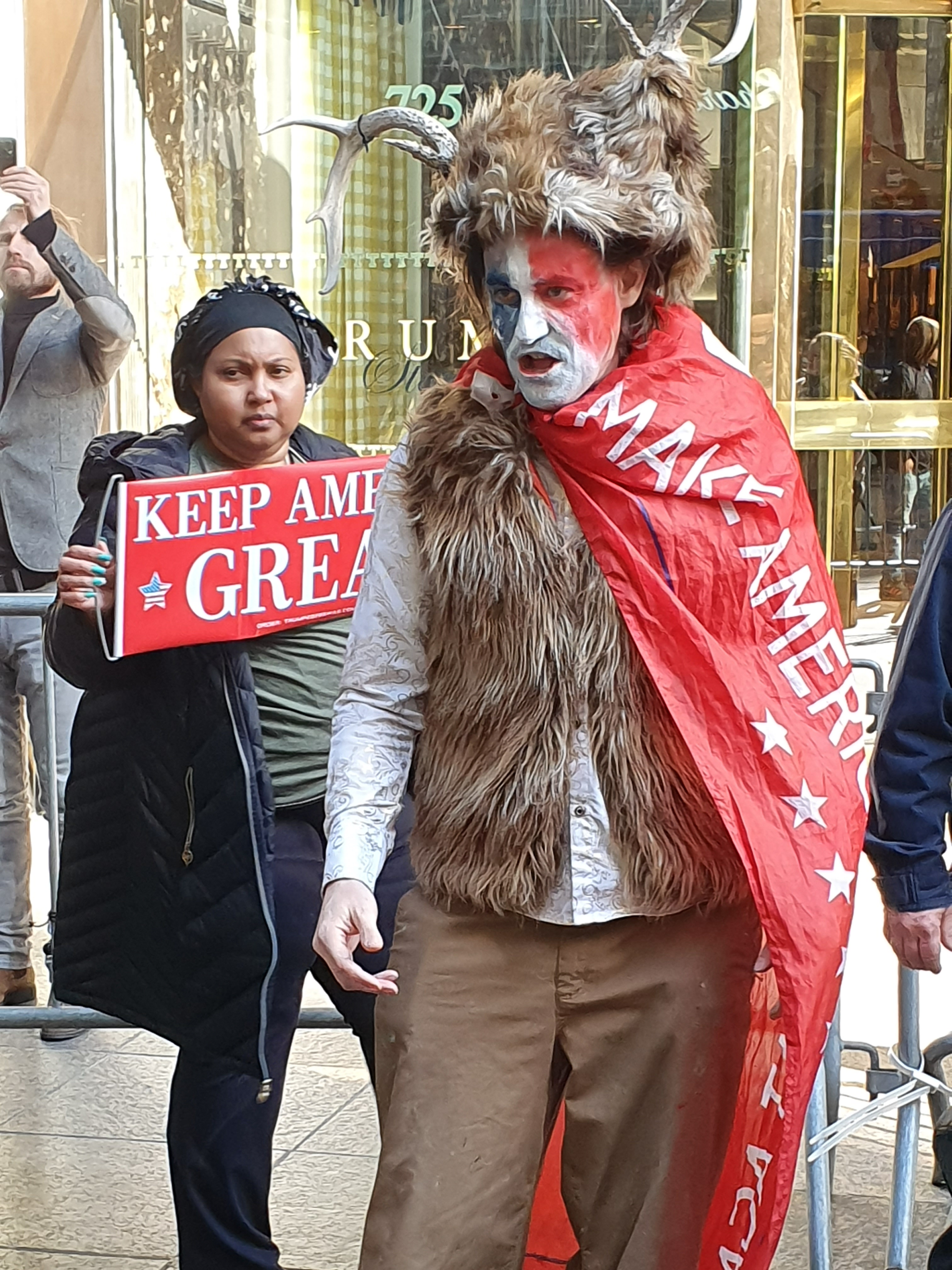
Adherentes de Trump a las afueras de la Torre Trump protestando contra el enjuiciamiento del 45.º presidente.

Las encuestas de aprobación presidenciales que fueron tomadas durante los primeros diez meses del mandato de Trump mostraron que era hasta el momento el presidente estadounidense menos popular en la historia de las encuestas de opinión modernas. Una encuesta global del Centro de Investigación Pew realizada en julio de 2017, encontró que «una media de solo el 22 % tiene confianza en Trump para hacer lo correcto en asuntos internacionales». Esto se compara con una media de 64 % de índice de confianza para su predecesor Barack Obama. Trump recibió una calificación más alta en solo dos países: Rusia e Israel. Un sondeo de POLITICO / Morning Consult de agosto de 2017 encontró en algunas medidas «que las mayorías de los votantes tienen bajas opiniones sobre su carácter y competencia». Trump es el único presidente electo que no se ubicó en primer lugar en la encuesta de Gallup sobre hombres estadounidenses más admirados en su primer año en el cargo, quedando en segundo lugar detrás de Barack Obama. En 2022 Joe Biden superó a Trump en desaprobación en el segundo año del mandato.

### Relación con la prensa

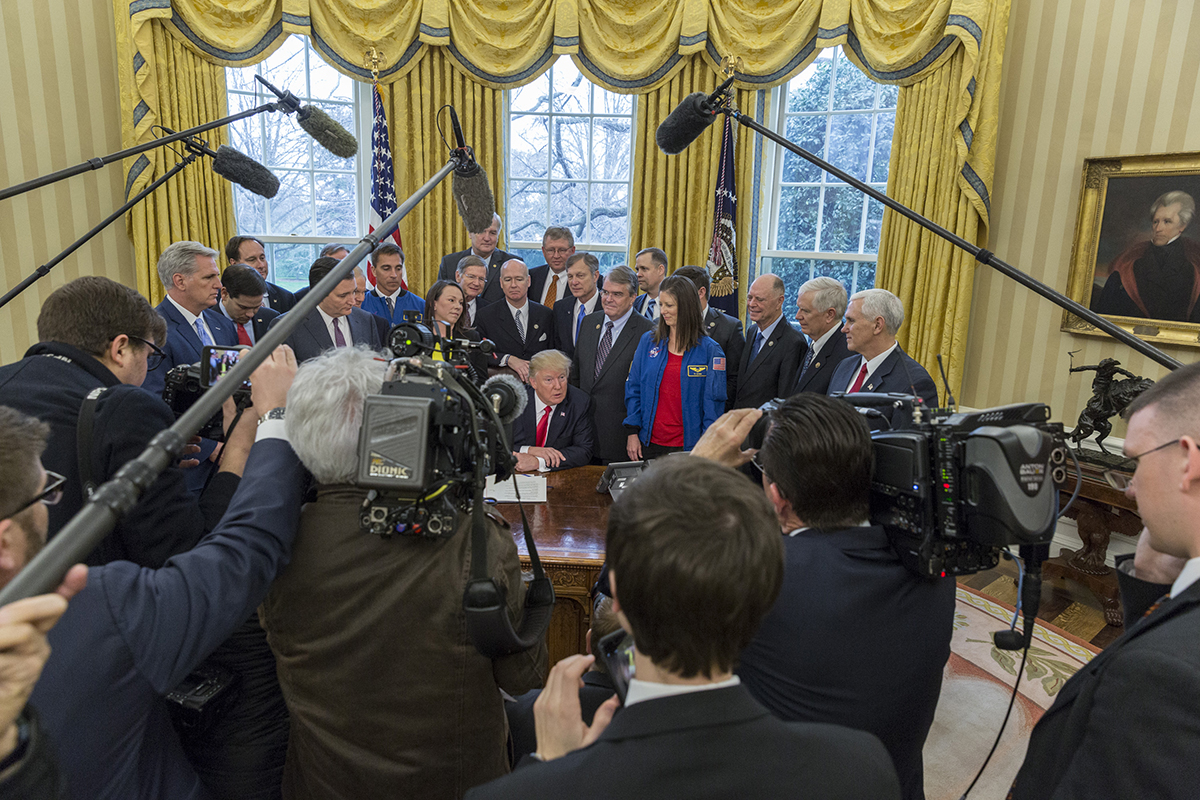
Trump hablando con la prensa en el Despacho Oval, marzo de 2017.

A lo largo de su carrera, Trump ha buscado la atención de los medios, con una relación de «amor-odio» con la prensa. Trump comenzó a promocionarse en la prensa en la década de 1970. El presentador de Fox News Bret Baier y el expresidente de la Cámara de Representantes Paul Ryan han caracterizado a Trump como un «troll» que hace declaraciones controvertidas para ver cómo le «explota la cabeza a la gente».
En la campaña de 2016, Trump se benefició de una cantidad récord de cobertura mediática gratuita, lo que elevó su posición en las primarias republicanas. La escritora de The New York Times Amy Chozick escribió en 2018 que el dominio mediático de Trump, que cautiva al público y crea una cobertura tipo telerrealidad «imperdible», fue políticamente beneficioso para él.
Como candidato y como presidente, Trump acusó con frecuencia a la prensa de parcialidad, llamándola «medios de noticias falsas» y «el enemigo del pueblo». En 2018, la periodista Lesley Stahl relató que Trump dijo que degradaba y desacreditaba intencionadamente a los medios de comunicación «para que cuando escriban historias negativas sobre mí nadie les crea».
La desconfianza en la prensa es uno de los mayores legados de su figura política. Según una encuesta de 2016, 70 % de autodenominados republicanos decían tener al menos algo de confianza en los canales de noticias, para 2021 ese número es 35 %.

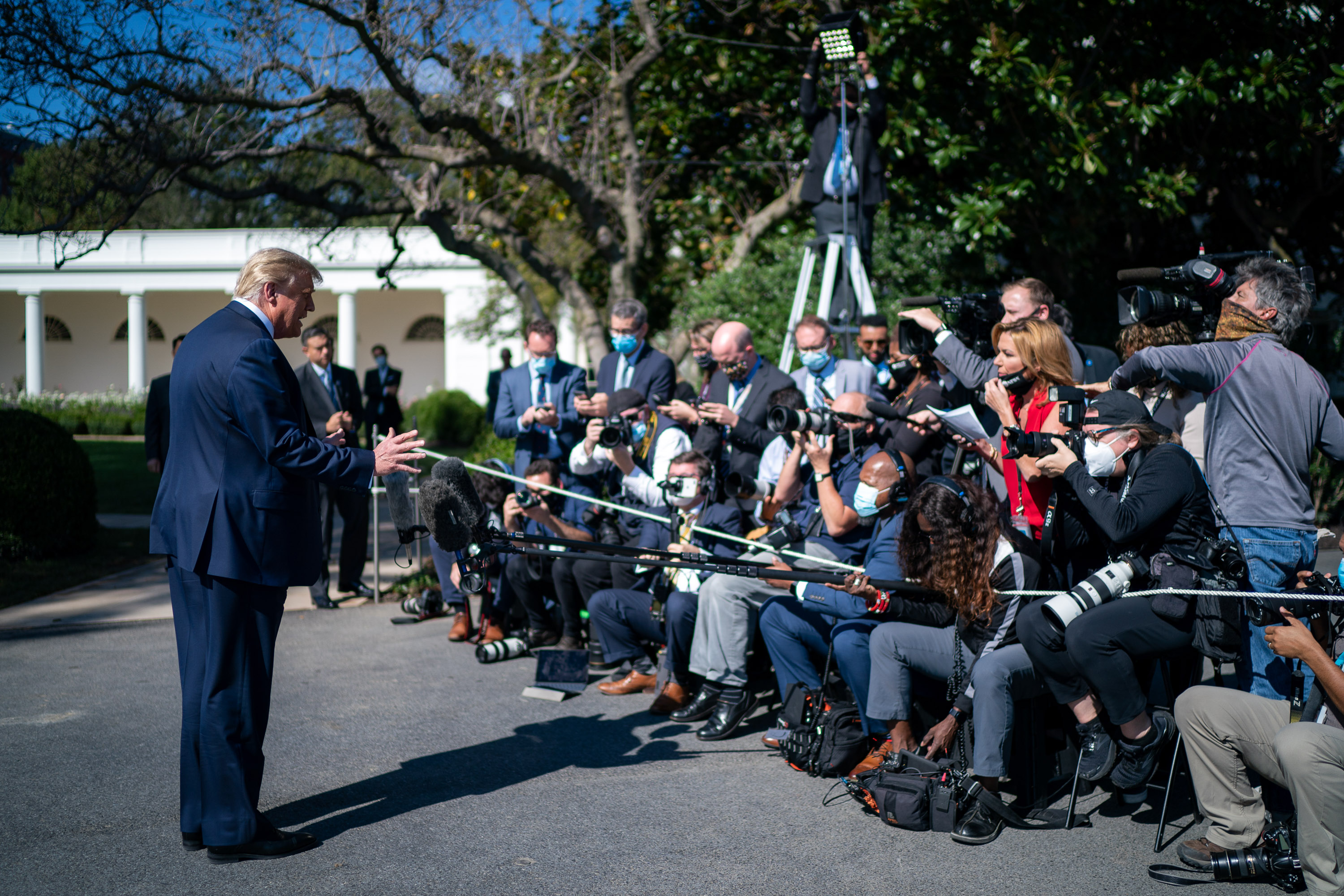
Trump a las afueras de la Casa Blanca hablando con reporteros.

Como presidente, Trump meditó en privado y en público sobre la revocación de las credenciales de prensa de los periodistas que consideraba críticos. Su administración se movilizó para revocar los pases de prensa de dos reporteros de la Casa Blanca, que fueron restaurados por los tribunales. En 2019, un miembro de la prensa extranjera informó de muchas de las mismas preocupaciones que las de los medios de comunicación en EE. UU., expresando su preocupación de que un proceso de normalización por parte de los reporteros y los medios de comunicación resulte en una caracterización inexacta de Trump. La Casa Blanca de Trump celebró un centenar de ruedas de prensa formales en 2017, que se redujeron a la mitad durante 2018 y a dos en 2019.
Como presidente, Trump desplegó el sistema legal para intimidar a la prensa. A principios de 2020, la campaña de Trump demandó a The New York Times, The Washington Post y CNN por supuesta difamación en artículos de opinión sobre la injerencia electoral rusa. Expertos legales dijeron que las demandas carecían de mérito y que no era probable que tuvieran éxito. En marzo de 2021, las demandas contra The New York Times y CNN habían sido desestimadas.
Trump además tuvo buenas relaciones medios de comunicación conservadores como Fox News (con la excepción de la noche de las elecciones presidenciales de 2020), One America News Network, New Tang Dynasty Television (NTD) y Newsmax.
Rupert Murdoch, dueño de Fox News, fue cercano al 45.º presidente, al igual que presentadores de la cadena en cuestión que participaron en mítines de campaña, como es el caso de Sean Hannity y Jeanine Pirro.

### Conflicto de intereses

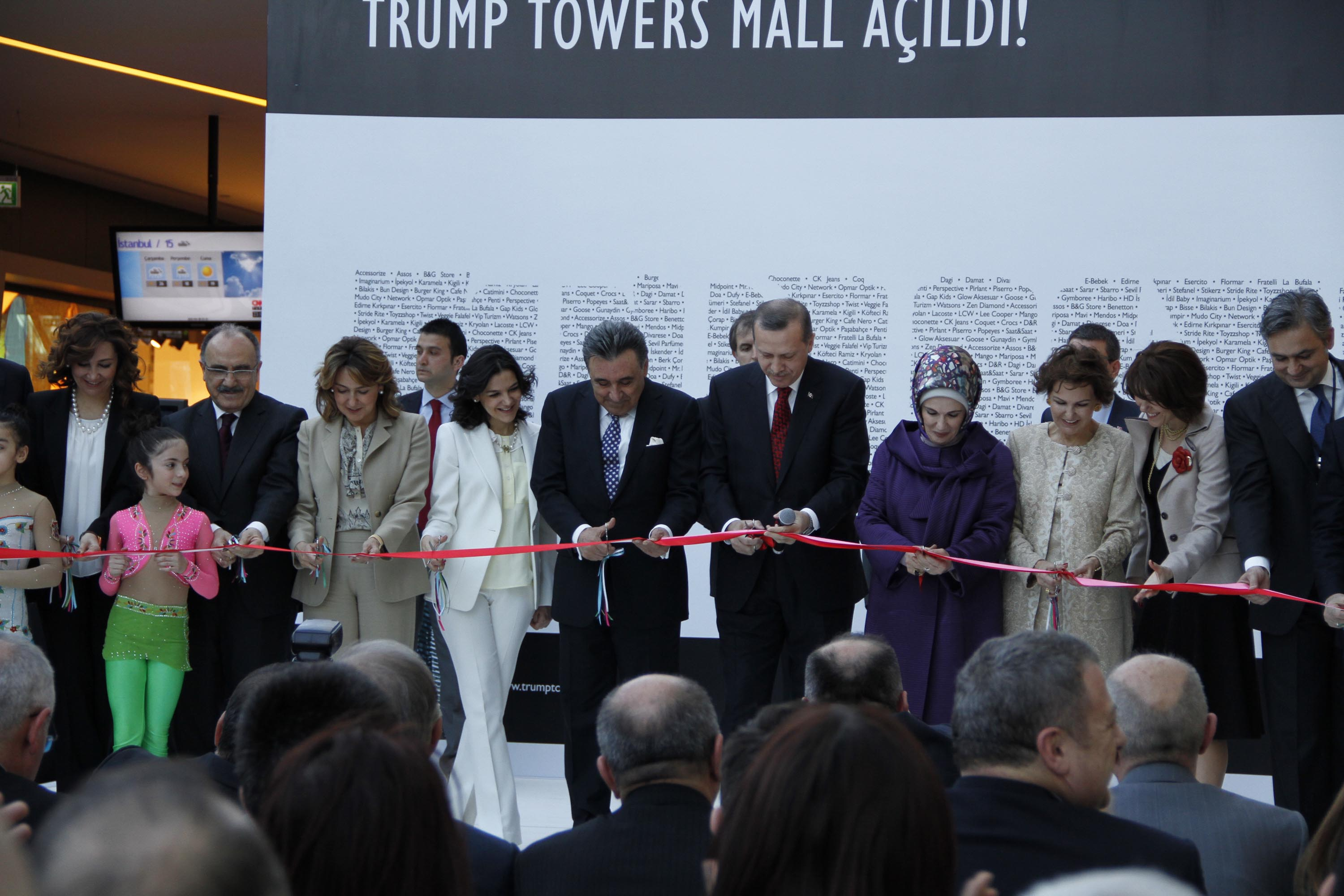
Trump Towers Estambul, Turquía.

Antes de ser nombrado presidente, Trump movió sus negocios a un fideicomiso revocable administrado por sus hijos mayores y un socio comercial. De acuerdo con los expertos en ética, mientras Trump continúe sacando provecho de sus negocios, las medidas tomadas por Trump no ayudan a evitar conflictos de interés. Debido a que Trump tendría conocimiento de cómo las políticas de su administración afectarían sus negocios, los expertos en ética recomiendan que Trump venda sus negocios. Se han presentado múltiples demandas alegando que Trump está violando la cláusula de emolumentos de la Constitución de los Estados Unidos debido a sus intereses comerciales; argumentan que estos intereses permiten a los gobiernos extranjeros influir en él. Presidentes anteriores en la era moderna se han despojado de sus propiedades o las han puesto en fideicomisos a ciegas y él es el primer presidente en ser demandado por la cláusula de emolumentos.

### Declaraciones falsas
Según los fact-checkers, como presidente, Trump habría hecho frecuentemente declaraciones falsas en discursos y comentarios públicos. Trump pronunció «al menos un reclamo falso o engañoso por día en 91 de sus primeros 99 días» en el cargo según The New York Times y 1318 en total en sus primeros 263 días en el cargo de acuerdo con la columna de análisis político «Fact Checker» de The Washington Post, que también escribió: «El presidente Trump es el político más cuestionable que The Fact Checker ha encontrado... el ritmo y el volumen de las declaraciones erróneas del presidente significa que no podemos mantener el ritmo». Después de 466 días en el cargo, el conteo fue de 3001 afirmaciones falsas o engañosos, y había aumentado a un promedio de 6.5 por día de 4.9 durante los primeros 100 días de Trump en la oficina.

### Alegaciones sobre acoso sexual
Donald Trump fue acusado de agresión sexual y acoso sexual, incluyendo besos y tocar sexualmente sin consentimiento, por al menos quince mujeres desde la década de 1980. Esas acusaciones han dado lugar a tres casos que llegaron a instancias judiciales: su entonces esposa Ivana presentó una demanda por violación durante su litigio de divorcio de 1989, pero luego se retractó de ese reclamo; la empresaria Jill Harth demandó a Trump en 1997 alegando incumplimiento de contrato al tiempo que también demandó por acoso sexual no violento, pero retiró la última demanda cuando se resolvió la primera; y, en 2017, la exconcursante de Aprendices Summer Zervos presentó una demanda por difamación después de que Trump la llamara mentirosa.

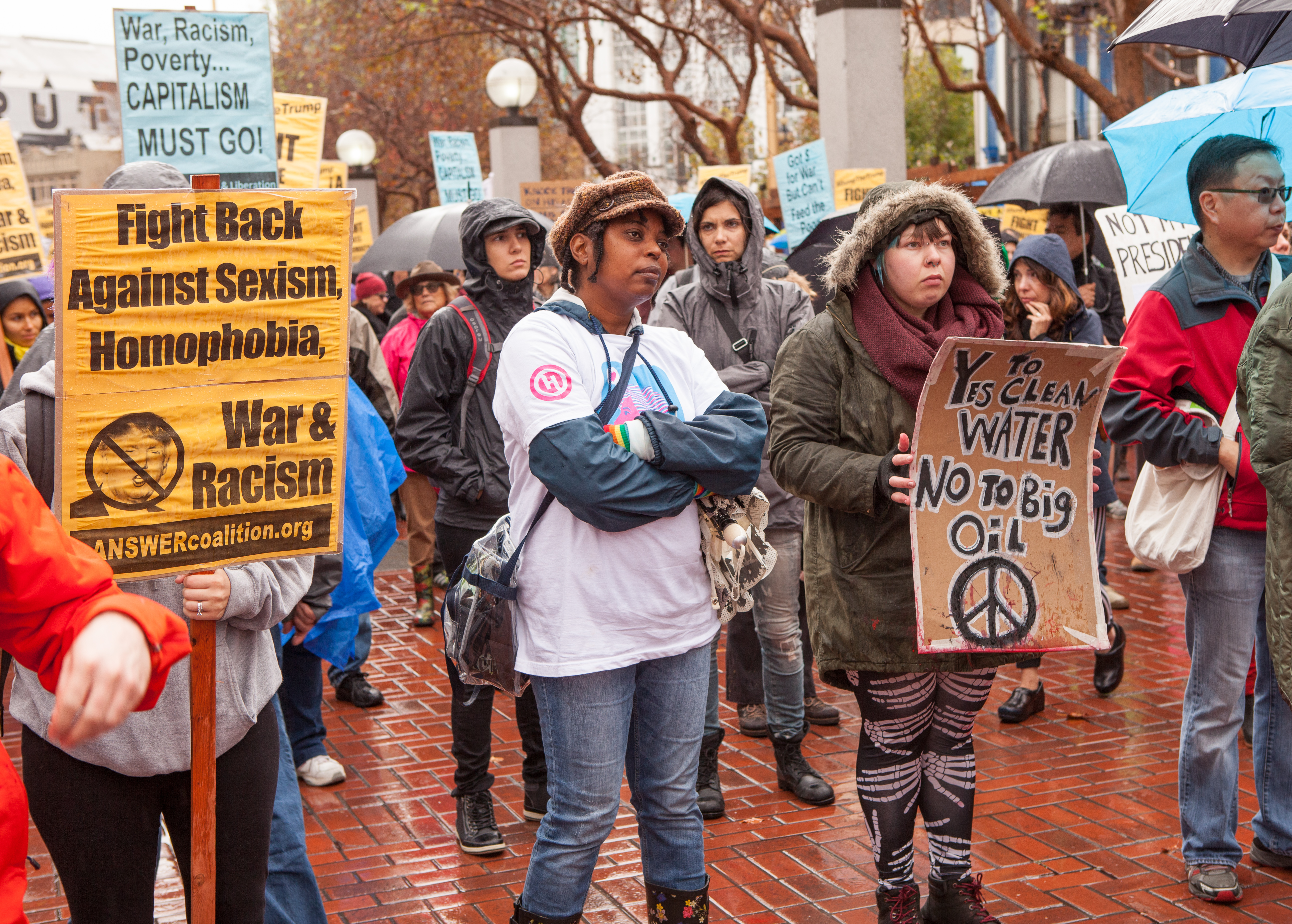
Protesta contra Donald Trump.

Dos de las acusaciones (por Ivana Trump y Jill Harth) se hicieron públicas antes de la candidatura de Trump a la presidencia, pero el resto surgió después de que se filtrara una grabación de audio de 2005 durante la campaña presidencial de 2016. Se grabó a Trump alardeando de que una celebridad como él «puede hacer cualquier cosa» con las mujeres, incluso «simplemente comienza a besarlas... yo ni siquiera espero» y «las agarro por el coño» (grab 'em by the pussy en inglés). Posteriormente, Trump caracterizó los comentarios como «conversaciones de vestuario» y negó en realidad comportarse así con las mujeres, y también se disculpó por el lenguaje crudo que usó. Muchas de las mujeres que lo denunciaron afirmaron que estas negativas de Trump las llevaron a hacer públicas sus acusaciones.
La periodista Jean Carroll lo acusó de haber cometido abuso sexual contra ella en 1995, acusación que ratificó en 2023 en el juicio civil contra Donald Trump. En mayo de 2023, fue declarado culpable por los delitos de «abuso sexual» y «difamación», y condenado a pagar cinco millones de dólares como compensación para Carroll.
Otro tipo de acusación fue hecha, principalmente después de que la grabación de audio saliera a la superficie, por varias exconcursantes de Miss USA y Miss Teen USA, quienes acusaron a Trump de ingresar a los vestuarios de las participantes de concursos de belleza. Trump, dueño de la franquicia Miss Universo, que incluye ambos concursos, fue acusado de ingresar a camerinos en 1997, 2000, 2001 y 2006, mientras que las concursantes se encontraban en varias etapas de desvestirse. Durante una entrevista de 2005 en The Howard Stern Show, Trump dijo que podía «salirse con la suya con cosas como esa», al menos entre bastidores en los concursos de adultos.
A fines de 2017 fue acusado por un total de 19 mujeres de acoso y contacto físico no deseado, además de entrar a los vestuarios mientras se vestían por diversas participantes de sus concursos de belleza.

### Puntos de vista raciales y étnicos

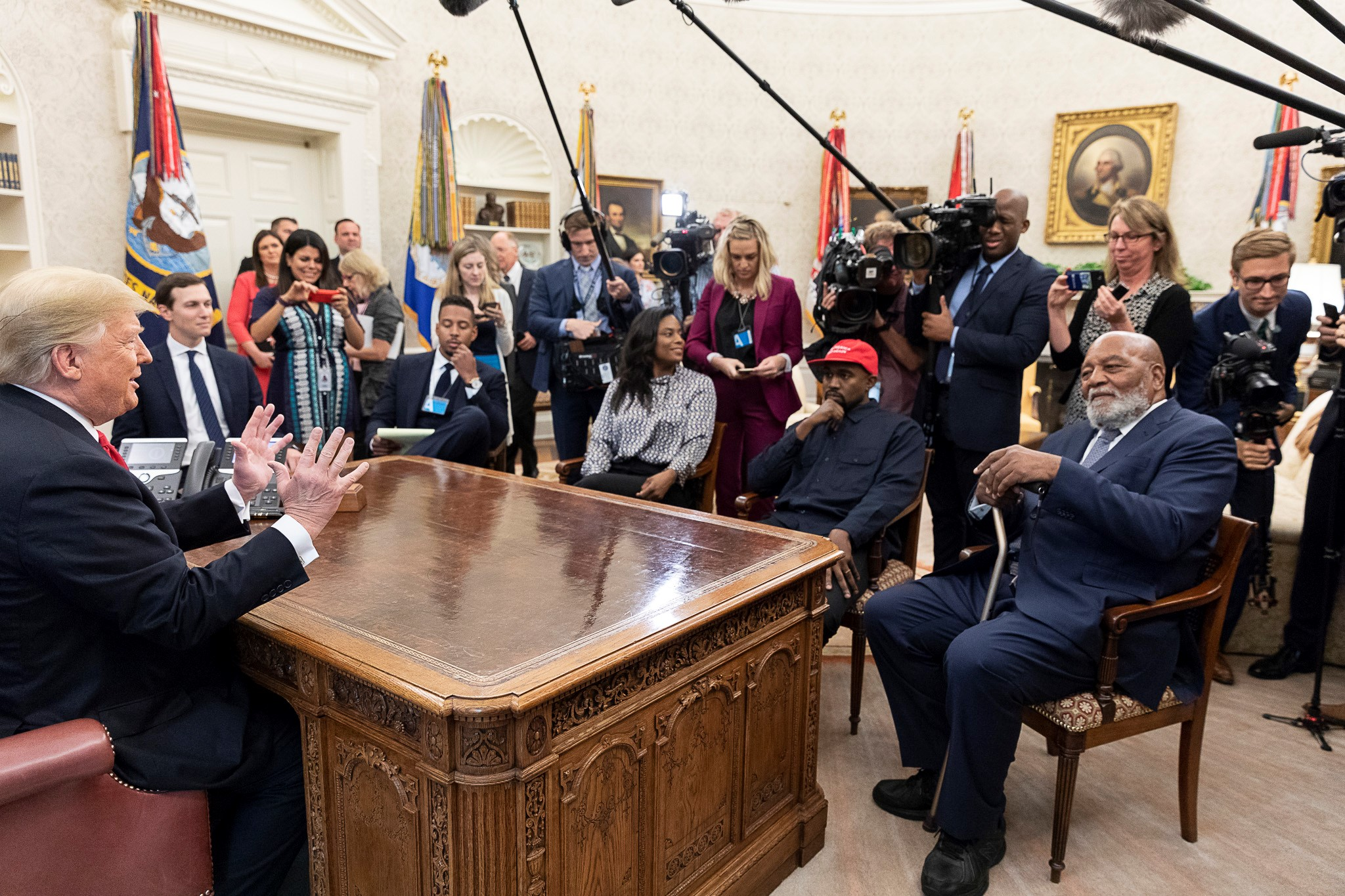
El presidente Donald Trump junto al rapero Kanye West en el Despacho Oval de la Casa Blanca, octubre de 2018.

Trump tiene un historial de hacer comentarios racialmente polémicos y tomar acciones que se perciben como racialmente motivadas. En 1975, resolvió una demanda del Departamento de Justicia de 1973 que alegaba discriminación de vivienda contra los inquilinos negros. Fue acusado de haber realizado declaraciones supuestamente racistas por insistir en que un grupo de adolescentes negros y latinos fueron culpables de violar a una mujer blanca en el ataque a la corredora del Central Park en 1989, incluso después de que fueran exonerados por pruebas de ADN en 2002. Continuó manteniendo esta posición también en 2016.
Trump jugó un papel principal en las teorías de conspiración sobre el nacimiento de Obama, que habían estado circulando desde la campaña presidencial de 2008. A partir de marzo de 2011, cuestionó públicamente la ciudadanía y la elegibilidad de Obama para servir como presidente. Aunque la campaña de Obama había publicado una copia del certificado de nacimiento de forma abreviada en 2008 Trump exigió ver el certificado original de «forma completa». También repitió una acusación desacreditada de que la abuela de Obama dijo que había presenciado su nacimiento en Kenia. Cuando la Casa Blanca publicó más tarde el acta de nacimiento de forma completa de Obama, Trump se atribuyó el mérito de haber obtenido el documento y dijo: «Espero que sea verificado». Cuando se le preguntó en 2015 si creía que Obama nació en Estados Unidos, dijo que no quería seguir discutiendo el asunto. A finales de 2017, continuó cuestionando la autenticidad del certificado de nacimiento en conversaciones a puertas cerradas con asesores.
Trump lanzó su campaña presidencial de 2016 con un discurso en el que afirmó: «Cuando México envía a su gente, no están enviando lo mejor de sí mismos... Están trayendo drogas y crímenes; son violadores y algunos, supongo, son buenas personas». Más tarde, sus ataques contra un juez mexicano-estadounidense fueron calificados de racistas. Sus comentarios después de la manifestación Unite the Right en 2017 en Charlottesville (Virginia), fueron vistos como implicando una equivalencia moral entre los manifestantes de la supremacía blanca y los que los protestaron. Después de la condena generalizada de su respuesta, Trump declaró en comentarios preparados que «el racismo es malo». En una reunión del despacho de enero de 2018 para discutir la legislación de inmigración con los líderes del Congreso, se informa de que Trump se refirió a El Salvador, Haití, Honduras y los países africanos como «shitholes» (pocilgas). Sus comentarios fueron condenados como racistas en todo el mundo, así como por muchos miembros del Congreso. Algunos líderes mundiales respondieron a los comentarios, como por ejemplo el presidente de Ghana Nana Akufo-Addo, quien afirmó que no puede «aceptar tales insultos, incluso de un líder de un país amigo, sin importar cuán poderoso sea»; el presidente de Uganda, Yoweri Kaguta Museveni dijo al respecto que «él les habla francamente a los africanos» y Macky Sall dijo estar «conmocionado».
Las declaraciones de Trump han sido calificadas de racistas por muchos observadores en Estados Unidos y en todo el mundo. Según una encuesta de POLITICO / Morning Consult realizada en octubre de 2017, el 45 % de los votantes estadounidenses considera a Trump como racista y el 40 % no.

#### Inmigración ilegal

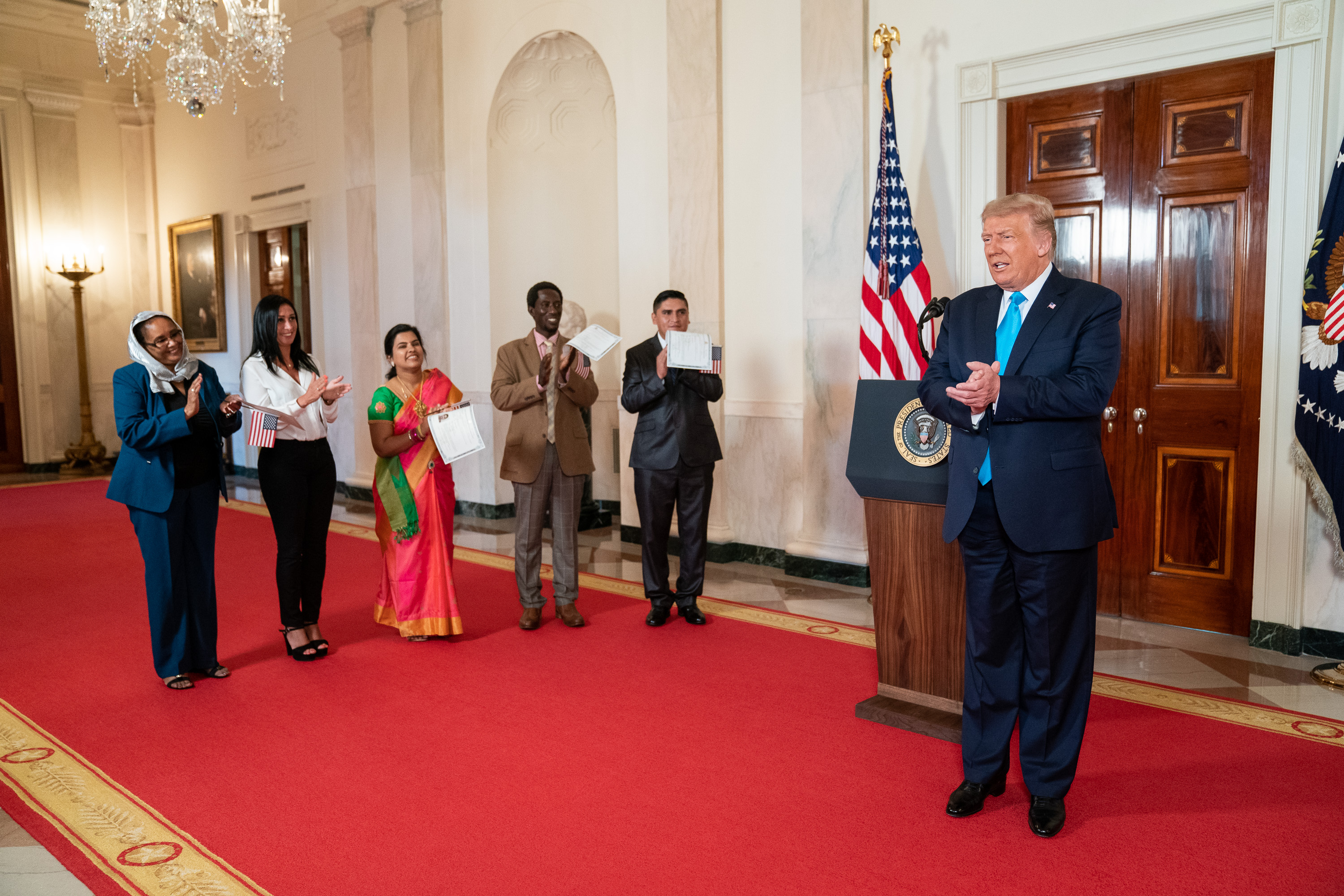
Trump participando en una ceremonia de naturalización de inmigrantes legales en 2020.

En 2015 Trump fue criticado por lo que varias fuentes consideran comentarios despectivos hacia México y la corrupción.
Trump catalogó a los inmigrantes mexicanos ilegales como «corruptos, delincuentes y violadores» en un discurso que realizó para presentar su candidatura como futuro presidente de Estados Unidos, indicando además su deseo de construir un muro entre las fronteras de Estados Unidos y México, que tendría que ser pagado por este último.
Estas declaraciones causaron el enfado de parte de la comunidad latina de los Estados Unidos, haciendo que el canal Univisión, que tenía contrato con Trump, cancelara el contrato de transmisión televisiva con Miss Universo, Miss Estados Unidos y todo lo que tuviera que ver con la franquicia de Trump. El cantante colombiano J Balvin canceló la presentación de Miss Estados Unidos por las palabras de este.
El 2 de junio de 2015 la cadena de televisión costarricense Teletica decidió romper relaciones con Trump y anunció que no enviará a la representante del país al concurso de Miss Universo. El 29 de junio de ese mismo año, la cadena NBC dio por terminada su relación comercial con Trump, tras las declaraciones que el empresario hizo en contra de los inmigrantes mexicanos. NBC anunció que no trasmitirá los certámenes anuales de Miss USA ni Miss Universo, por lo que ambos certámenes no cuentan con un transmisor oficial definido. Por su parte, la cadena mexicana Televisa anunció el rompimiento de lazos comerciales con el empresario estadounidense, a quien exigió respeto hacia los connacionales residentes en aquel país.
El 30 de junio, Cheryl Burke y Thomas Roberts renunciaron como presentadores del certamen Miss Estados Unidos 2015, debido a las declaraciones de Trump que generaron gran malestar en la comunidad mexicana y latinoamericana, en general; por ello, el concurso no cuenta con presentadores definidos al momento. El mismo día, anunció que demandará a la cadena Univisión por 500 millones de dólares.
Cabe destacar que varios latinos manifestaron su apoyo al candidato, como el caso de la agrupación Latinos for Trump, y que un tercio del voto latino estuvo destinado al Partido Republicano. Después del voto blanco, este grupo fue el segundo que más apoyó al magnate en 2016, número que aumentó en 2020.
En el primer debate presidencial realizado el 6 de agosto de 2015, Trump reafirmó que su cruzada es contra la inmigración ilegal en específico. El periodista Chris Wallace le preguntó al republicano «Dices que el gobierno mexicano está enviando delincuentes desde el otro lado de la frontera [...] ¿Por qué no utilizar este primer debate presidencial republicano para compartir tus pruebas con el pueblo estadounidense?»
Trump respondió: «Si no fuera por mí, ni siquiera estarías hablando de inmigración ilegal, Chris. Ni siquiera estarías hablando de eso.
Este no era un tema que estuviera en la mente de nadie hasta que lo mencioné en mi anuncio. Y dije, México está enviando. Excepto por los reporteros, porque son un grupo muy deshonesto, en términos generales, en el mundo de la política, no cubrieron mi declaración de la forma en que lo dije. El hecho es que, desde entonces, muchos homicidios, asesinatos, crímenes y la entrada de drogas a través de la frontera, hay dinero que sale y entran drogas. Y yo dije que tenemos que construir un muro, y tiene que construirse rápidamente.
Y no me importa tener una gran y hermosa puerta en esa pared para que la gente pueda entrar legalmente a este país. Pero necesitamos, Jeb, construir un muro, tenemos que mantener alejados a los ilegales».
Mark Zuckerberg, fundador de Facebook, declaró no estar de acuerdo con el pensamiento de Donald Trump, pues tras los comentarios del magnate, Zuckerberg aludió la figura de los inmigrantes indocumentados a través de su cuenta de Twitter con un discurso en donde afirmó que Estados Unidos fue fundada como una nación de inmigrantes.
Alicia Machado, ganadora del concurso de Miss Universo 1996, dijo: «Tuve la desagradable experiencia de trabajar para él durante un año y conozco perfectamente sus niveles de racismo, a mí me hizo muchas cosas terribles, yo padecí con ese señor cosas incontables». Otras celebridades que han rechazado las declaraciones de Trump son Rob Schneider, Shirin Ebadi, Angelina Jolie, Eugenio Derbez, Antonio Banderas, el grupo musical Maná, Ricky Martin, Cher, Jacqueline Bracamontes, entre otros.
En 2022 la primera inmigrante mexicana nacionalizada como estadounidense en ser electa para la Cámara de Representantes, Mayra Flores, se declaró pro-Trump y en apoyo a sus políticas inmigratorias.

#### Supremacía blanca
El movimiento de la extrema derecha se unió alrededor de la candidatura de Trump, debido en parte a su oposición al multiculturalismo y a la inmigración legal e ilegal. Durante la campaña de 2016, Trump fue acusado de complacer a los supremacistas blancos. Retuiteó a cuentas racistas, y se negó repetidamente a condenar a David Duke, el Ku Klux Klan o supremacistas blancos, en una entrevista en el Estado de la Unión de CNN, diciendo que primero tendría que «investigar» porque no sabía nada sobre Duke o supremacistas blancos. Posteriormente, repudió públicamente la figura de Duke y el Ku Klux Klan. En agosto de 2016, nombró a Steve Bannon, el presidente ejecutivo de Breitbart News, como su CEO de campaña; el sitio web fue descrito por Bannon como «la plataforma para la extrema derecha».
Durante la campaña de 2024 se distanció del «Proyecto 2025» por calificarlo muy «extremo», alegando que él no es extremo. Oficialmente su programa de gobierno es la «Agenda 47».

### Política de cero tolerancia y separación familiar en la frontera con México

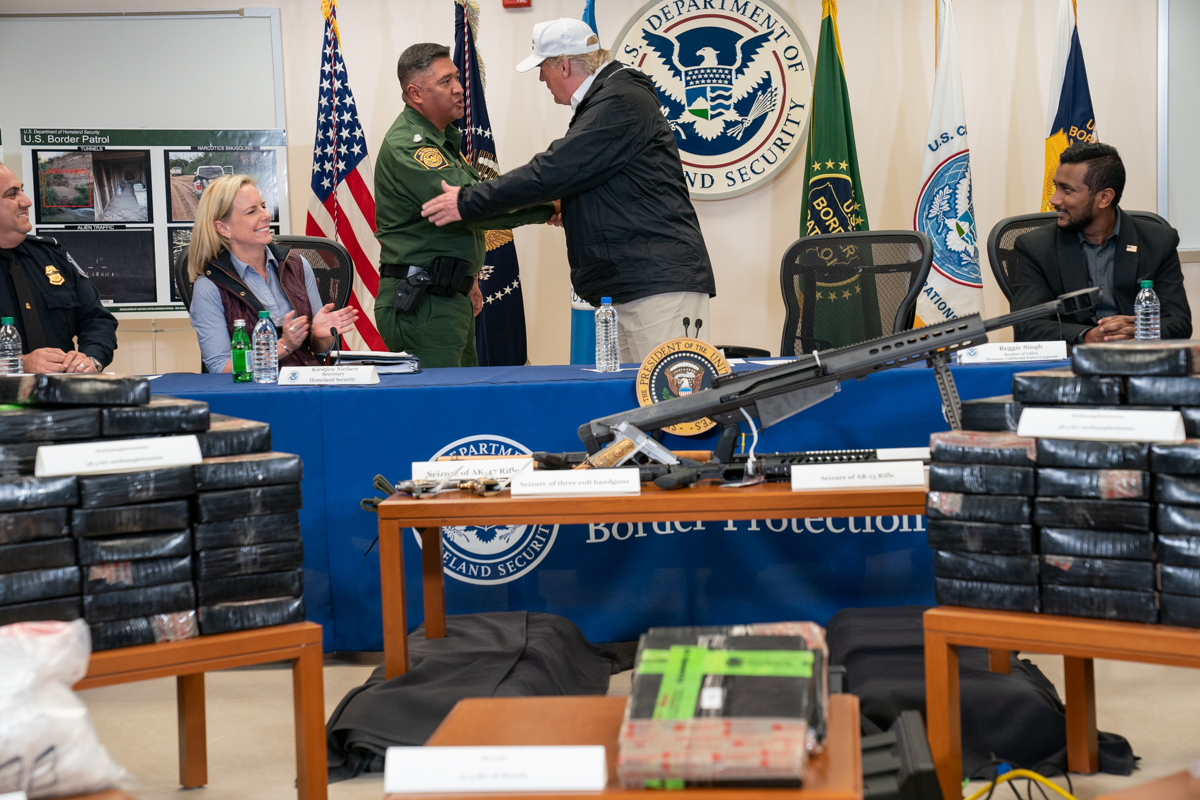
Trump junto a agentes de la Patrulla Fronteriza de los Estados Unidos quienes exhiben armas, drogas ilegales y bolsas con dinero en efectivo incautado en la frontera sur.

Un aspecto de la política de inmigración del presidente Trump, implementada en abril de 2018, implica enjuiciar a todos los adultos detenidos en la frontera México-Estados Unidos, ya sea detenidos durante un cruce ilegal o solicitando asilo legalmente, bajo la política llamada «tolerancia cero». Las autoridades federales separan a los niños de sus padres, parientes u otros adultos que los acompañaron al cruzar la frontera, envían a los padres a cárceles federales y colocan a los infantes bajo la supervisión del Departamento de Salud y Servicios Humanos.
Esta política ha atraído críticas y protestas significativas desde su anuncio público por el fiscal general Jeff Sessions el 7 de mayo de 2018. En Washington D. C., los miembros demócratas del Congreso marcharon en protesta. Los grupos religiosos han expresado su oposición a la política, incluida la Conferencia de Obispos Católicos de los EE. UU., La Asociación Nacional de Evangélicos, La Iglesia de Jesucristo de los Santos de los Últimos Días, y la Convención Bautista del Sur. Esta política ha sido condenada por la Academia Estadounidense de Pediatría, el Colegio Americano de Médicos y la Asociación Estadounidense de Psiquiatría. La Oficina del Alto Comisionado de las Naciones Unidas para los Derechos Humanos pidió que la administración Trump «detenga de inmediato» su política de separar a los niños de sus padres, y los activistas de derechos humanos han criticado que la política, en la medida en que también se aplica a los solicitantes de asilo, desafía el artículo 31 de la Convención sobre el Estatuto de los Refugiados de las Naciones Unidas. El mismo presidente Trump condenó las medidas pero acusó de ello a la falta de acuerdos entre los demócratas que no le facilitan recursos para el muro fronterizo.
En enero de 2019 comenzó la implementación del programa Quédate en México administrado por el Departamento de Seguridad Nacional, exige a los migrantes que solicitan asilo que permanezcan en México hasta la fecha de su juicio de inmigración en Estados Unidos.

### Vacunas

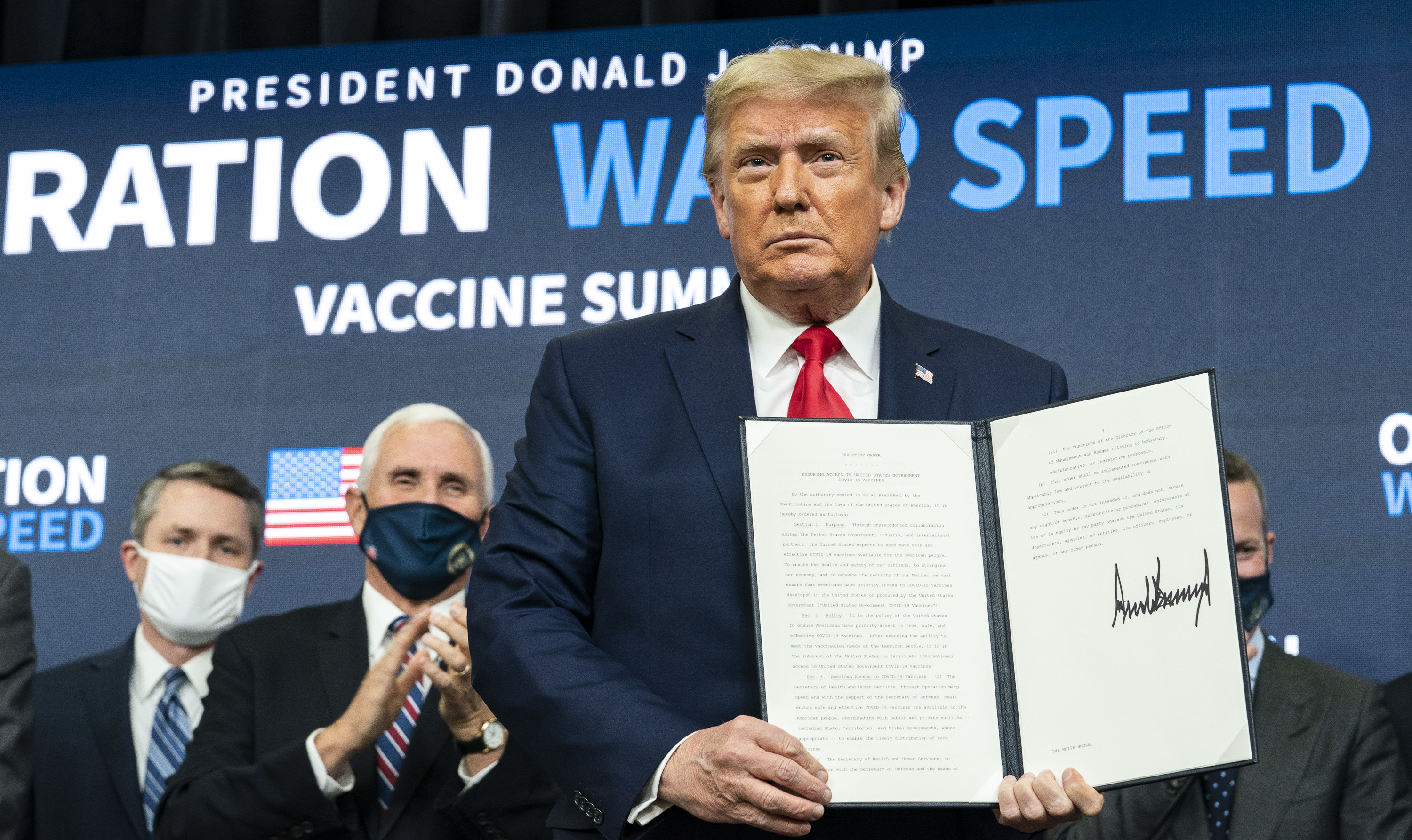
El presidente Trump mostrando la Orden Ejecutiva 13962, el cual requiere acceso prioritario a las vacunas COVID-19 desarrolladas en los Estados Unidos, firmado el 8 de diciembre de 2020.

Trump expresó en la década de 2010 (en contra del consenso científico) que la vacunación está relacionada con el desarrollo del autismo. Estas declaraciones fueron objeto de crítica en diversos medios por parte de la comunidad científica.
Sin embargo, durante su gobierno lideró la Operación Warp Speed para acelerar la creación de la vacuna COVID-19. En reiteradas ocasiones ha recomendado su uso a sus seguidores, al mismo tiempo defendiendo la voluntariedad de esta y oponiéndose a los pasaportes de vacunación diciendo: 

¿Saben? Creo totalmente en sus libertades, lo creo. Hagan lo que quieran, pero ¡yo recomiendo que se pongan la vacuna! Yo lo hice, es bueno, ¡vacúnense!... (tras los abucheos del público) No, no, está bien, cada uno tiene su libertad, pero resulta que yo me puse la vacuna y si no funciona, serán los primeros en saberlo.

### Fundación Donald J. Trump
El 18 de diciembre de 2018, la fiscal general de Nueva York, Barbara Underwood, anunció la disolución de la Fundación Donald J.Trump, luego de estar bajo sospecha por un «patrón de ilegalidad» durante la campaña presidencial de 2016 y en el cual estarían involucrados Trump y sus hijos. La fiscal interpuso una demanda sobre este tema en junio del mismo año. Entre las acusaciones figura el uso de la fundación para el pago de contratistas vinculados a la decoración de clubes de golf de Trump, así como para desviar las donaciones recaudadas en los mítines de la mencionada campaña. La demanda fue el resultado de una investigación de dos años iniciada por el predecesor de Underwood, Eric Schneiderman, quien tuvo que dimitir después de ser acusado de maltratar a varias mujeres, entre ellas, su novia, cuando mantenían relaciones sexuales. La demanda, que seguirá su curso en la corte, busca impedir que Trump y sus tres hijos mayores puedan ser miembros de consejo de cualquier fundación caritativa en el futuro.

### Presunto fraude fiscal
En unas investigaciones previas que el sistema judicial lleva a cabo sobre supuestas irregularidades impositivas y por si monetarias, el 21 de septiembre de 2022 el expresidente Donald Trump fue demandado por la fiscal general de Nueva York, Letitia James, junto con la mayoría de sus hijos, por supuesto fraude fiscal, a lo que Trump ha respondido con que se está usando el sistema judicial para perseguirlo políticamente.

### Repercusiones internacionales

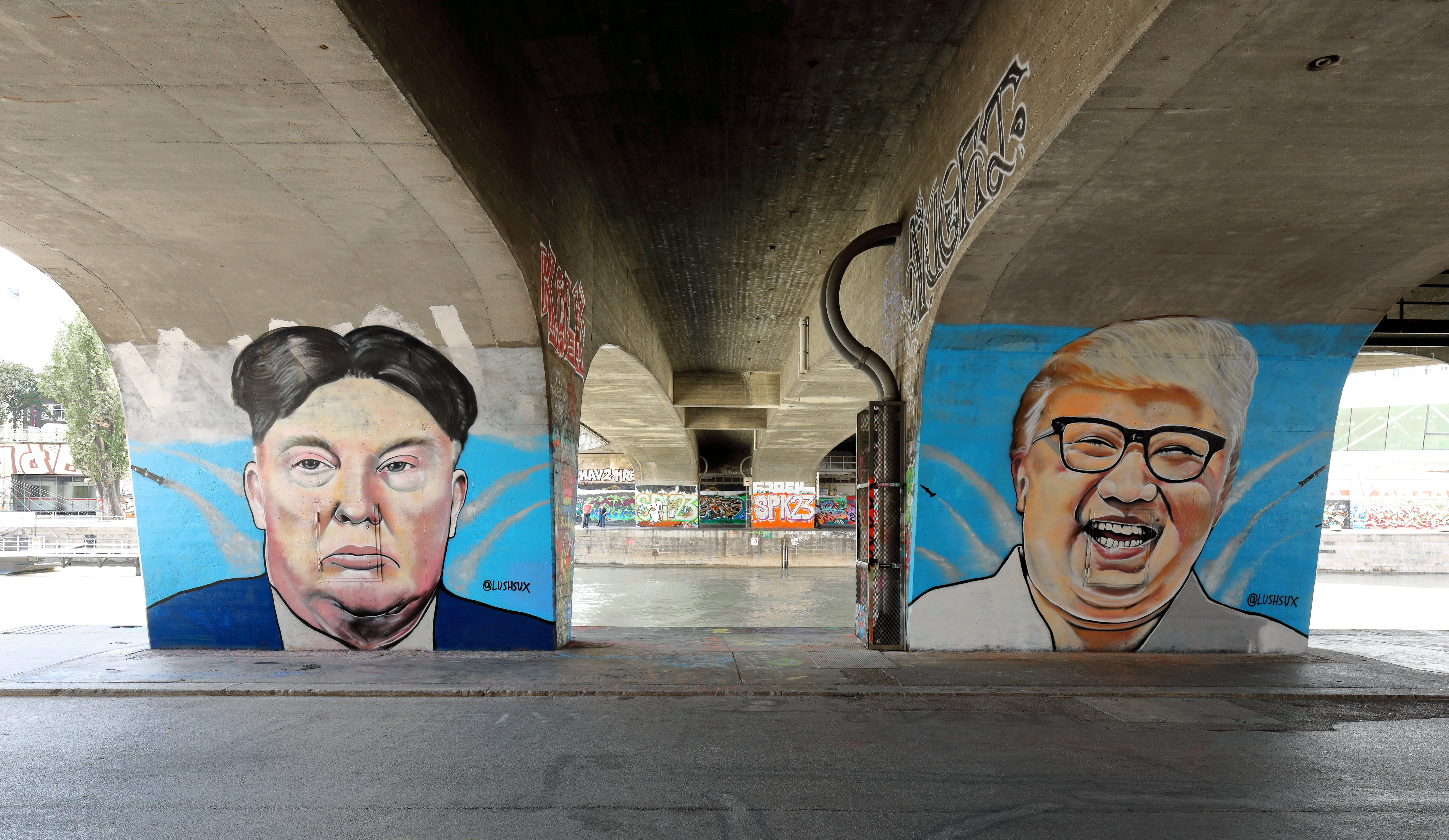
Grafiti de Trump y Kim Jong-un, Viena.

Amplia repercusión internacional ha tenido la figura de Donald Trump, pues unos cuantos le critican, pero a lo largo y ancho del mundo también hay quienes le defienden y le apoyan. Por lo satírico y original, en particular corresponde destacar la pieza audiovisual creada por la productora uruguaya Aparato, que combina ciencia ficción y humor negro. Pero el citado no es, por cierto, el único documento satírico difundido a través de los medios y de Internet en relación con el candidato republicano a la Casa Blanca. Tras confirmarse a Donald Trump como presidente electo de Estados Unidos, continuaron las diferentes opiniones a nivel internacional respecto de la incidencia que ello tendría a nivel mundial.

### En la cultura popular
Realizó cameos o breves apariciones en películas y series de televisión:
- Ghosts Can't Do It (1989)
- Home Alone 2: Lost in New York (1992)
- The Little Rascals (1994)
- The Fresh Prince of Bel-Air (1994)
- The Associate (1996)
- The Nanny (1996)
- Susan (1997)
- The Drew Carey Show (1997)
- Celebrity (1998)
- Spin City (1998)
- Sex and the City (1999)
- Zoolander (2001)
- Two Weeks Notice (2002)

## Premios y honores
- Gaming Hall of Fame (1995).[1064]
- Ride of Fame de Nueva York (2010).[1065]
- Trump fue galardonado con un doctorado honorario de administración de empresas (Hon D.B.A.), en 2010 por la Robert Gordon University.[1066] Aun así, este grado fue revocado el 9 de diciembre de 2015 debido a que Trump dio «varias declaraciones que son completamente incompatibles con la ética y los valores de la universidad».[1067]
- Doctorado honorario de negocios (Hon. D.B.), 2012, Liberty University.[1068]
- WWE Hall of Fame (2013).
- Estrella en el paseo de la fama de Hollywood.
- Hombre de Estado del año, Partido Republicano de Saratosta, 2012, 2015.[1069][1070]
- Premio de la libertad, 2015 en la gala Algemeiner Jewish 100 en honor a sus contribuciones positivas a las relaciones entre Estados Unidos e Israel.[1071] Trump dictaminó: «Tengo demasiados amigos en Israel».[1072]
- Llaves de la ciudad de Doral, Florida, 2015[1073][1074]
- Premio de liderazgo del comandante del Cuerpo de Marines de los Estados Unidos, 2015, entregado por la Fundación de fortalecimiento de leyes del cuerpo de marines.[1075]
- Salón de la fama del boxeo de Nueva Jersey (incluido el 12 de noviembre de 2015).[1076]
- Nominación al Premio Nobel de la Paz (nominado el 3 de febrero de 2016).[1077]

### Condecoraciones
Nacionales
- Medalla de Honor de Ellis Island (1986)
- Coronel Honorario de Kentucky (2012)

Extranjeras
- Orden Presidencial Nacional de la Excelencia (2012, Georgia)
- Orden del Rey Abdulaziz (2017, Arabia Saudí)
- Medalla de Oro al Valor (2018, Afganistán)
- Orden de la Libertad (2020, Kosovo)
- Orden de la Soberanía (2020,Marruecos)

## Inmuebles

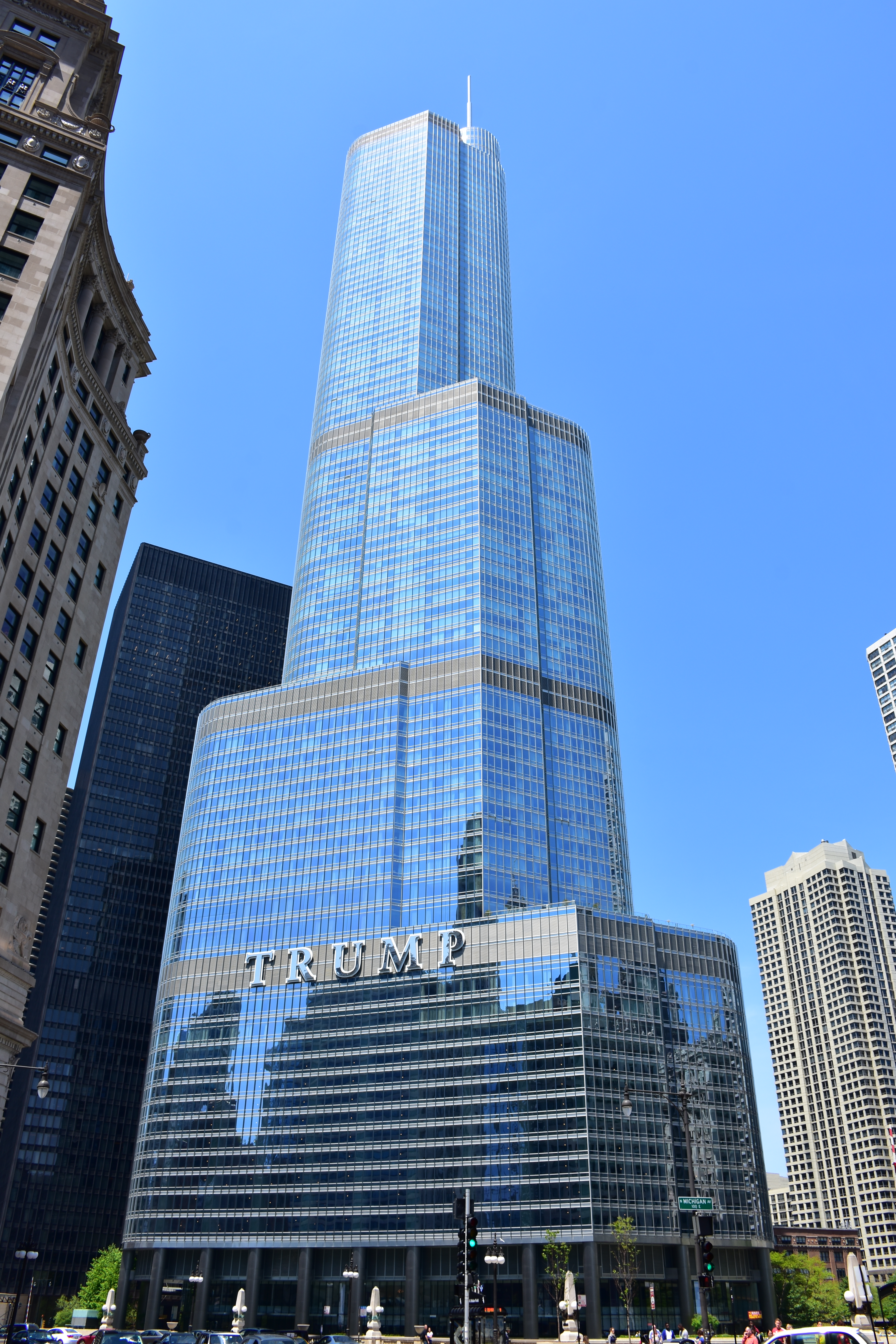
Trump International Hotel and Tower Chicago

- Trump World Tower: 845 United Nations Plaza, Nueva York, NY.
- Trump Tower: 725 Fifth Ave, Nueva York, NY 10022.
- Elite Tower.
- AXA Financial Center
- 555 California Street, en San Francisco, California.
- El Trump Building.
- Riverside South/Trump Place.
- Trump Parc Stamford.
- Trump Tower Manila.
- Trump Ocean Resort Baja México.
- Trump International Hotel and Tower Waikiki Beach Walk.
- The Palm Trump International Hotel and Tower.
- Trump International Hotel and Tower Chicago.
- Trump International Hotel and Tower New York.
- Trump Charlotte.
- Trump International Hotel and Tower Las Vegas
- Trump Park Avenue: Park Avenue & 59th Street.
- Trump Tower Ocean Club International, Ciudad de Panamá, Panamá.
- Campos de golf.
- Mar-A-Lago Palm Beach, Florida.
- Trump Tower, Punta del Este.
- Trump Ocean Club International Hotel and Tower (Panamá)

### Casinos

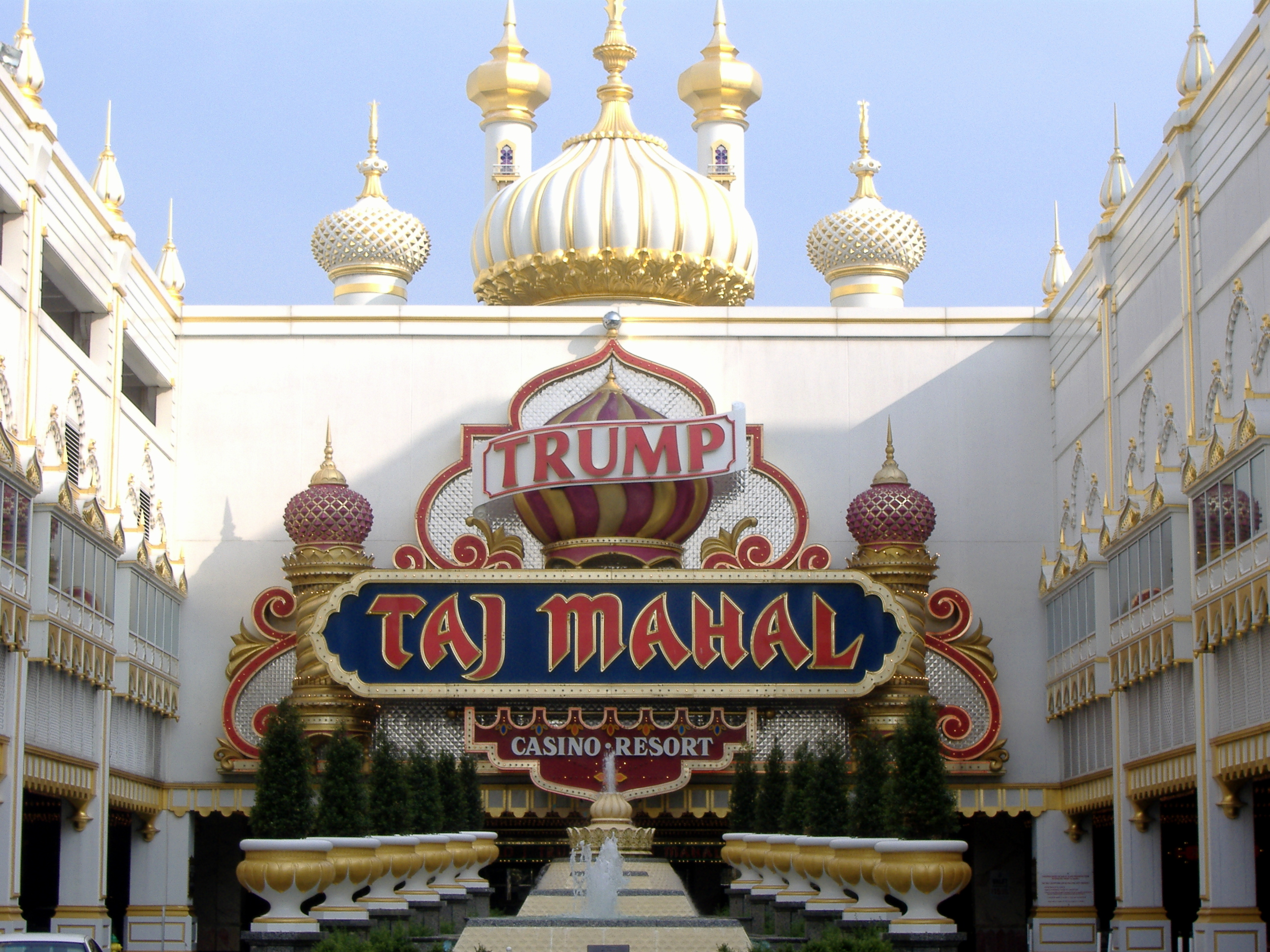
Casino Taj Mahal en Atlantic City.

- Trump Taj Mahal
- Trump Plaza
- Trump Marina
- Trump World's Fair
- Golden Nugget Atlantic City

## Libros
Trump ha participado en la escritura de los siguientes libros:
- Trump: The Art of the Deal (1987) (ISBN 978-0-345-47917-4)
- Trump: Surviving at the Top (1990) (ISBN 978-0-394-57597-1)
- Trump: The Art of Survival (1991) (ISBN 978-0-446-36209-2)
- Trump: The Art of the Comeback (1997) (ISBN 978-0-8129-2964-5)
- The America We Deserve (2000) (con Dave Shiflett, ISBN 1-58063-131-2)
- Trump: How to Get Rich (2004) (ISBN 978-0-345-48103-0)
- The Way to the Top: The Best Business Advice I Ever Received (2004) (ISBN 978-1-4000-5016-1)
- Trump: Think Like a Billionaire: Everything You Need to Know About Success, Real Estate, and Life (2004) (ISBN 978-0-345-48140-5)
- Trump: The Best Golf Advice I Ever Received (2005) (ISBN 978-0-307-20999-3)
- Why We Want You to be Rich: Two Men – One Message (2006), (oescrito con Robert Kiyosaki.	(ISBN 978-1-933914-02-2)
- Think Big and Kick Ass in Business and Life (2007), coescrito con Bill Zanker. (ISBN 978-0-06-154783-6)
- Trump: The Best Real Estate Advice I Ever Received: 100 Top Experts Share Their Strategies (2007) (ISBN 978-1-4016-0255-0)
- Trump 101: The Way to Success (2007) (ISBN 978-0-470-04710-1)
- Trump Never Give Up: How I Turned My Biggest Challenges into Success (2008) (ISBN 978-0-470-19084-5)
- Think Like A Champion: An Informal Education in Business and Life (2009) (ISBN 978-0-7624-3856-3)
- Trump Tower (2011) (una novela con Jeffrey Robinson, ISBN 978-1-59315-643-5)
- Midas Touch: Why Some Entrepreneurs Get Rich-And Why Most Don't (2011), coescrito con Robert Kiyosaki. (ISBN 1-61268-095-X)
- Time to Get Tough: Making America No. 1 Again (2011) (ISBN 978-1-59698-773-9)
- Crippled America: How to Make America Great Again (2015) (ISBN 978-1-5011-3796-9)